# Szecessziós építészet Magyarországon
Ez a szócikk az Osztrák–Magyar Monarchia részét képező Magyar Királyság építészetéről szól, így olyan földrajzi területeket is érint, amelyek ma már nem Magyarország részei.

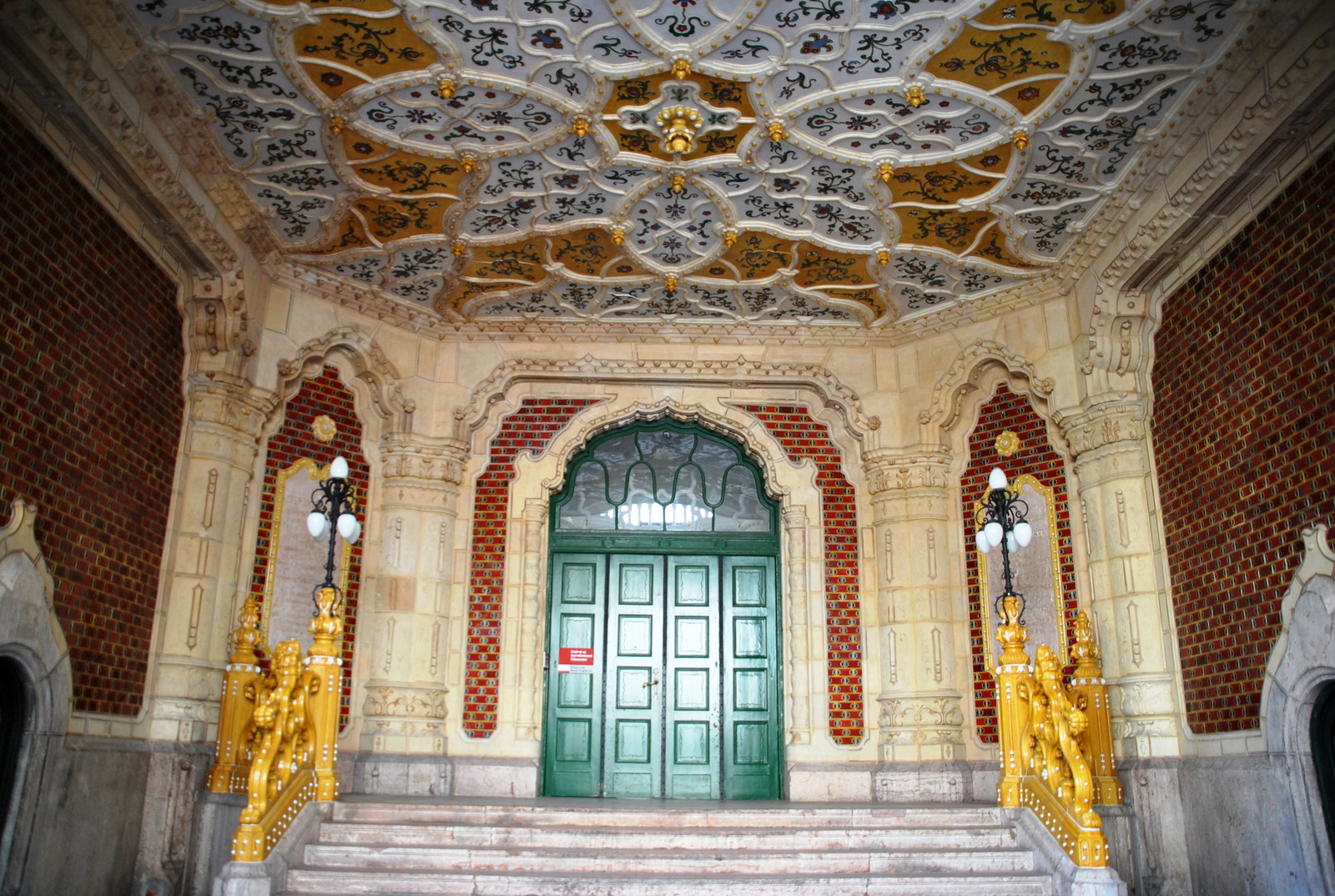
A Iparművészeti Múzeum nyitott előcsarnoka

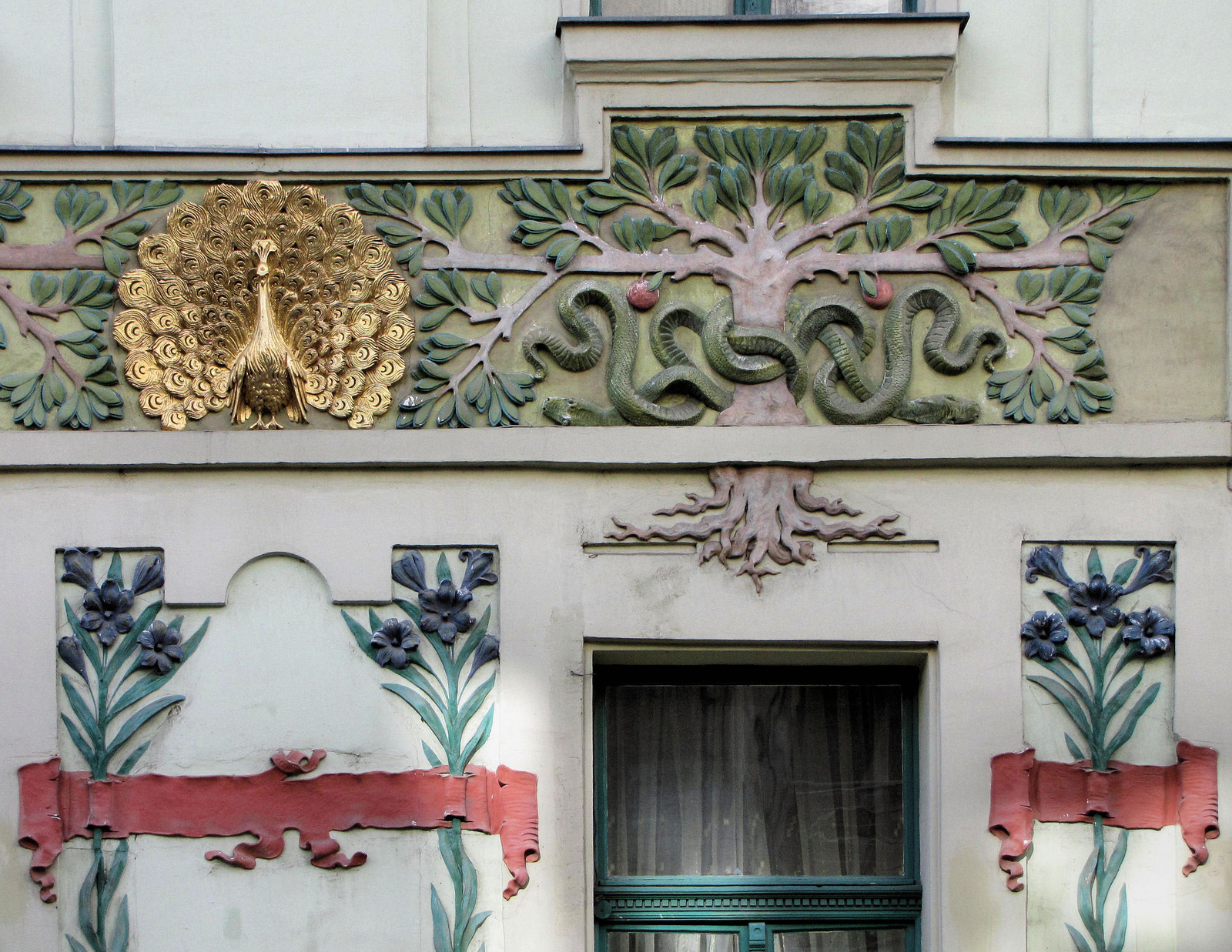
A budapesti Lindenbaum-ház homlokzatának részlete (Spiegel Frigyes)

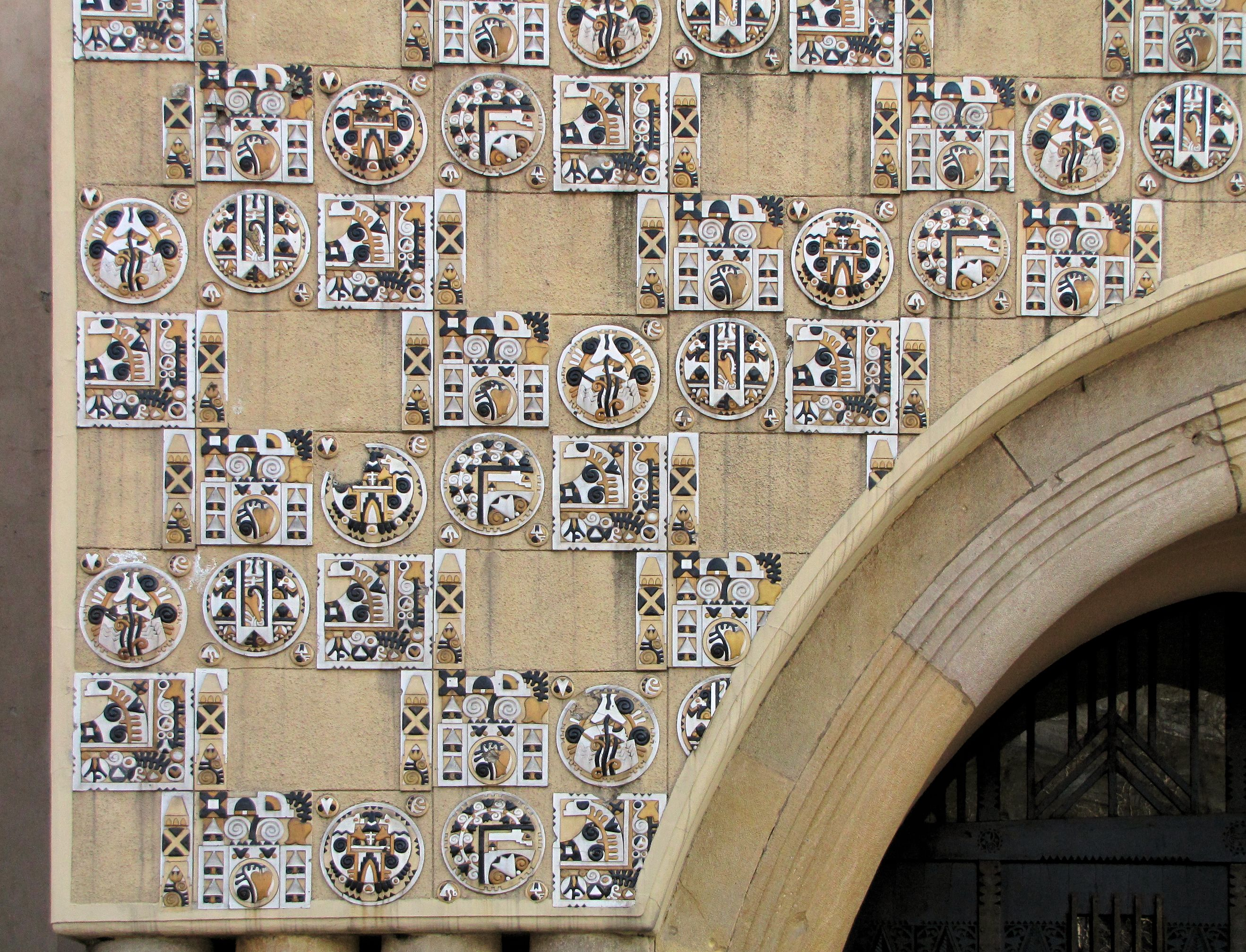
A Fasori református templom Árkay Aladár tervezte homlokzatának részlete

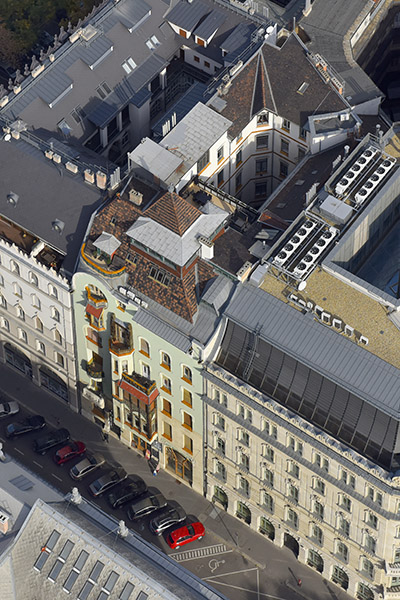
A Magyar Szecesszió Háza légi felvételen

A magyarországi szecessziós építészet az Osztrák–Magyar Monarchia részét képező Magyar Királyságban a 19–20. század fordulóján meghatározó, a szecessziós művészethez kötődő, elsősorban magyar építészek által művelt, többféle művészeti és stílusirányzatból összeálló épített örökséget jelenti.
A magyarországi építészetben a szecesszió jegyei az 1890-es években tűntek fel először, és a századfordulós fénykort követően az 1910-es évek végére, voltaképp az első világháborúval, korszaka lezártnak tekinthető. A stílus legfontosabb hazai mestere Lechner Ödön. Az általa, valamint követői és tanítványai által kifejlesztett és művelt magyaros szecesszió mellett, részben párhuzamosan, a stílusnak többféle irányzata létezett: egyes hazai épületeken megfigyelhető a francia és a belga Art Nouveau, a német Jugendstil, a bécsi kortársak, vagy épp a korabeli skandináv és angol építészet hatása. Lechner elméleti és gyakorlati munkássága a korszak több meghatározó építésze, így Lajta Béla, vagy a Fiatalok csoportjának egyik alapítója, Kós Károly számára is fontos kiindulópontot jelentett.
Budapest európai összehasonlításban is gazdag szecessziós műemlékekben. Itt találhatók Lechner Ödön legfontosabb munkái: az Iparművészeti Múzeum, a Postatakarékpénztár és a Magyar Földtani Intézet székháza. A korszakra jellemző módon kiváló minőségű anyagokból, összművészeti alkotásként megformált épületek a Gresham-palota, az egykori Parisiana Mulató, a Zeneakadémia, a Gellért Fürdő és Szálloda. A korszak magyar szecessziós építészetének számos emléke áll alföldi és dunántúli városokban, így Szegeden, Veszprémben, illetve a ma a magyar határokon túl található Szabadkán, Nagyváradon és Marosvásárhelyen.

## A szecessziós stílus legfontosabb építészei Magyarországon

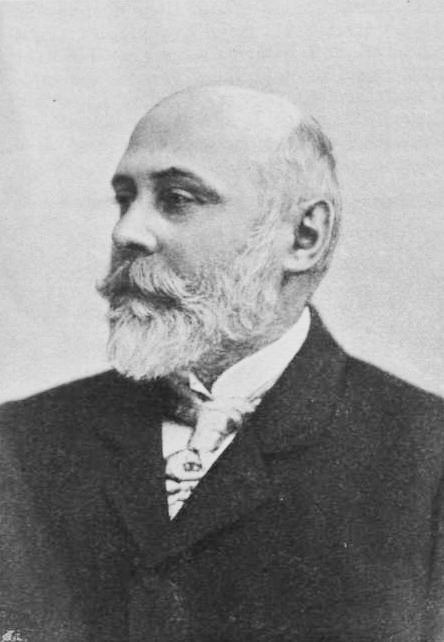
Lechner Ödön

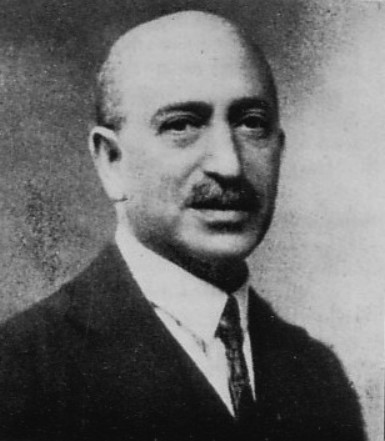
Komor Marcell

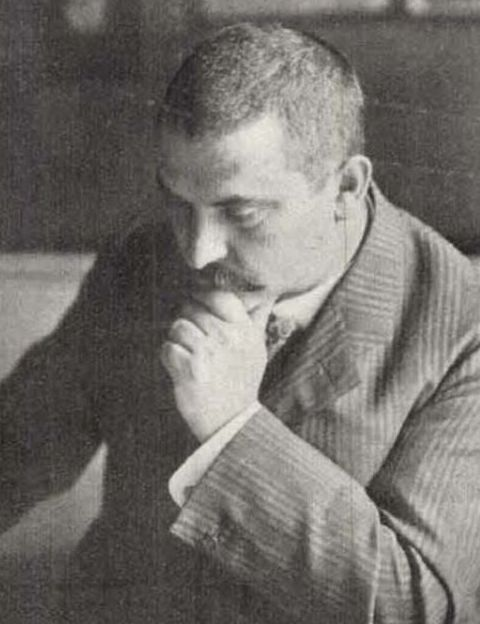
Lajta Béla

- Lechner Ödön (1845–1914) – A magyar szecesszió stílusteremtő, nagy hatású mestere. Historizáló tanultságú építészként a francia kora reneszánsz, a magyar népi díszítőművészet és a közel-keleti és indiai architektúra elemeinek ötvözésével hozott létre sajátos formanyelvet. Az előregyártás és a kerámia építészeti alkalmazásának úttörője. Legfontosabb alkotásai Budapesten az Iparművészeti Múzeum, a Magyar Földtani Intézet és a Hold utcai Postatakarékpénztár. Bár komolyabb állami elismerést és katedrát nem kapott életében, óriási hatást gyakorolt a korszak építészetére, elsősorban a fiatal pályakezdőkre. Tanítványai, követői közé sorolható Lajta Béla, Komor Marcell, Málnai Béla, Kőrössy Albert Kálmán, Raichle J. Ferenc, Magyar Ede és még sokan mások.
- Spiegel Frigyes (1866–1933) – Az 1890-es évek közepén fiatal, a nyugati fejleményeket nyomon követő építészként az ő épületein jelentkezett először a francia szecesszió hatása, Lechner korai munkáival párhuzamosan. Jelentős munkája az Izabella utcai Lindenbaum-ház. Maison Moderne néven iparművészeti boltot is működtetett.
- Vidor Emil (1867–1952) – Sokoldalú, számos stílusirányzatban alkotó szecessziós építész. Budapesten, Münchenben és Berlinben tanult, majd Ybl Miklós irodájában dolgozott. Számos lakóházat és bérházat tervezett Budapesten; a Városligeti fasorban felépített Egger-ház a korabeli francia architektúra, míg a Honvéd utcában álló Bedő-ház Archiválva 2011. július 21-i dátummal a Wayback Machine-ben a belga szecesszió és Victor Horta hatását mutatja. Más munkái, így a budapesti Újlipótvárosban emelt Palatinus-házak formálásán a német Jugendstil hagyott nyomot.
- Komor Marcell (1868–1944) – Lechner Ödön irányzatának híve, Jakab Dezsővel közös irodája a századforduló legtermékenyebb műhelyei közé tartozik. Munkáik közé tartozik a marosvásárhelyi Közigazgatási Palota, a szabadkai zsinagóga és a városháza, valamint a budapesti Palace Szálloda. Komor az általa alapított Vállalkozók Lapja főszerkesztőjeként évtizedeken át jelentős befolyást gyakorolt a magyar építészeti közéletre is; a harmincas években innen nőtte ki magát a modern architektúra első számú magyar fóruma, a Tér és Forma.[2]
- Raichle J. Ferenc (másképp Raichl, 1869–1960) – Szabadka és Szeged századfordulójának kiemelkedő építésze. Budapesten diplomázott, a szecesszió építészetével a hozzá hasonlóan apatini születésű Pártos Gyula ismertette meg. Szabadkán legfontosabb épülete az 1903-ban elkészült saját lakóháza, amelynek népművészeti ihletésű kerámiadíszén Lechner hatását lehet felfedezni. Szegeden fontos alkotásai a Gróf-palota, a Móricz-ház és a Vastag-ház.
- Lajta Béla (eredetileg Leitersdorfer Béla, 1873–1920) – A századforduló egyik legfontosabb, egyéni hangú és innovatív építésze, nemzetközi rangú alkotó. Budapesten diplomázott, majd külföldi tanulmányutak után eleinte Lechner Ödönnel dolgozott együtt. Rendkívüli tehetsége már ebben az időben, a Lechner hatása alatt készült munkákon megmutatkozott. 1905 után eltávolodott mesterétől; a Malonyai Dezső néprajzkutató számára tervezett pesti villája a korabeli angol építészet formanyelvét magyar népi motívumokkal ötvözte – ez nagy hatást gyakorolt az ifjú Kós Károlyra. Más művein a skandináv építészet hatása mutatkozik meg; az 1908-ban tervezett Parisiana mulató (ma Újszínház) pedig kifinomult anyaghasználatával, díszletszerű homlokzatával már az art déco előfutárának tekinthető. Vas utcai iskolája, illetve a budapesti Szervita téren álló Rózsavölgyi-ház a modern építészet nagy jelentőségű hírhozói. A Salgótarjáni utcai és a Kozma utcai izraelita temetőkben számos síremléke áll.[3]
- Málnai Béla (1878–1941) – Lechner és Lajta tanítványa, 1901-ben diplomázott a Műegyetemen. Haász Gyulával közös műtermében több budapesti bérházat tervezett az első világháború előtti években, amelyek a modern építészet fontos előzményei. A Ház folyóirat kiadójaként és főszerkesztőjeként a hazai építészeti közéletre is jelentős hatást gyakorolt. A két világháború között historizáló, art déco és modern stílusú épületeket is tervezett.[4]
- Kós Károly (eredetileg Kosch, 1883–1977) – A Fiatalok csoportosulásának alapító, egyben legnagyobb hatású tagja, az erdélyi, brit és skandináv hatásokat ötvöző nemzeti szecessziós irányzat megteremtője. Legfontosabb munkái közé tartozik Zebegény katolikus temploma, a Fővárosi Állat- és Növénykert számos épülete, a Székely Nemzeti Múzeum és a kolozsvári Kakasos templom. Megnyerte a budapesti Wekerletelep főterének beépítésére kiírt pályázatot, amely neki köszönhetően több építész bevonásával valósult meg. Grafikusként, íróként is jelentőset alkotott.[5][6]

## A magyarországi szecesszió kialakulása, főbb irányzatai
|  | „Mi tiszteletben tartjuk mindenkinek a törekvését vagy működését, ha az művészi színvonalon áll, megköveteljük tehát, hogy magyar emberek, akik itt élnek és többnyire a magyar állam megbízásait élvezik, a magyar nemzeti irányú törekvéseket tiszteletben tartsák. Mert az ilyen irányú törekvésekkel nem törődni könnyelműség, állást foglalni és háborút viselni ellenök azonban bűn!” |
|  | – Márkus Géza, 1904 |

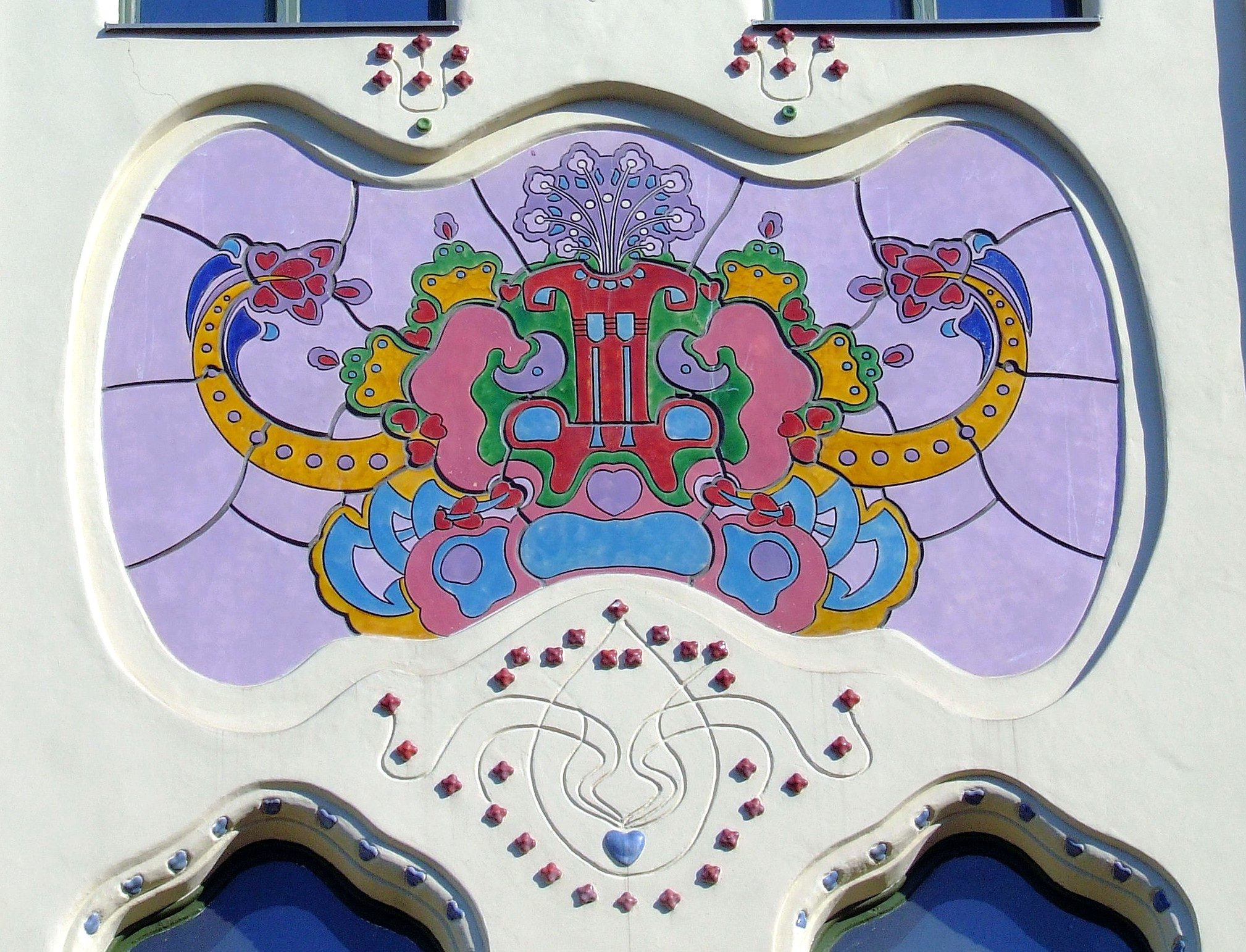
A kecskeméti Cifrapalota homlokzati részlete, 1902

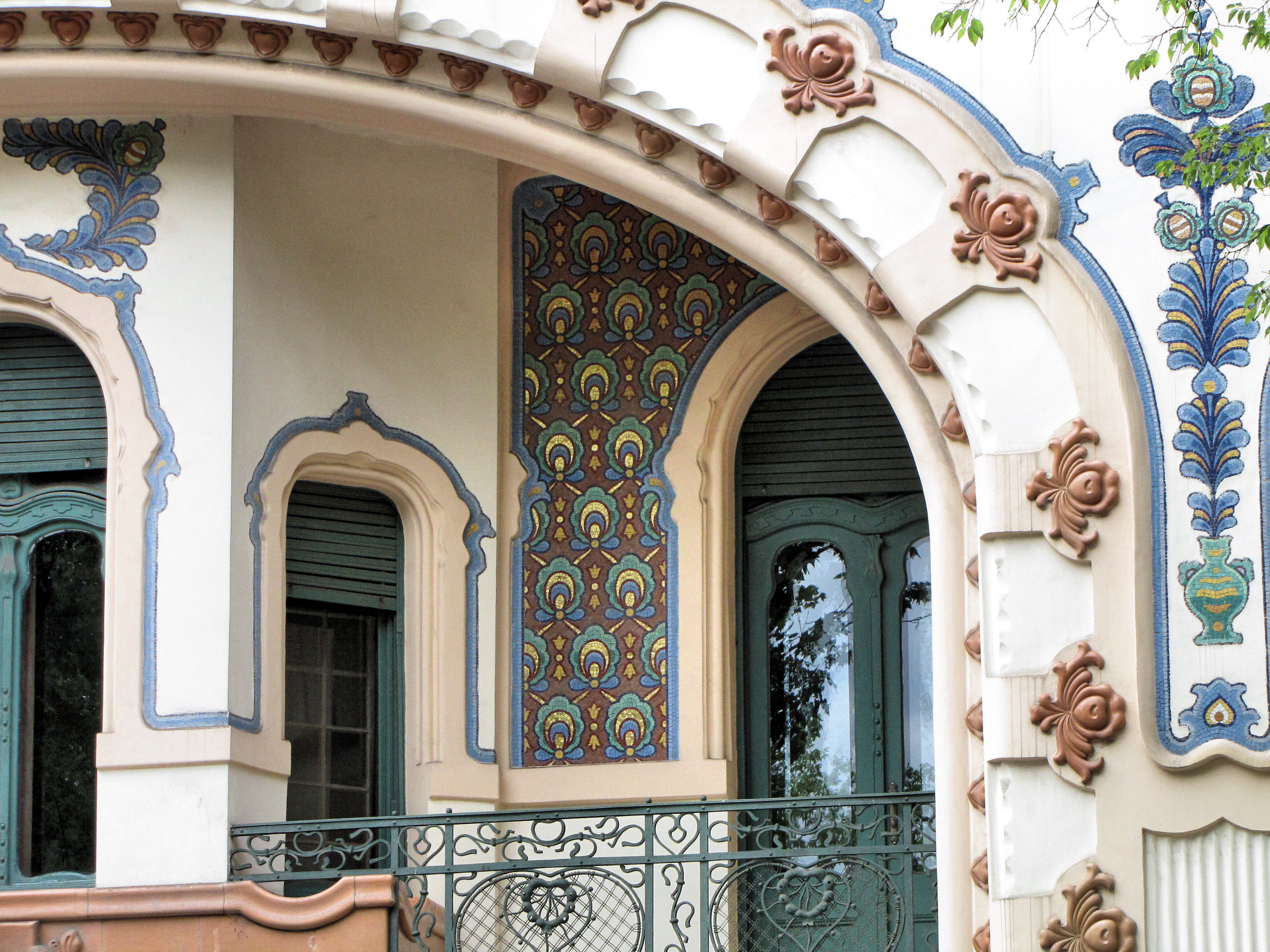
A szabadkai Raichle-palota homlokzatának részlete, 1903

Az 1890-es években Magyarországon elsőként Spiegel Frigyes és Lechner Ödön munkáiban jelentek meg a szecesszió jegyei. A közös az volt, hogy mindketten a historizálás szerves továbbfejlesztésével kívántak új irányt mutatni. Spiegel több budapesti bérházának homlokzatát a kortárs francia építészet hatása alatt növényi ornamentikával és szimbolikus alakokkal díszítette, a hagyományos architektúra alapvető kereteit megtartva. A sokkal nagyobb visszhangot kiváltó Lechner évtizedek alatt kifejlesztett, sajátos stílusában a francia kora reneszánsz, a közel-keleti és az indiai építészet formai megoldásait ötvözte magyar népi díszítőmotívumokkal. Első komoly megbízása, az Iparművészeti Múzeum után következő munkáiból gyorsan eltűntek a historizáló jegyek, megmaradt azonban a népi motívumkincs innovatív alkalmazása, az eredeti, fantáziadús formák és az alapvetően síkban tartott homlokzattagolás.
Lechner és csodálói által magyarosnak, nemzetinek, kritikusai által viszont ázsiainak, idegennek titulált formavilága a századfordulón a magyar építészet legvitatottabb jelenségei közé tartozott. Tehetséges követői számos megbízást kaptak, így stílusa gyorsan megjelent az ország számos részén, a fővárosban is. Ő maga azonban a Postatakarékpénztárt követően jelentős megbízás nélkül maradt. A Lechner-követők fénykora nagyjából a mester 1914-es haláláig tartott, és az első világháborút követően végképp lezárult, Lechner hazai reputációja azonban máig igen magas.
1907-ben Lechner elméletét követve, de ihletésben Erdély népművészete felé fordulva a frissen diplomázott hallgatókból létrejött a Fiatalok laza szerveződésű csoportja, amelynek tagjai a következő években sokszor dolgoztak együtt. A csoport a kortárs skandináv és brit építészetének hatása alatt alkotott, bár az első ilyen hatást mutató munka Lajta Bélának a Malonyai Dezső számára tervezett villája volt, amelynek jelentőségét Kós Károly hangsúlyozta ki. Mellette a Fiatalok közé sorolható Toroczkai Wigand Ede, Györgyi Dénes, Zrumeczky Dezső, Mende Valér, Jánszky Béla és Szivessy Tibor, valamint Kozma Lajos is. Zrumeczky és Mende fiatalon bekövetkezett halála, majd az első világháború lezárulta után a csoport kiemelkedő tagjai más irányokba indultak el, a kezdeti elvekhez egyedül Kós Károly maradt hű, aki még az 1940-es években is nagy hatással volt a magyar építészet fejlődésére.

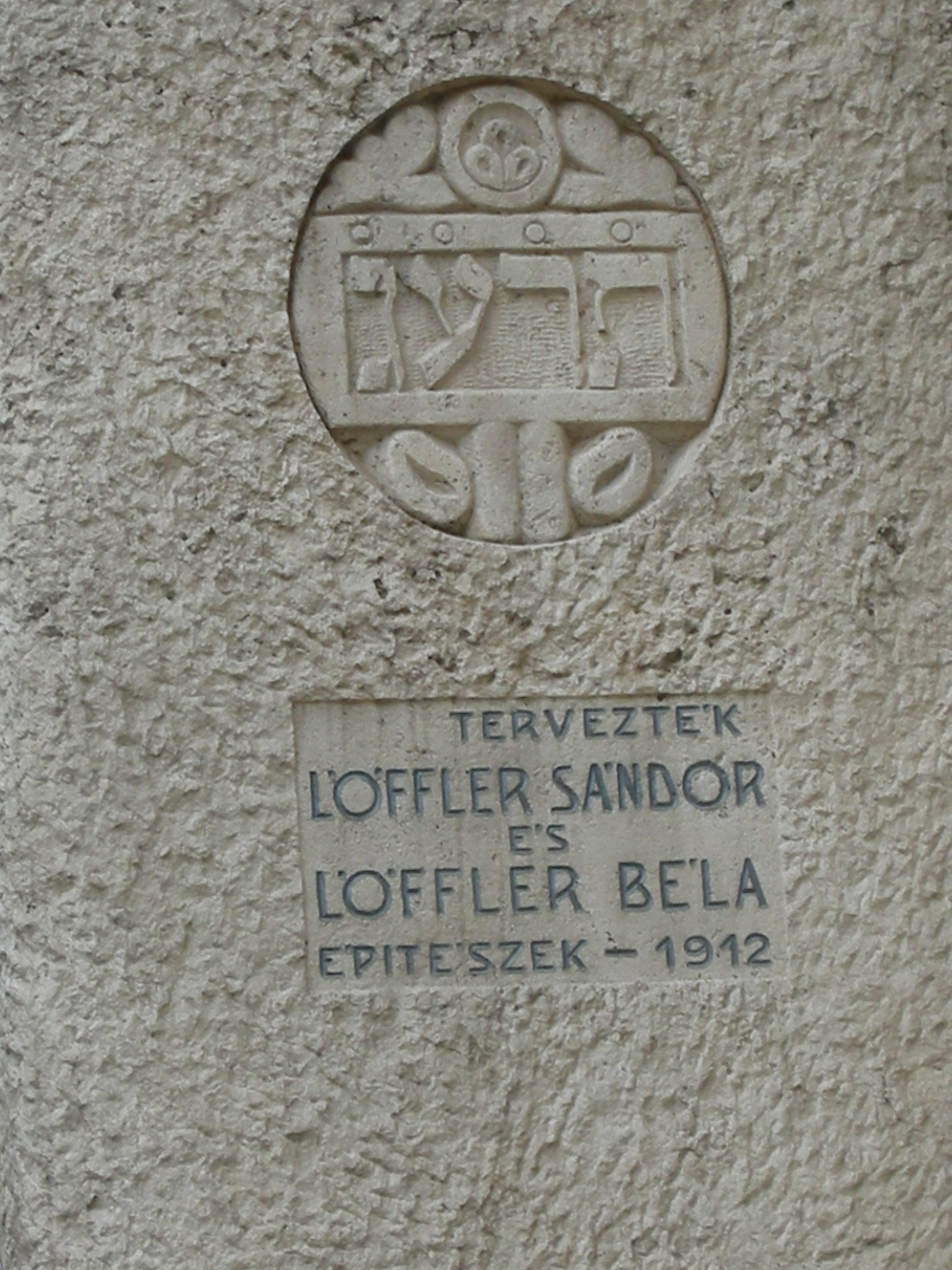
A tervező Löffler testvérek névfelirata, Budapest, Kazinczy utcai zsinagóga. A korban jellemző gesztus az építészek nevének feltüntetése az épületek homlokzatán

A külföldi hatások közül Bécsé jelentkezett gyorsan a századforduló hazai építészetében; elsősorban Otto Wagner, Josef Hoffmann és Adolf Loos építőművészetéé. A Lechnerrel is jó kapcsolatot ápoló Vágó József munkái mellett többek között a népszerű és sokat építő Kármán Aladár–Ullmann Gyula építészpáros házain figyelhető meg az osztrák társfőváros művészeti életének hatása. Otto Wagner tanítványaként indult pályáján Medgyaszay István is, aki azonban hazatérve ugyancsak egy magyaros stílus megtalálására fordította energiáit, sajátos formanyelvét a kor legkorszerűbb technológiájával, a vasbetonnal ötvözve.
A századforduló további neves, ismert építészei és építészpárosai: Maróti Géza, Fodor Gyula, Bálint Zoltán és Jámbor Lajos, Révész Sámuel és Kollár József, Jónás Dávid és Jónás Zsigmond, Hegedűs Ármin és Böhm Henrik, Korb Flóris és Giergl Kálmán, Löffler Sándor és Löffler Béla, Román Ernő és Román Miklós, Vágó László, Baumgarten Sándor és Herczegh Zsigmond.
A modernizmus, illetve az art déco első jelei már az 1910-es évek elején megmutatkoztak, elsősorban az olyanok munkáin, mint Lajta Béla, Málnai Béla és Haász Gyula, vagy Tőry Emil és Pogány Móric. Lechner utolsó, valószínűsíthetően tanítványaival közösen tervezett házain, így a kőbányai Szent László Gimnáziumon, vagy a Vajda Péter utcai iskolán ugyancsak erős távolodást érezni saját stílusától. Az első világháború és a trianoni békediktátum traumáját követően azonban egyértelműen a konzervatív szellem uralkodott el; az 1920-as években ez vált meghatározóvá a magyar építészetben.

### Szakmai közélet
A magyar szecesszió meghatározó építészeinek idősebb korosztálya, például Lechner Ödön még historizáló modorban kezdte pályáját. A századforduló idején az építészek jellemzően már a budapesti Műegyetemen szerezték diplomájukat, majd külföldre (jellemzően Bécsbe, Münchenbe, Párizsba, Zürichbe) utaztak gyakorlati tudásért. Hazatérve általában ismertebb, tapasztaltabb mesterek keze alá dolgoztak, amíg össze nem gyűlt a saját iroda nyitásához szükséges tőke és tapasztalat. A századforduló építészműhelyének jellegzetessége az alkotópáros: a két, nevét és tehetségét az irodához adó építészek egyike jellemzően a művészi, a másik az adminisztratív és az üzleti tevékenységekért felelt.
A korban számos külföldi és magyar szaklap segítette az építészek tájékozódását; a legfontosabbak a Vállalkozók Lapja, A Ház, a Magyar Pályázatok (később Magyar Építőművészet). Az 1867-ben alakult Magyar Mérnök és Építész Egylet mellett fontos az 1902-ben létrejött a Magyar Építőművészek Szövetsége.

## Középületek
Bármily rövid volt is, a magyar városokon a szecessziós építészet időszaka jelentős nyomot hagyott. A 19. század második felének gazdasági fellendülését folytatva, elsősorban a mezőgazdaság és a kereskedelem fejlődésének hatására, főleg alföldi városaink kezdtek jelentős építkezésekbe; a korban született közigazgatási épületek közül nem egy az építészet és az iparművészet páratlanul egységes, gazdag tárháza. Az alapvetően historizáló városként kiépült Budapesten ugyancsak jelentős középületeket emeltek szecessziós stílusban, elsősorban Lechner Ödönnek és követőinek köszönhetően.

### Közigazgatás

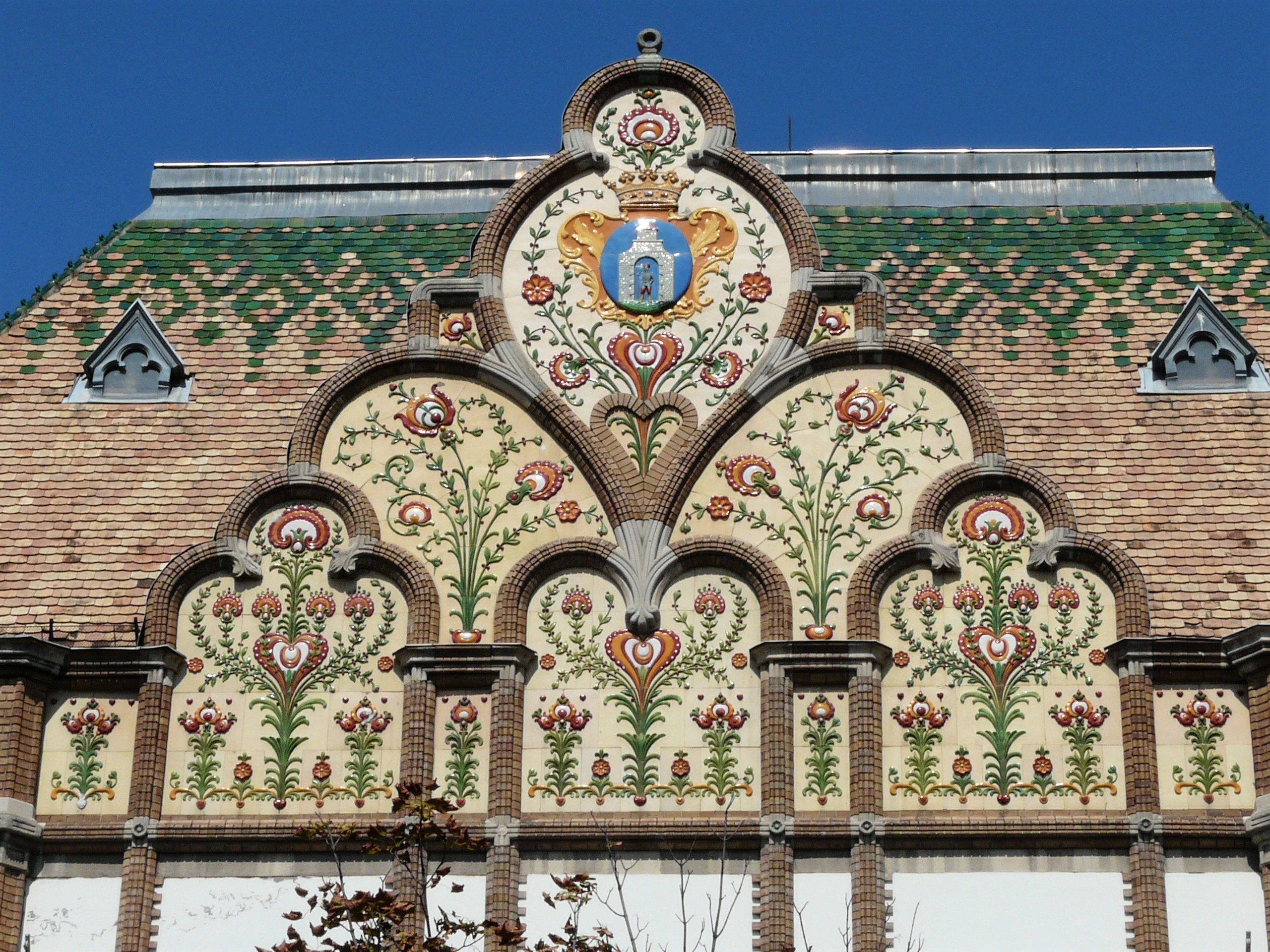
A városháza homlokzatának részlete, Kiskunfélegyháza

- Városháza, Kecskemét (1893–1897) – Lechner Ödön és Pártos Gyula pályázatnyertes tervei alapján épült. Lechner Franciaországban töltött éveinek eredményeként a francia kora reneszánsz hatását mutatja, amelyet a tervezők magyar népi motívumokkal tettek változatosabbá. A historizálás és a szecesszió határvonalán álló épület 1911-ben, a kecskeméti földrengésben megrongálódott. A homlokzatot Lechner irányításával állították helyre.
- Városháza, Újpest (1898–1900) – Az akkor még önálló településen, Újpesten a városházára kiírt pályázatot Böhm Henrik és Hegedűs Ármin nyerték; a négyzetes alaprajzú, háromszintes, torony nélküli épület kevesebb mint másfél év alatt elkészült. A vakolt és téglával burkolt homlokzatok a Lechner által tervezett kecskeméti városházának a hatását mutatják.[15]
- Városháza, Kiskunhalas (1905–1906) – A régi városháza felhasználásával emelt nagyméretű, négy szárnyból álló és a közigazgatási funkciók mellett többek közt színházteremnek, étteremnek, üzleteknek is helyet adó komplexum szecessziós stílusban épült. A többféle színű, höbörcsös vakolattal burkolt homlokzatokat sgraffitoeljárással kialakított ábrázolások díszítik. Építészek: Hikisch Rezső és Kotál Henrik.
- Közigazgatási Palota, Marosvásárhely (1905–1907) – Komor Marcell és Jakab Dezső tervei alapján épült, háromszintes, 60 méter magas toronnyal ellátott komplexum. A vakolt, kevés színes kerámiával burkolt homlokzatú épület képében fontos szerepet tölt be a színes majolikatető. A belsőt eredetileg Róth Miksa műhelyében készült üvegablakok díszítették. A városházának emelt épületben ma a megyei prefektúra és a tanács működik.
- Városháza, Szabadka (1906–1912) – A város 1906-ban írt ki pályázatot az új székház tervezésére, amelyet Komor Marcell és Jakab Dezső bécsi barokk stílusú terve nyert meg. Ezt Bíró Károly polgármester javaslatára szecessziós stílusban átdolgozták. Az épület 1910-re, belső dekorációja 1912-re készült el. A négyudvaros épület a maga 16 ezer négyzetméterével a korszak legnagyobb közigazgatási komplexumainak egyike. Tornya 72 méter magasra nyúlik.[16]
- Városháza, Kiskunfélegyháza (1909–1911) – Az épületet többszöri sikertelen pályázat után, a város felkérésre Vas József tervei alapján kezdték építeni, akinek váratlan, 1910-es halálát követően Morbitzer Nándor fejezte be a munkálatokat. A Zsolnay-kerámiával gazdagon díszített homlokzatok egyértelműen Lechner Ödön munkásságának hatását mutatják.
- Községháza, Poroszló (1910 k.) – a Polgáry István budapesti építész által tervezett[17] községháza a kisebb méretű, de igényes kiképzésű közigazgatási épületek szép példája. Az U alaprajzú, földszintes tömb homlokzatait változatosan rakott nyerstégla burkolat borítja, a hullámzó oromzattal kiemelt középrizalit felett kecses huszártorony áll.[18]
- Megyeháza, Kolozsvár (1910) – A Huber József tervei alapján emelt épület gótikus és keleti építészeti elemeket ötvöz magyar népi formakinccsel, letagadhatatlanul Lechner Ödön munkáinak hatására. Eredetileg a Kereskedelmi és Iparkamara székháza volt, 1948 után városházaként is használták.
- Megyeháza, Debrecen (1911–1913) – Budapesti építészek: Bálint Zoltán és Jámbor Lajos tervezhették meg Hajdú vármegye székházát, országos pályázat nyerteseként. A szimmetrikus, háromszintes főhomlokzatot enyhén előrelépő középrizalit uralja, manzárdtetejére ültetett, szecessziós vonalú toronnyal, amelynek csúcsán Árpád fejedelem szobra áll. A sárgás vakolaton a népi öltözködési kultúrát idéző rátétként ülnek a pécsi Zsolnay-porcelángyárban előállított terrakottaelemek, amelyek a nyílászárókat keretezik. A homlokzat síkját a bejárat és az első emeleti erkély „üregei” bontják meg. A stukkódíszes nagyterem ólmozott ablaküvegei Kernstok Károly tervei alapján készültek, Árpádot és a többi honfoglaló vezért ábrázolják.[19]

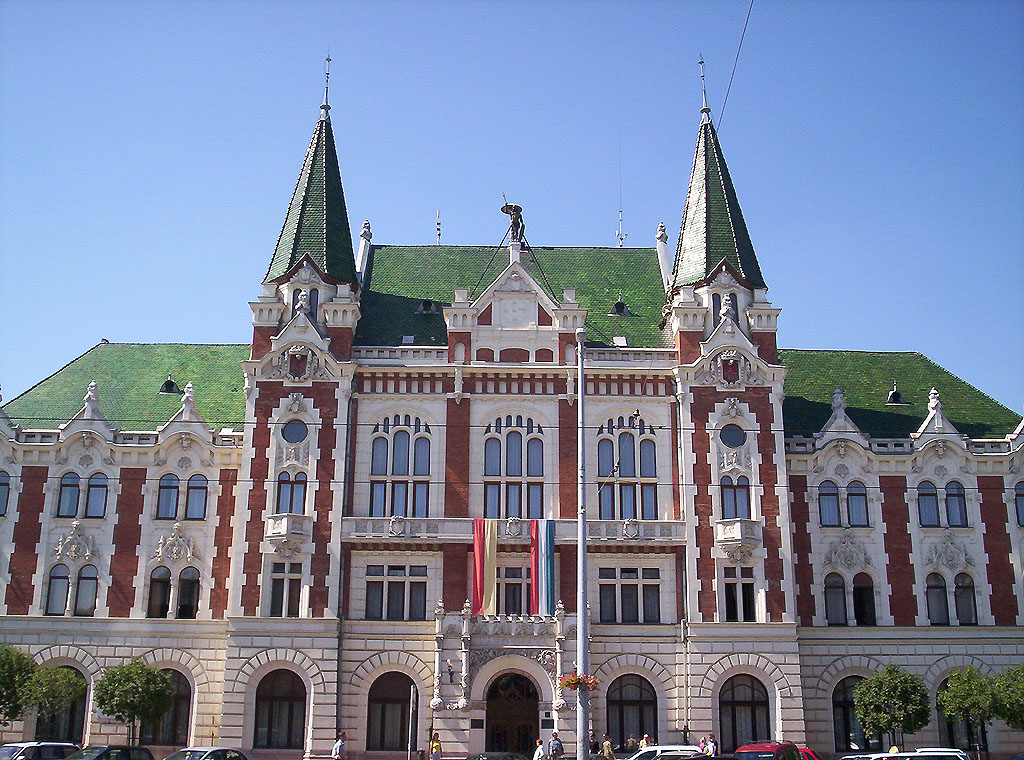
Városháza, Újpest
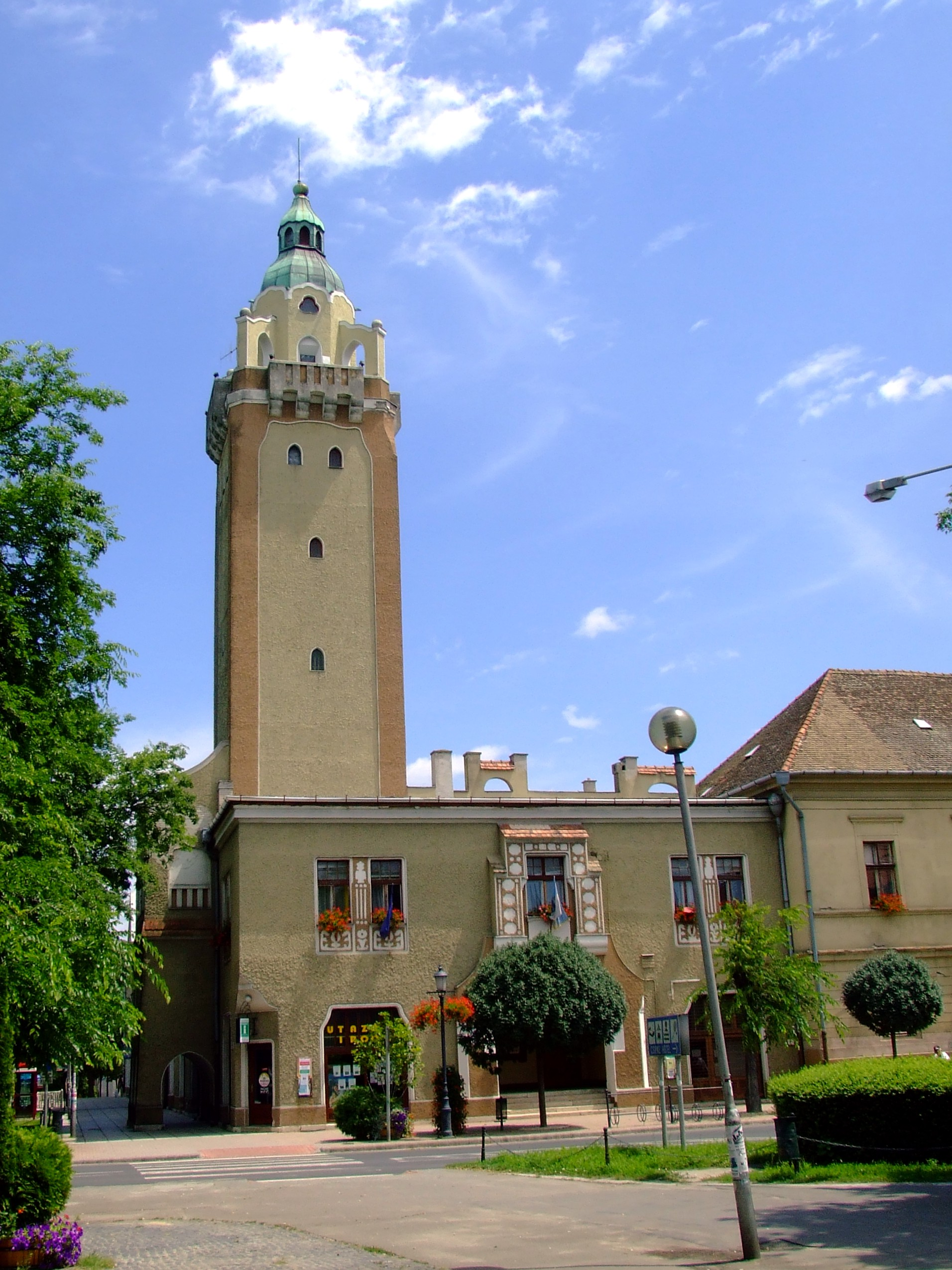
Városháza, Kiskunhalas
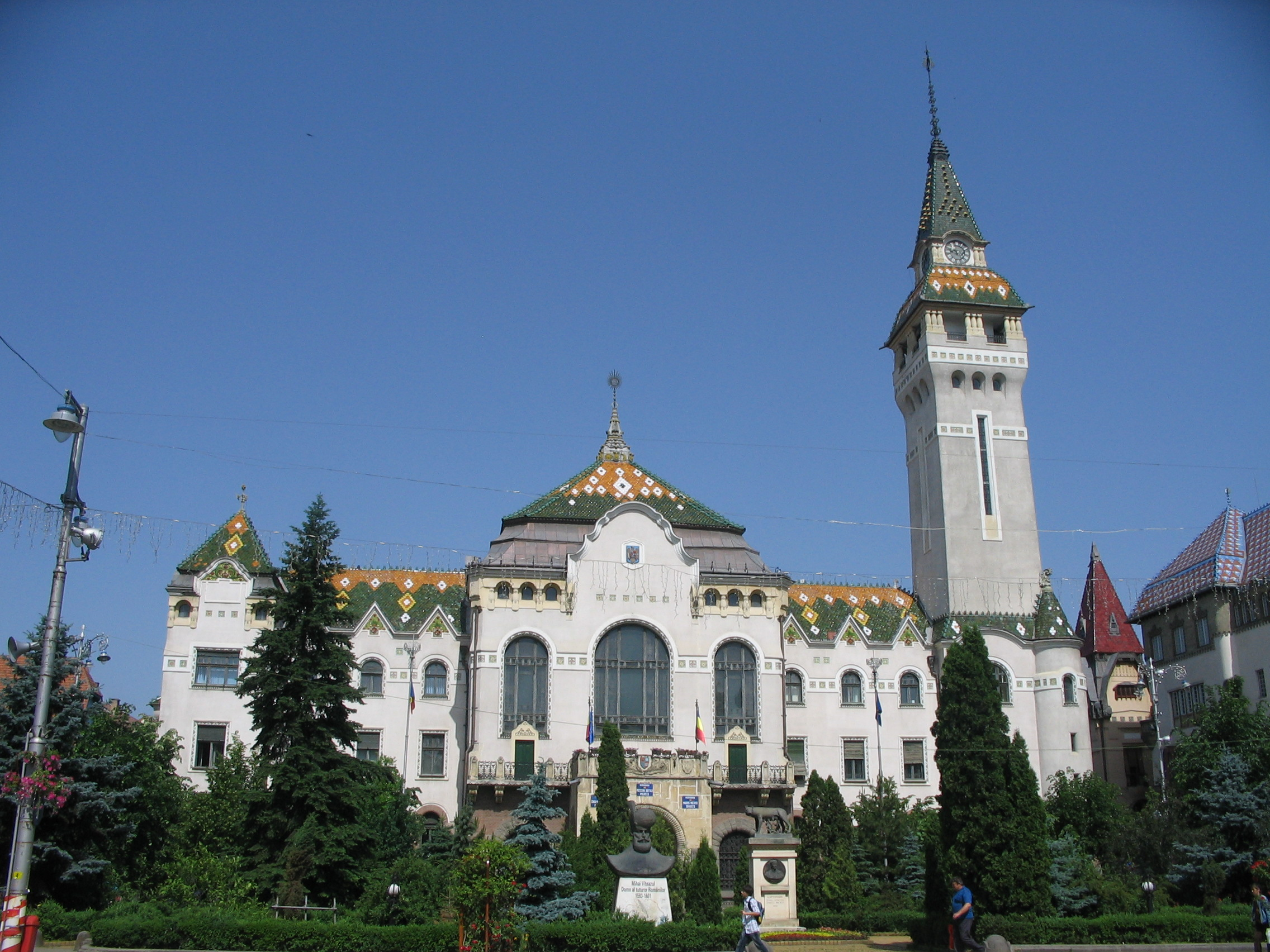
Közigazgatási Hivatal, Marosvásárhely
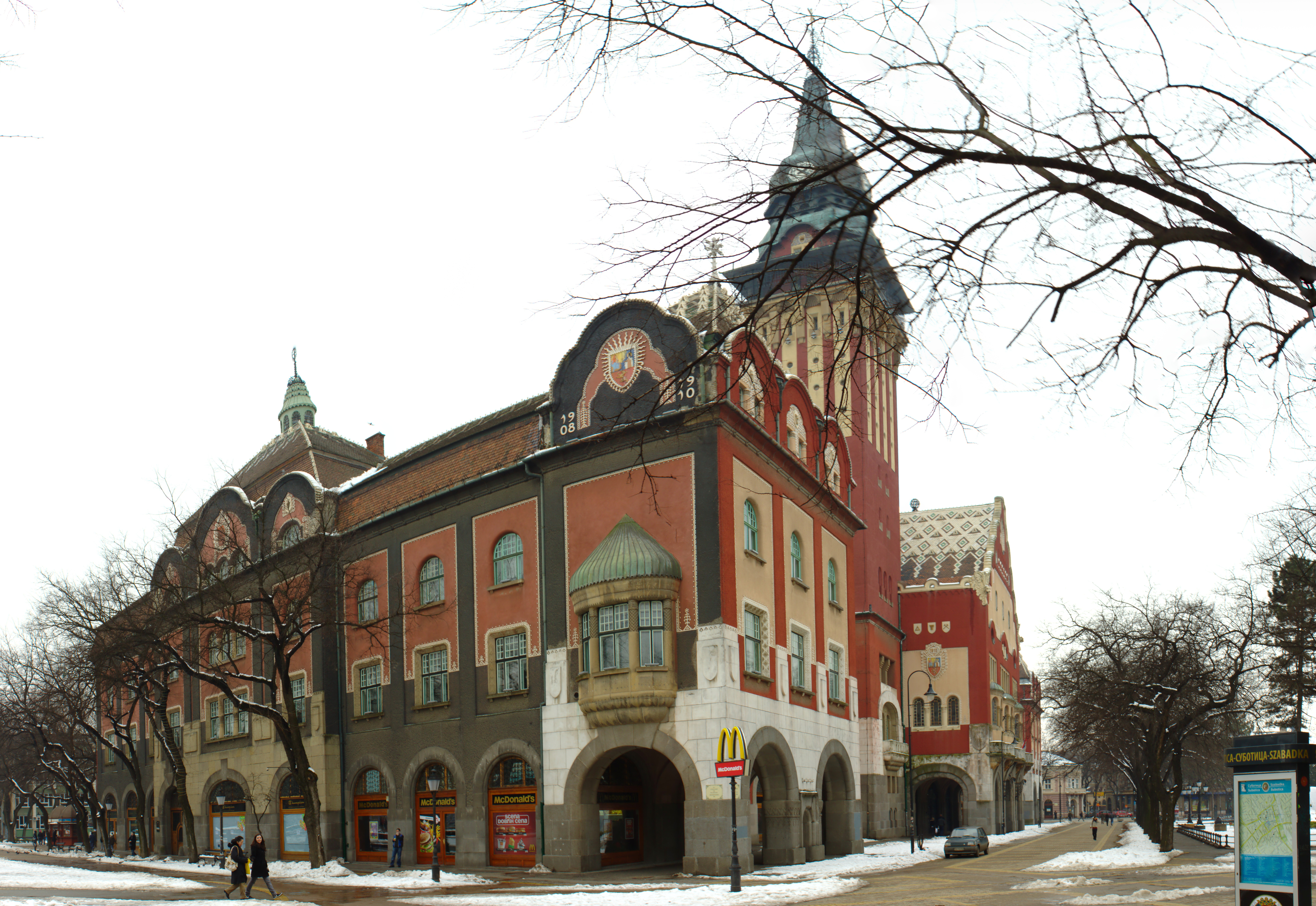
Városháza, Szabadka
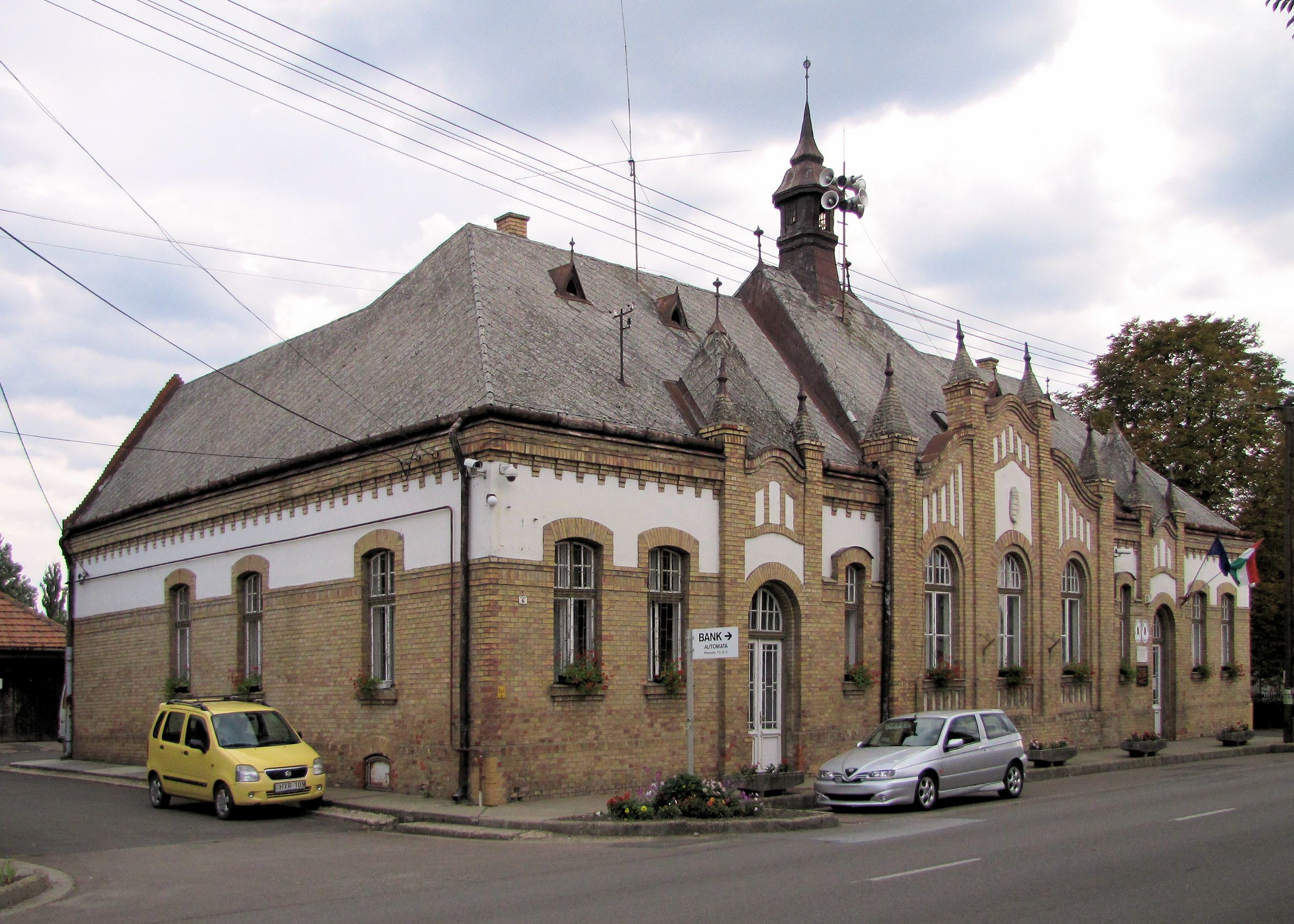
Községháza, Poroszló
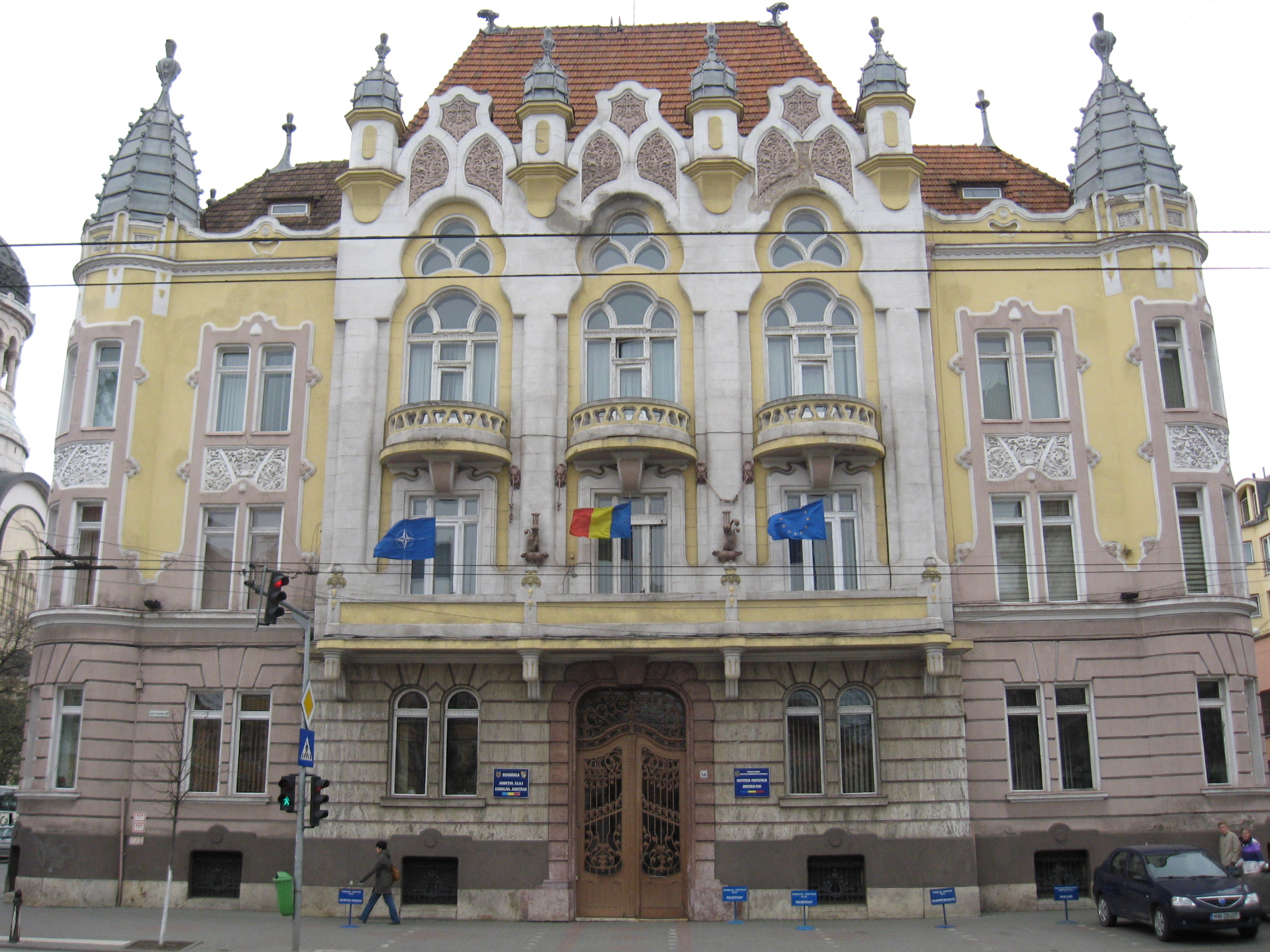
Megyeháza, Kolozsvár
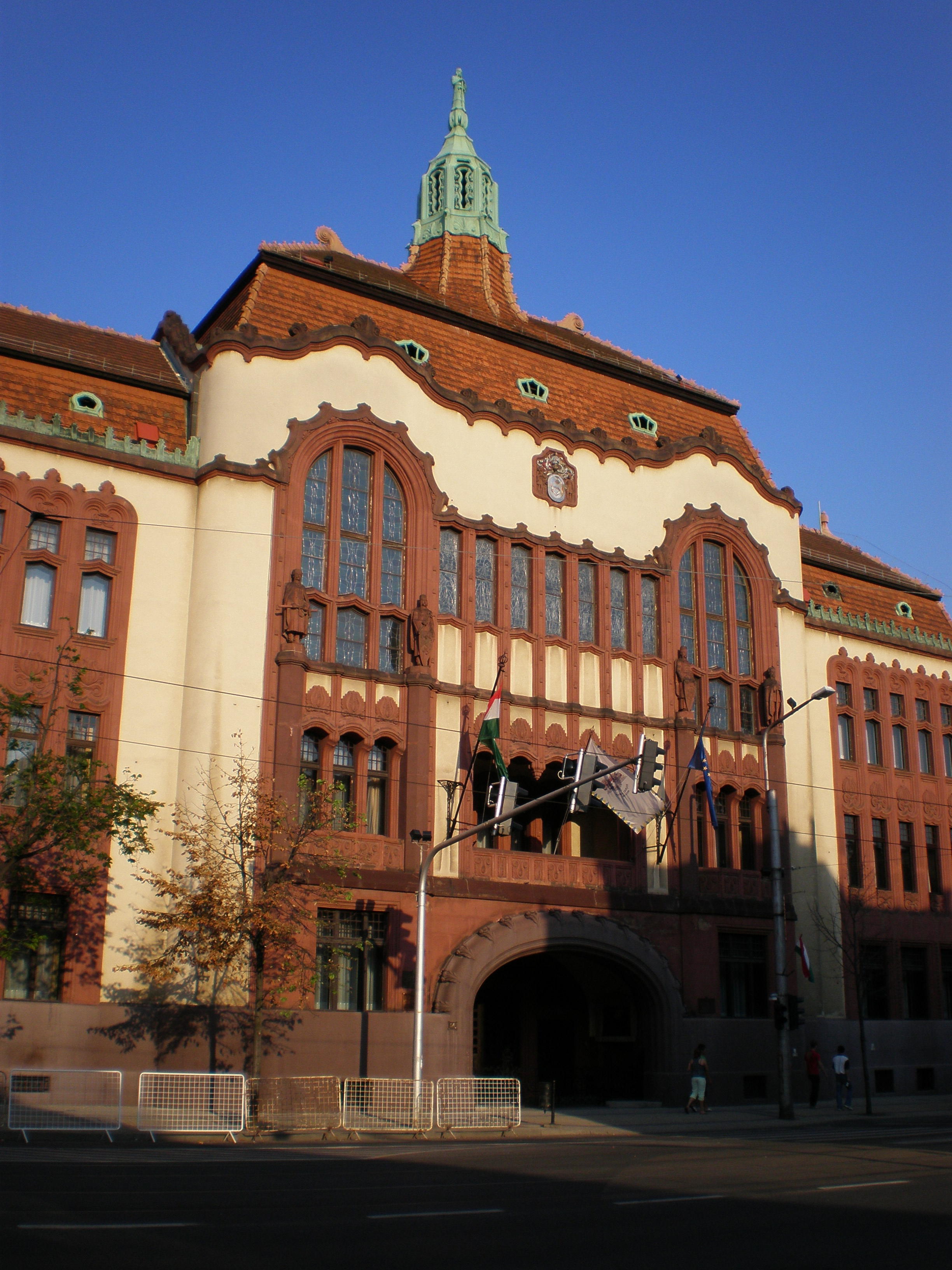
Régi megyeháza, Debrecen

### Kulturális épületek, intézményi székházak

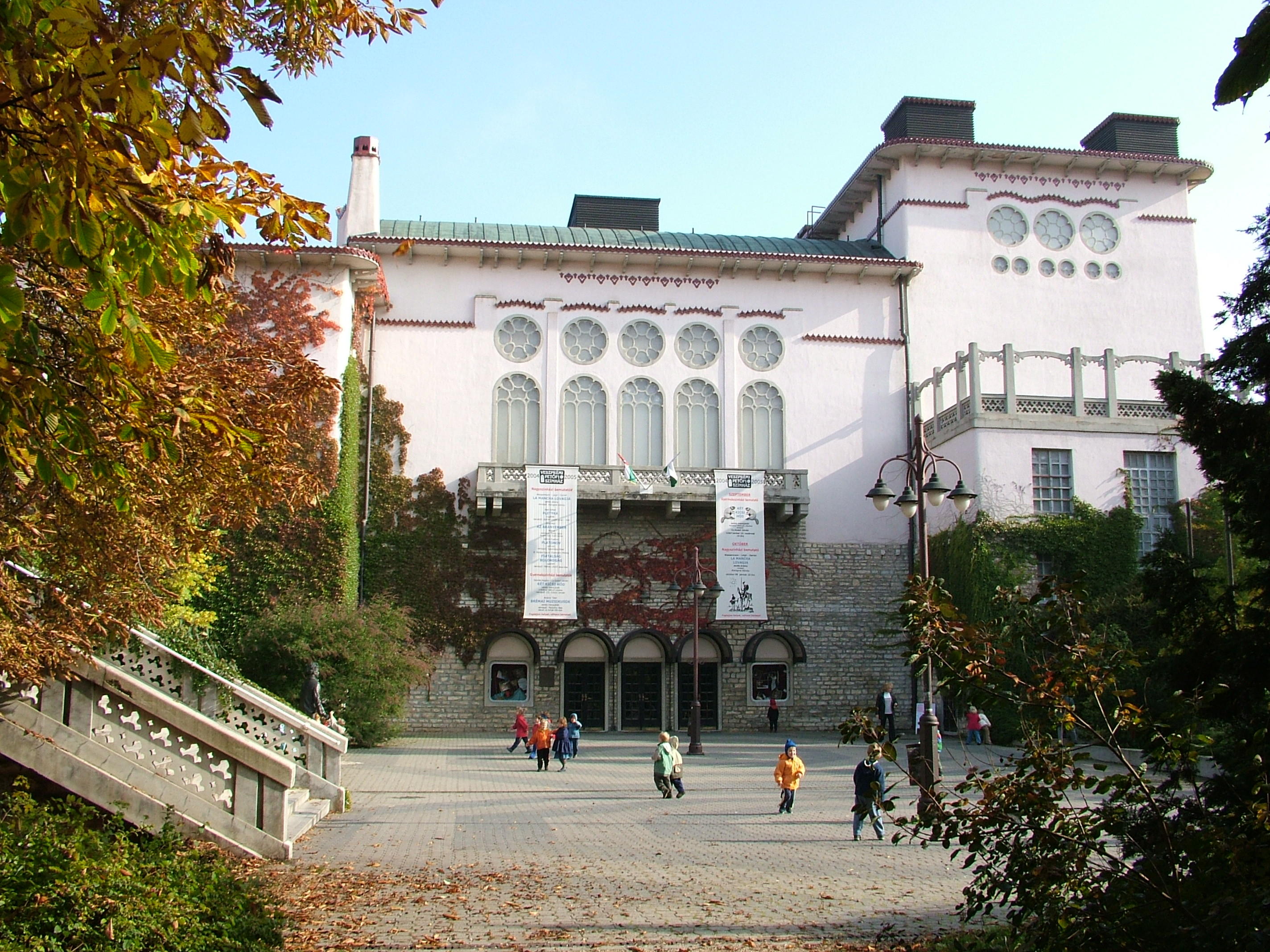
A veszprémi Petőfi Színház (Foto: KT)

A nagy kulturális középítkezések korszaka a millenniumi ünnepségekkel lezárult Magyarországon. Ennek részeként készült el első szecessziós múzeumépületünk, a Magyar Iparművészeti Múzeum és az Iparművészeti Főiskola otthona a budapesti Üllői úton. Lechner Ödön munkája a magyar iparművesség dicsérete, szinte minden részletében magyar mesterek munkája. Építészeti kiképzése a Lechner által kidolgozott formanyelv első, összegező jellegű vívmánya. A múzeum aulájának egyrétegű, fémből készült födéme a maga korában úttörő jelentőségűnek számított; az előregyártható épületelemek tervezésével Lechner nemcsak gyors építkezést tett lehetővé, de korához képest úttörő gondolkodásról is tanúbizonyságot tett.
Az Iparművészeti Múzeum és Lechner hatását a kor számos kulturális épülete mutatja. Magának a mesternek a munkái közül egy másik főmű, a Magyar Földtani Intézet Stefánia úti palotája érdemel említést. Az Iparművészetihez hasonló, a historizáló tradíciókból kiinduló homlokzati kialakításhoz itt ugyancsak szokatlan színek járulnak; a részletek formanyelve már eredetibb, szabadabb, mint az Üllői úton.
Lechner formanyelvének első számú népszerűsítője Komor Marcell és Jakab Dezső párosa; a kulturális középületek közül neki köszönhető a kecskeméti Iparosotthon (1906), valamint a marosvásárhelyi Kultúrpalota. Utóbbi 1911–1913 között épült, és nemcsak a magyaros szecesszió törekvéseinek egyik csúcspontja, hanem a gödöllői művésztelep alkotóinak egyedülálló remeke is. A gazdag, plasztikus homlokzatot, amely Komor és Jakab leginkább kiérlelt, harmonikus munkái közé sorolható, kő- és bronzszobrok, valamint kerámia díszítik; a színes tetőzet a Zsolnay-gyárban készült. A harmadik emelet magasságában Körösfői-Kriesch Aladár és Nagy Sándor mozaikja emeli ki a középrizalitot. A Tükörterem üvegfestményeit Toroczkai Wigand Ede és Nagy Sándor tervei alapján Róth Miksa műhelyében állították elő; az ablakokon a székely népi építészet és művészet, valamint a székely-magyar mondavilág történetei jelennek meg. Ez az ablaksorozat a korszak legjelentősebb iparművészeti alkotásai közé tartozik.

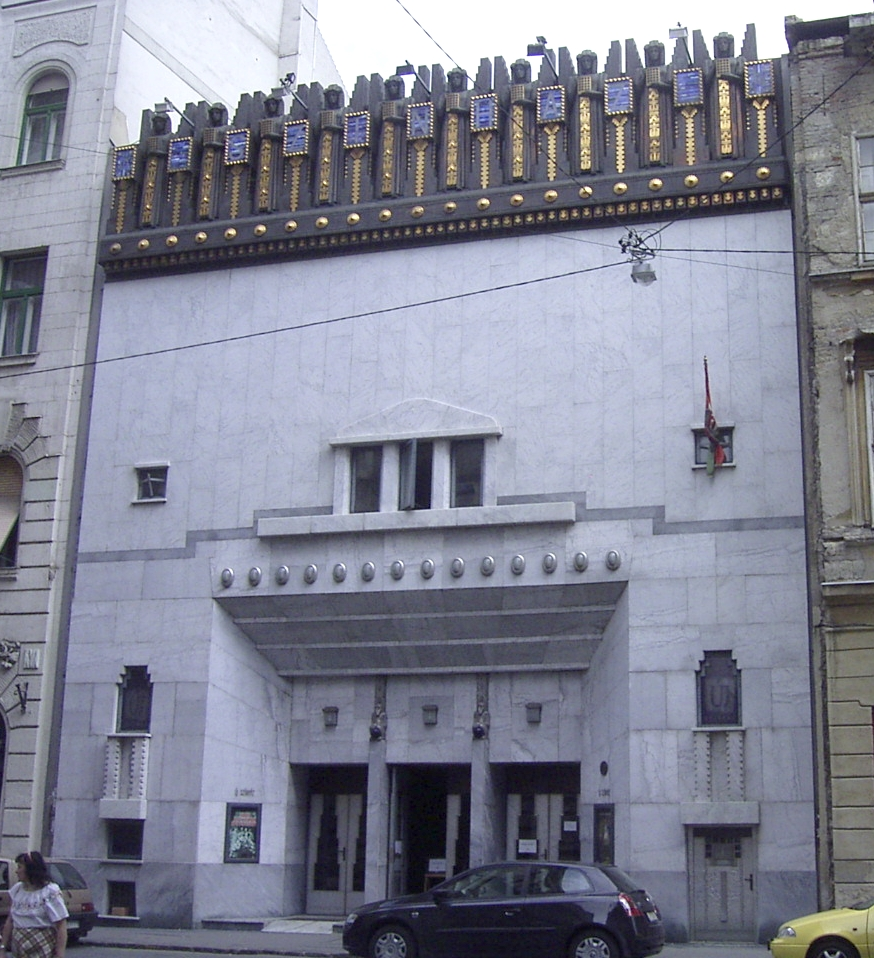
Az 1909-ben átadott Lajta Béla tervezte Parisiana Orfeum (ma Újszínház) épülete (Budapest, Paulay Ede utca 35.)

A kor múzeumépületei közül mindenképp említést érdemel a sepsiszentgyörgyi Székely Nemzeti Múzeum, amely Kós Károly tervei szerint készült el 1911–12-ben. A Kós jellegzetes stílusát mutató épület két, eltérő magasságú, meredek ívelésű tetővel fedett oldalszárnyát kétszintes nyaktag köti össze, amelyre templomszerű torony ül rá, fiatornyos sisakkal. Ez alatt nyílik a bejárat. Az épület apró udvarát ugyancsak a székelyföldi erődtemplomok által ihletett kőkerítés veszi körbe. Az erdélyi építészettől idegen módon az udvar kapuját és a tornyot zöld mázas kerámiacseréppel fedték – ez nyilvánvalóan Lechner hatását tükrözi.
Az előadóművészeti céllal emelt épületek, jellemzően a megbízó ízlését tükrözve, stilárisan egészen eltérő formát ölthettek. Vágó József és Vágó László tervei alapján épült (és később a tulajdonukba is került) a városligeti Feld-színház (később Városligeti Színkör), amely a bécsi szecesszió hatását mutatta, magas minőségű, szépen formált épületként. Ugyanez igaz a szintén Vágóék által tervezett Nemzeti Szalon homlokzatára. A Lajta Béla tervei alapján épült Parisiana Mulató (ma Újszínház) a Közel-Kelet ókori építészetének hatását mutatja, de Lechnerétől egészen eltérő módon; a templomszerű, monumentális hatású homlokzat drága anyagokból készült, és formavilágában már az art déco építészet előfutáraként értékelhető. A Medgyaszay István által tervezett Veszprémi Petőfi Színház, a nagykanizsai színház (ma mozi) és a Soproni Petőfi Színház áttervezése, amelyek a stílusjegyek mellett egyúttal a korszerű vasbetonépítészet hazai úttörői is. Medgyaszay a vasbeton innovatív használatát olyan, csak rá jellemző elemekkel vegyítette, mint a karzat-konzolok, betonkeretes ablakok, az erőteljes hatású, höbörcsös homlokzati vakolat, vagy a pergolás tetőteraszok. Munkáira ugyancsak jellemző a sgraffito-technikával készült homlokzati díszítések és az üvegmozaik ablakok használata (Nagy Sándor társművésszel). A funkcionális szempontból vitatható megoldású veszprémi Laczkó Dezső Múzeum építészeti elemei (homlokzati szalagablakok, jellegzetes erkélymellvéd és párkányzat) közt egyesek már a következő stíluskorszak felé mutatnak. A korban emelt színházépületek közül említésre méltó az eredetileg Márkus Géza tervei alapján emelt, mára teljesen átépített budapesti Erkel Színház (eredetileg Népopera) és a Magyar Ede munkáját dicsérő kaposvári Csiky Gergely Színház.

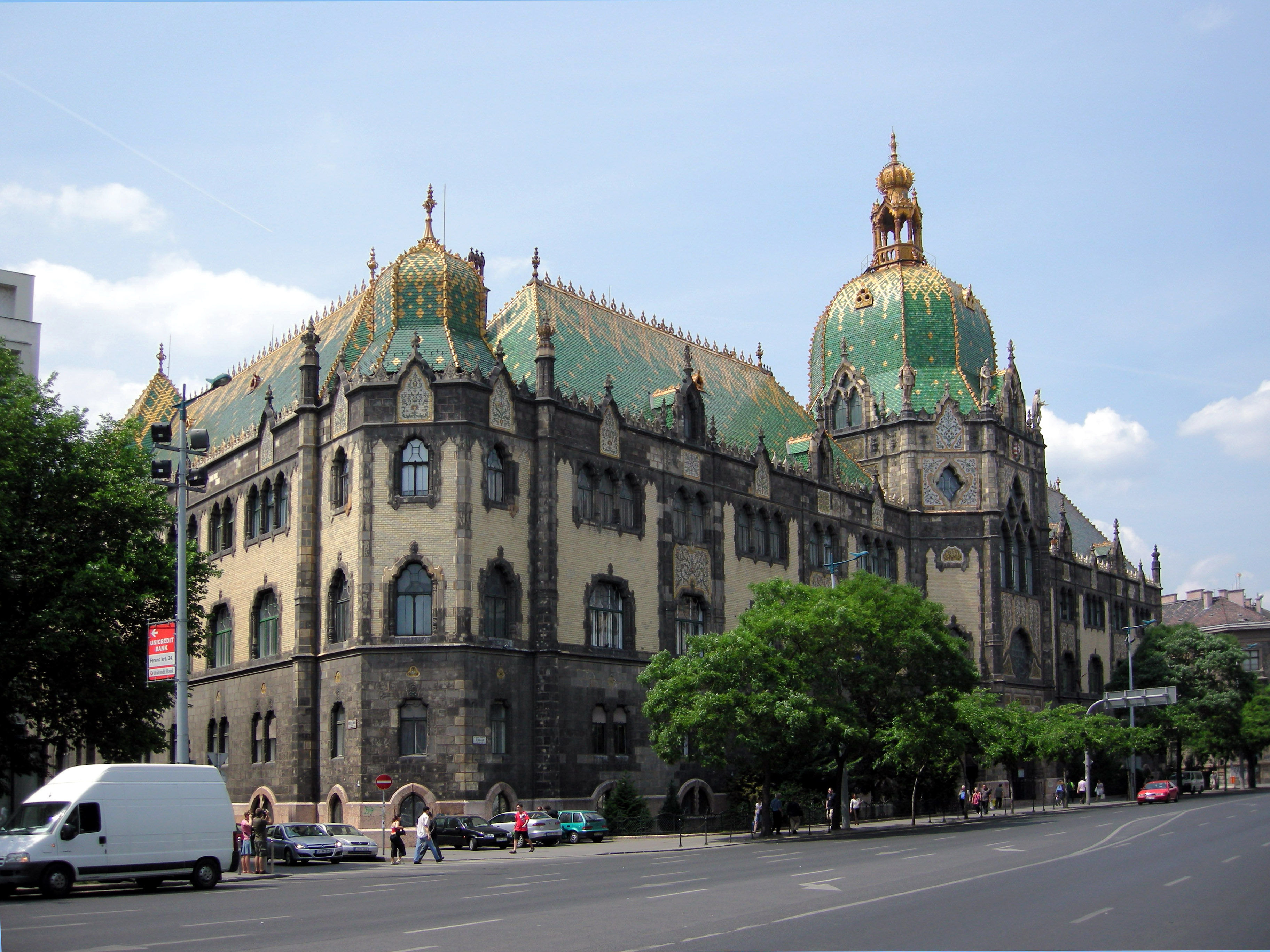
A Lechner Ödön tervezte Magyar Iparművészeti Múzeum
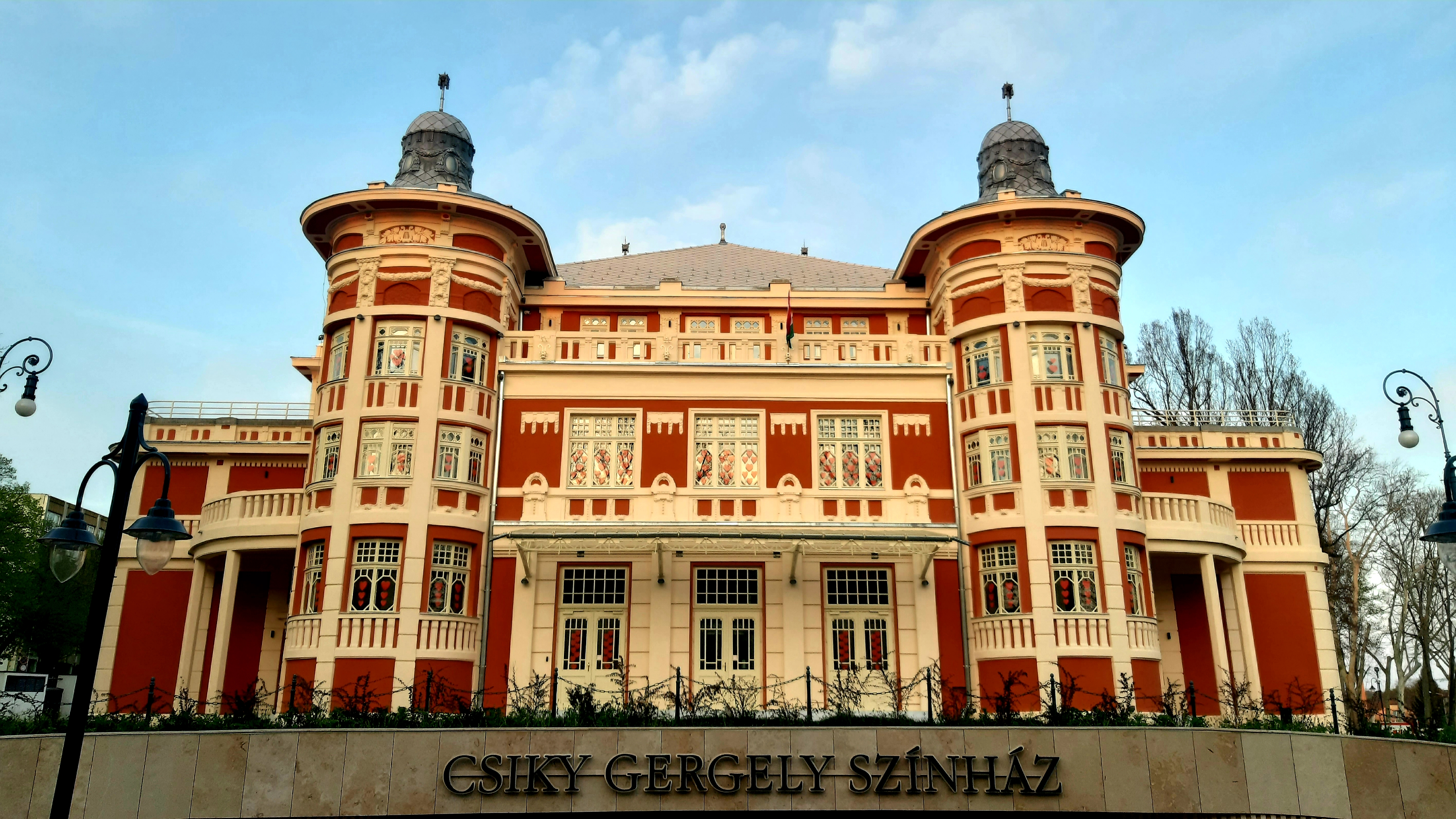
Csiky Gergely Színház, Kaposvár
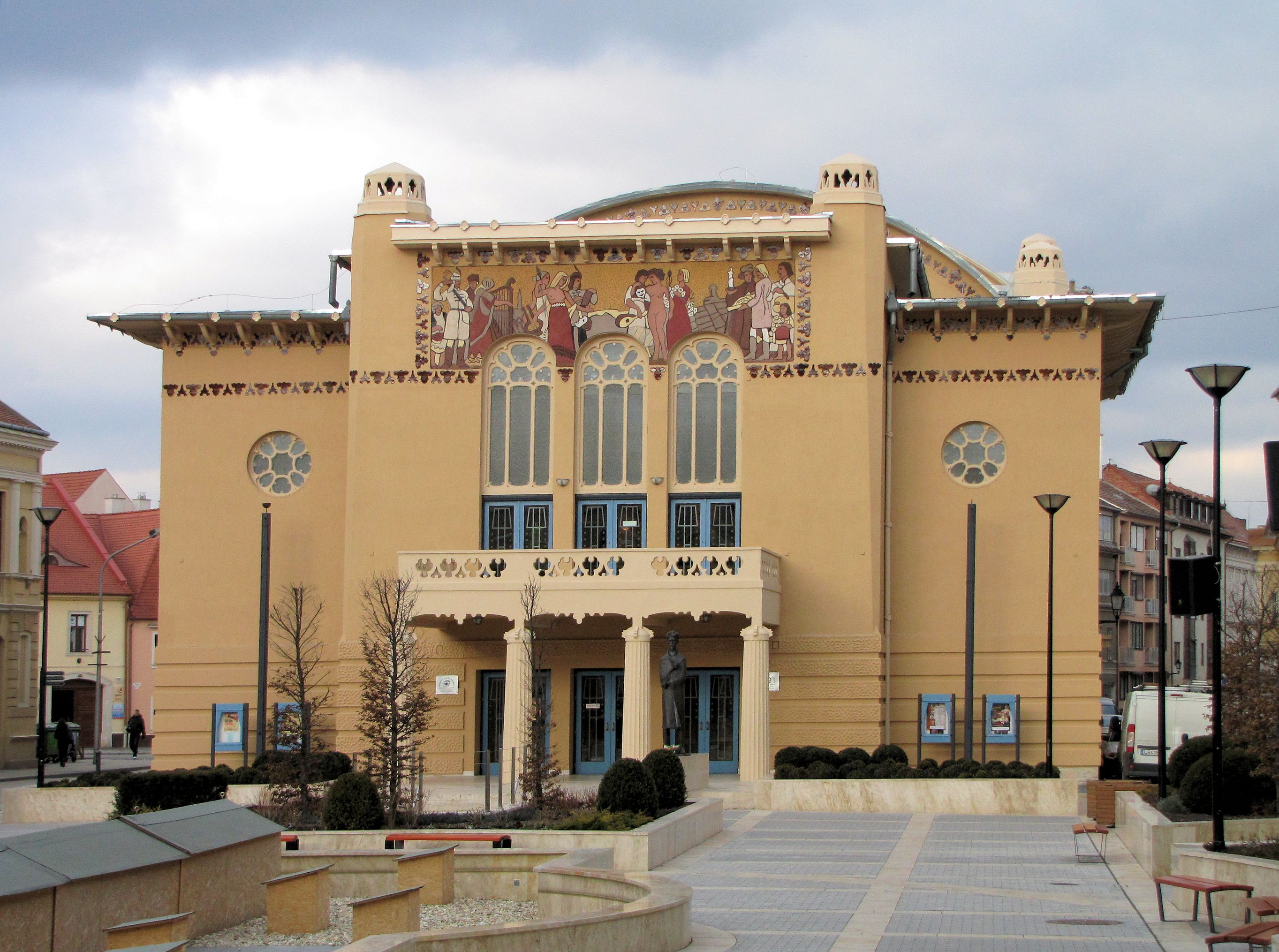
A Soproni Petőfi Színház
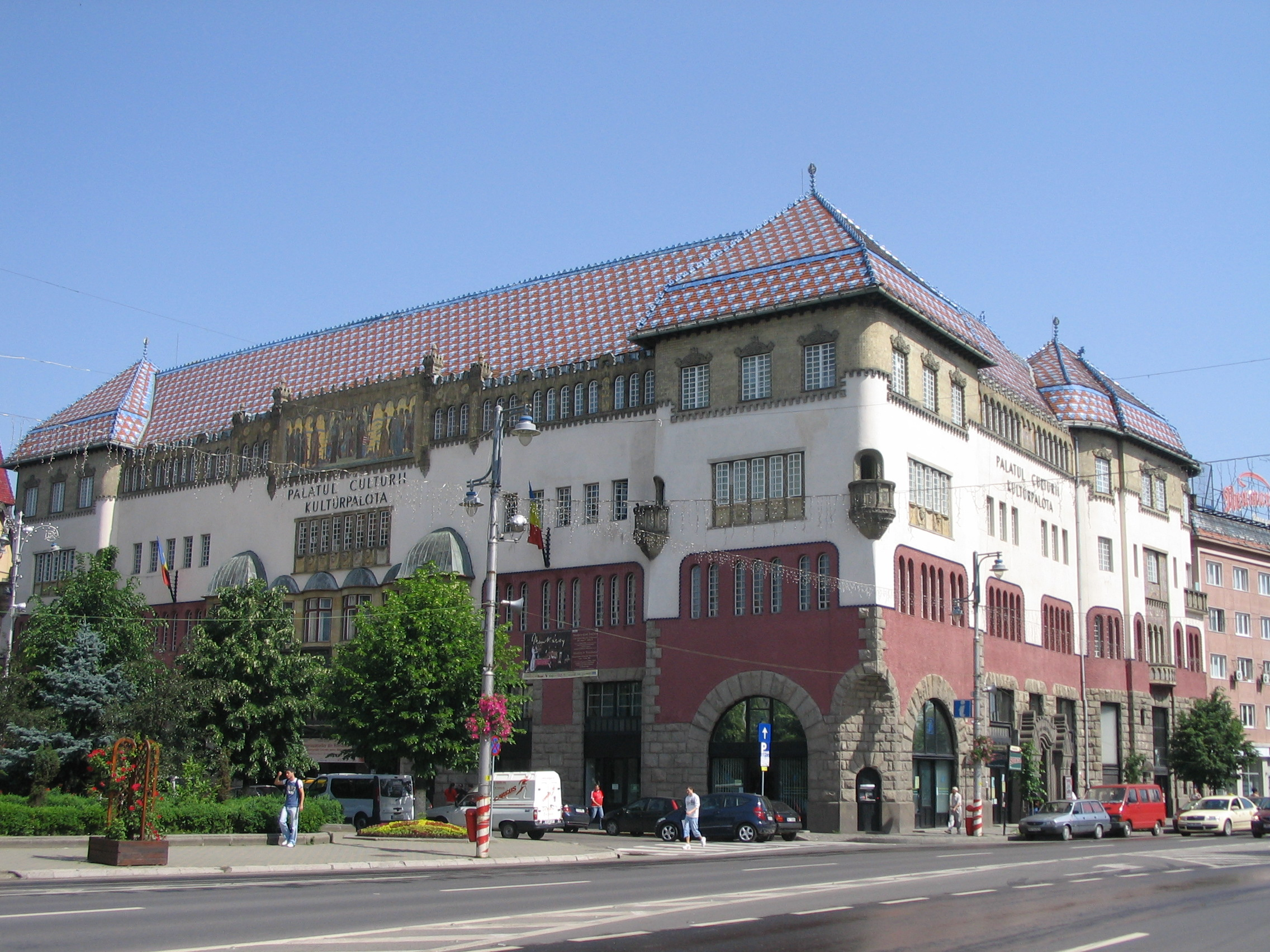
A marosvásárhelyi Kultúrpalota
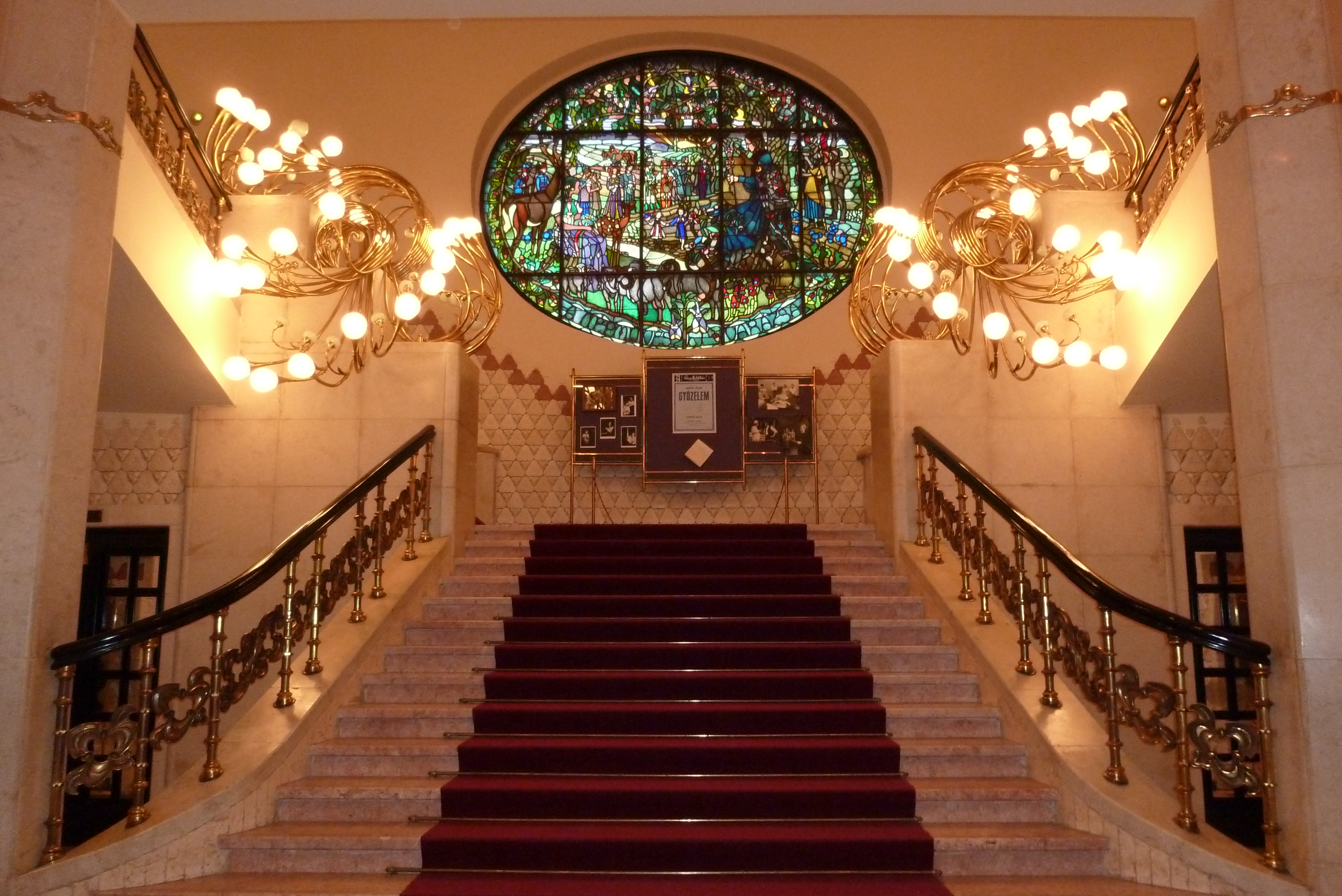
Veszprémi Petőfi Színház: Díszlépcsőház (Fotó:KT)

### Oktatási épületek
A jelentős népszaporulat a 19–20. század fordulójának Magyarországán nagy iskolaépítő programokat tett szükségessé. A legtermékenyebb alkotók közé tartozik a minisztériumi alkalmazásban álló Baumgarten Sándor és Herczegh Zsigmond párosa, akik több száz oktatási épületet terveztek. A fővárosi tisztségviselőként dolgozó Hegedűs Ármin nevéhez ugyancsak számos iskola kötődik, nem egyszer Böhm Henrikkel közös munkaként. Budapest legjelentősebb iskolaépítési programját Bárczy István főpolgármester rendelte el; ennek keretében 1909–1912 között 36 állandó iskolaépület készült el. A megjelenő modern, reformszemléletű pedagógiai irányzatok szellemében ezen épületek tervezésénél nagy hangsúlyt fektettek a korszerű testnevelés lehetőségeinek megteremtésére, a könyvtárak és a közösségi helyiségek kialakítására.

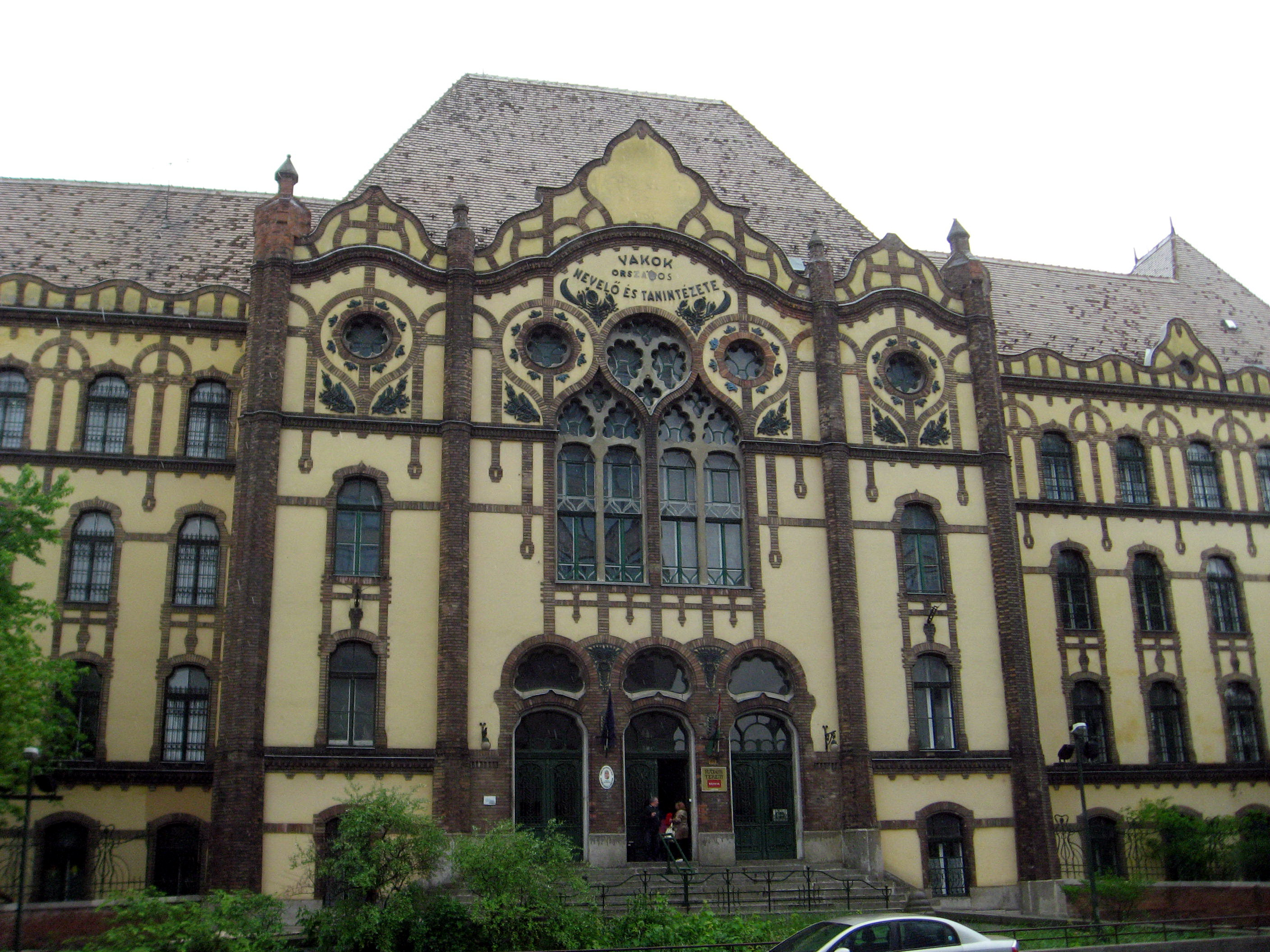
Az egykori Vakok Állami Intézete épülete

- Vakok Állami Intézete (ma Vakok Óvodája, Általános Iskolája, Speciális Szakiskolája, Egységes Gyógypedagógiai Módszertani Intézménye, Diákotthona és Gyermekotthona), Budapest, 1899–1904 – Baumgarten Sándor és Herczegh Zsigmond tervei szerint épült, kormányzati beruházásban. Utcafrontján a Lechnerre jellemző téglaszalagos tagolás mellett a keleti építészetből kölcsönzött és gótikus formák jelennek meg. A kerámiadíszítés visszafogott, inkább csak kiegészítő szerepet kap. A tetődíszek mára elpusztultak, de az épület nagyterme, a Nádor Terem ma is őrzi eredeti kiképzését.
- Wechselmann Ignác és Neje Neuschloss Zsófia Vakok Tanintézete (ma Mozgásjavító Általános Iskola, Szakközépiskola, Egységes Gyógypedagógiai Intézet és Diákotthon),[23] 1905–1908 – Lajta Béla első jelentős középülete, amely a Pesti Izraelita Hitközség megbízásából készült, abból a hagyatékból, amelyet a névadó Wechselmann Ignác, Ludwig Förster megbízottjaként a Dohány utcai zsinagóga építését felügyelő építész-vállalkozó rendelt e célra. A négyszintes, téglával és terméskővel burkolt épületet a nagy tömegek és a sík felületek uralják, amelyeket népművészeti ihletésű díszítmények egészítenek ki. A bejárati kapu boglyaíve a korban különösen magyarosnak tartott motívum, amely egyszersmind megjelenik a skandináv építészetben is. A kovácsoltvas kerítés betétein magyar verssorokat domborítottak Braille-írással. A belső terek épített részletei nagyrészt megvannak, de az egykori bútorzat mára eltűnt.[24]

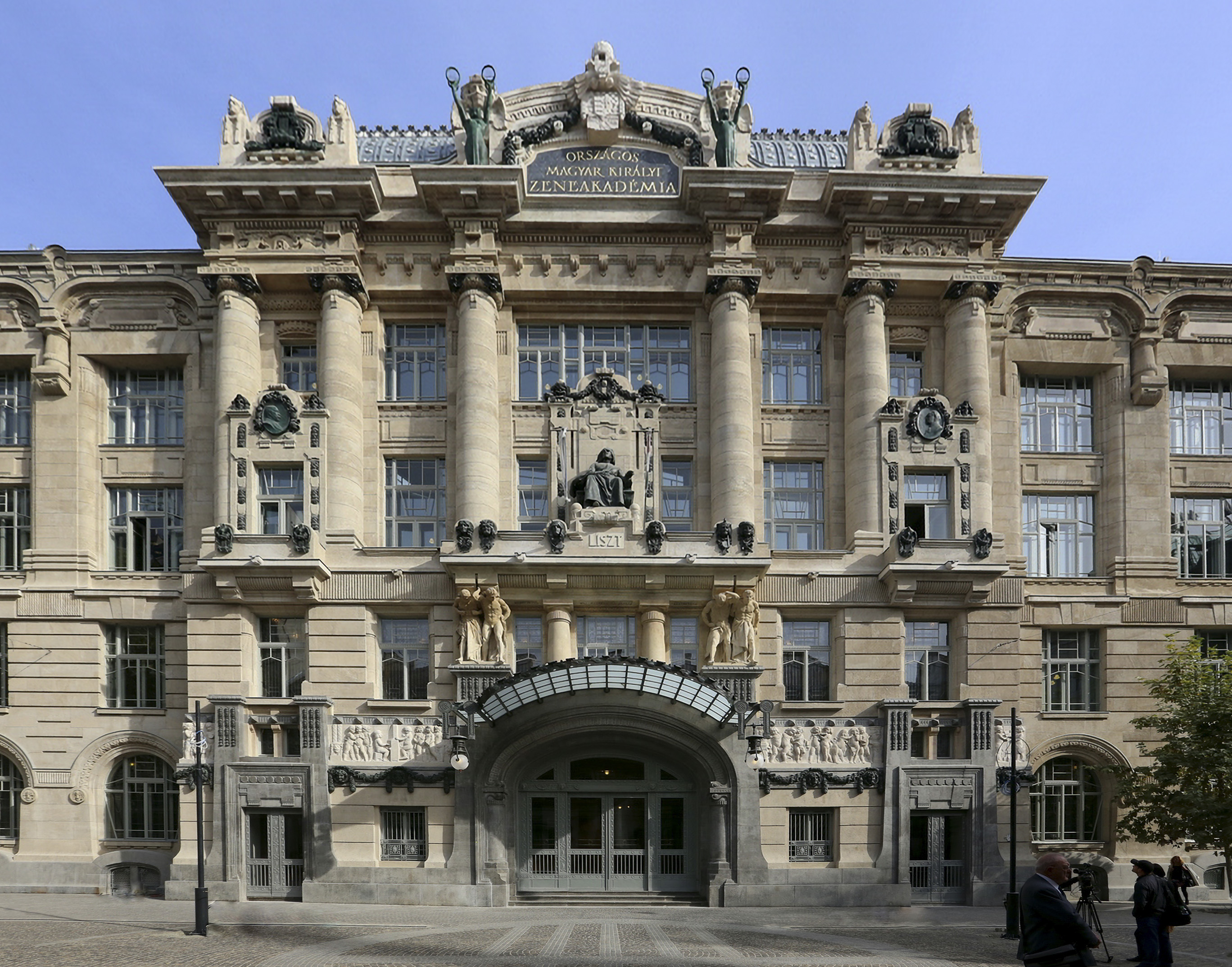
A Zeneakadémia 2013-ban felújított homlokzata

- Zeneakadémia (ma Liszt Ferenc Zeneművészeti Egyetem), Budapest, 1907 – Az 1875-ben, Liszt Ferenc vezetésével megalakult Zeneakadémia új épülete nyílt tervpályázatot követően, Korb Flóris és Giergl Kálmán tervei alapján épült meg, az eredeti, merész, Lechner hatását mutató homlokzatot azonban kénytelenek voltak a konzervatívabb közízlésre hangolni. Az épület így is a magyarországi szecesszió egyik legszebb alkotása, különösen belső terei az építészet, az ipar- és képzőművészet páratlan összhangját mutatják. Kivitelezésében a kor legfontosabb mesterei vállaltak szerepet; az üvegablakokat Róth Miksa műhelye szállította, a padló- és falburkolatokat a Zsolnay-gyár, a nagyterem karzatának vasbeton szerkezetét Zielinski Szilárd tervezte. A homlokzati dekoráció elkészítésében Telcs Ede, Maróti Géza, Strobl Alajos és Senyei Károly működött közre. A belső terek közül kiemelkedik a földszinti és a Körösfői-Kriesch Aladár falképével díszített emeleti előcsarnok, a nagy koncertterem, a könyvtár, valamint a kisterem. Az épület a mai napig számos eredeti berendezési elemet őriz.[25] 2013-ra – az eredeti tervek alapján – teljesen felújították.
- Temesvári Piarista Gimnázium (ma Gerhardinum Római Katolikus Teológiai Líceum), Temesvár, 1909. – A piaristák új gimnáziumi épülete a város főépítésze, Székely László tervei alapján épült fel, három év múlva pedig a mellette felépített templomot is használatba vették. A világos, tágas előadótermeknek, a jól felszerelt természettudományi laboratóriumoknak, a rajzteremnek és a tornateremnek köszönhetően az új gimnázium az ország legmodernebb iskolái közé számított. Az épület homlokzatait előreugró, manzárdtetős rizalitok és kissé nehézkes, orientalizáló elemek tagolják.
- Magyar Királyi Állami Főgimnázium (Tündérpalota), Budapest, 1909–1911. – A főváros Gaál Mózes iskolaigazgató közbenjárására egy 2095 négyszögöl nagyságú, négy utca által határolt telket ajándékozott a tanintézmény részére. Az oktatási minisztérium megbízásából Gaál Mózes és Kőrössy Albert Kálmán építész külföldi tanulmányútra indult, hogy építészeti és pedagógiai szempontból tanulmányozva a legújabb középiskolákat, tapasztalataikat az iskolaépület megtervezésénél felhasználhassák. Az újonnan elkészült épület a kor egyik legkorszerűbben felszerelt gimnáziuma volt, hatalmas közösségi terekkel (díszterem, zsibongó). Az épület kétemeletes, szimmetrikus, rizalitos elrendezésű. Alaprajza szélesen elnyújtott H-alak. Főbejárata a Könyves Kálmán körút felől van, ahol egy kisebb kert fogadja a látogatót. Az épület teteje pártázatos kiképzésű. A tető gerincén mázatlan, félcsillag alakú idomcserepek futnak végig. Jelenleg a Magyar Természettudományi Múzeum Növénytára és az Oktatáskutató és Fejlesztő Intézet (OFI) működik az épületben, amit 2013-ban újítottak fel.[26]
- Református Főgimnázium és Jogakadémia, Újkollégium (ma Kecskeméti Református Gimnázium, Általános Iskola és Kollégium), Kecskemét, 1909–1913. – Az alföldi város részben újonnan kialakított központi térrendszerének meghatározó eleme a Mende Valér tervei szerint emelt hatalmas, csaknem a teljes tömböt befoglaló iskolaépület. A homlokzatokon durván faragott terméskő, barna kerámiadomborművek és vakolt felületek váltakoznak. A Széchenyi térre néző, oldalt óratornyos, három tengelyes, előreugró középrizalit uralja, amelynek második szintjén reprezentatív dísztermet alakítottak ki. A piros cseréptetők, a tornácok, a kerámia- és fémelemeken megjelenő népművészeti motívumok a finn nemzeti romantika hatását mutatják (Mende a Fiatalok csoport tagja volt).[27]
- Fővárosi VIII. Kerületi Felső Kereskedelmi Iskola (ismertebb nevén Vas utcai iskola, ma Széchenyi István Gyakorló Kereskedelmi Szakközépiskola),[28] Budapest, 1909-1913. – A Bárczy-féle iskolaépítő program mintaépülete, a legnagyobb költségvetésű és leginkább minőségi beruházás. Lajta Béla egyetlen fővárosi megbízásra készült épülete; a belső kialakításában a Lajtánál dolgozó Kozma Lajos működött közre. Utcai frontja Peter Behrens munkáinak hatását tükrözi, ez a modern építészet egyik legfontosabb előfutárává teszi a házat itthon. A belső közlekedő és közösségi terek kialakítása rendkívül igényes és gazdagon díszített, ugyanakkor nem mellőzi a praktikus szempontokat sem. Az épületben a mai napig számos eredeti berendezési tárgyat őriznek.[29]
- Városmajor utcai iskola (ma Városmajori Gimnázium és Kós Károly Általános Iskola, Városmajor utcai Óvoda), Budapest, 1910. – Kós Károly és Györgyi Dénes közös műve. A lejtős terepen álló komplexum valódi méretét nehéz felmérni a tömegek változatos tagolása miatt, amely ellensúlyozza az egyszerű homlokzatképzést. A finn építészetnek a Fiatalokra jellemző hatása konkrét elemeken, például a főbejárat kőkeretezésén is megfigyelhető.[30]
- Áldás Utcai Általános Iskola, Budapest, 1911–1912. – A Bárczy-féle iskolaépítő program keretében ezt az épületet Zrumeczky Dezső tervezte, akinek ez a legjelentősebb önálló munkája. A Fiatalokra jellemző, egyszerű, vakolt homlokzatokat itt is magastetők és tornyok egészítik ki, az erdélyi és a finn építészet tárházából kölcsönzött motívumokkal. A gondosan faragott farészletek egyedi hangulatúvá teszik az épületet.[31]
- Elemi iskola (ma Szűts József Általános Iskola), Kiskunhalas, 1912–1913. – A Fiatalok csoportjának egyik legszebb megvalósult munkája, a budapesti Áldás utcai és Városmajor utcai iskolák vidéki párhuzama. Tervezője, Györgyi Dénes, a téglával burkolt főbejárati rizalitot két magasra nyúló, hegyes toronysisakkal emelte ki, az oldalszárnyakkal viszont a környék alacsonyabb beépítéséhez igazodott.[32]

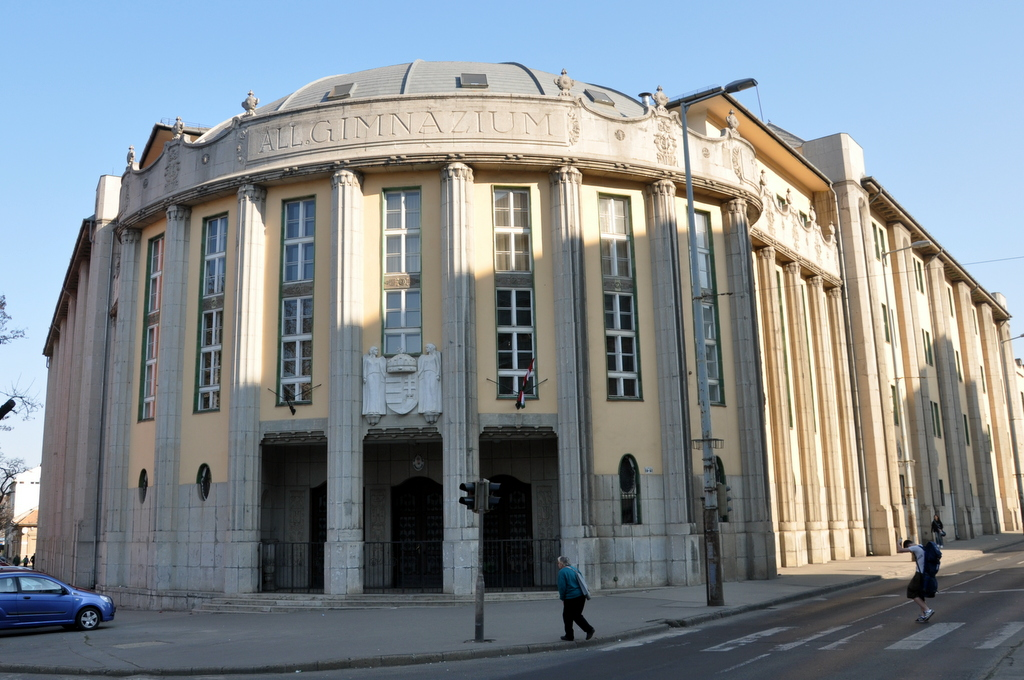
A Szent László Gimnázium épülete

- Közigazgatási Főiskola (ma városháza), Kassa, 1913–1914. – Kopeczek György tervei alapján épült, késő szecessziós, enyhén historizáló komplexum. A háromszintes épület főfrontján a kiugró, öt szint magas középrizalitot szélesen ívelő oromzat koronázza, tetején óratoronnyal. A síkban tartott homlokzatot az emeletenként változó formájú ablakok és a középen domborúan előreugró zárterkély élénkíti.
- Szent László Gimnázium, Budapest, 1914–1915 – Lechner Ödön és Vágó József tervei alapján épült kései szecessziós stílusban. A hatalmas épület Kőbányán található. A belső és külső tereket is egyaránt kő tagolóelemek és magyaros motívumok díszítik. A Kőrösi Csoma Sándor út és az Ónodi utca mellett húzódó két háromemeletes szárnyat egy íves sarokszárny kapcsolja össze. A sarokszárny udvar felőli oldalán található a főlépcsőház. Az Ónodi-szárny végén az épület már csupán egyemeletes, míg a Kőrösi-szárny végén az udvar felől három, az utcafront felől kétemeletes.[33]

### Kereskedelem, szolgáltatások

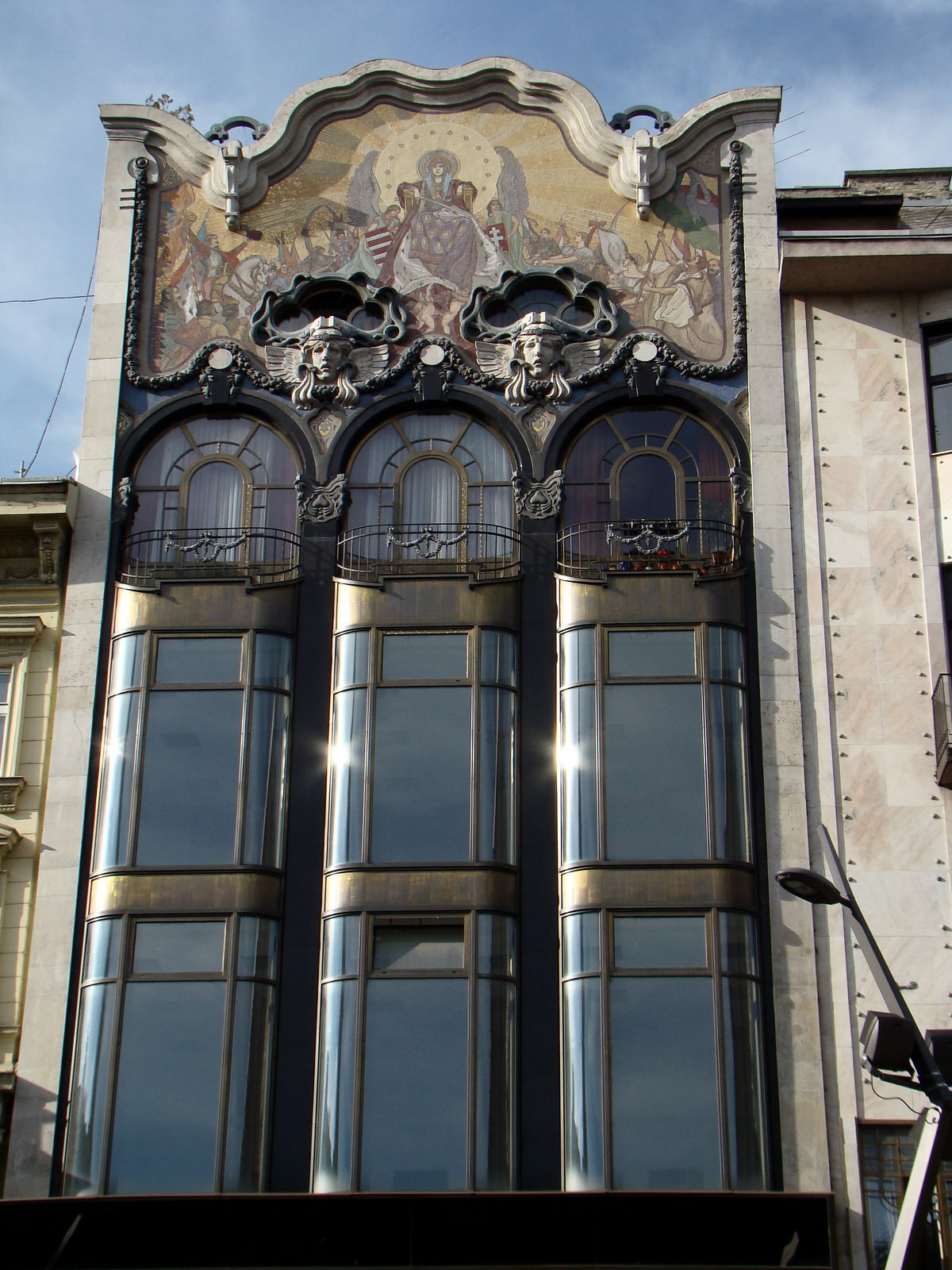
A budapesti Szervita téren álló Török Bankház

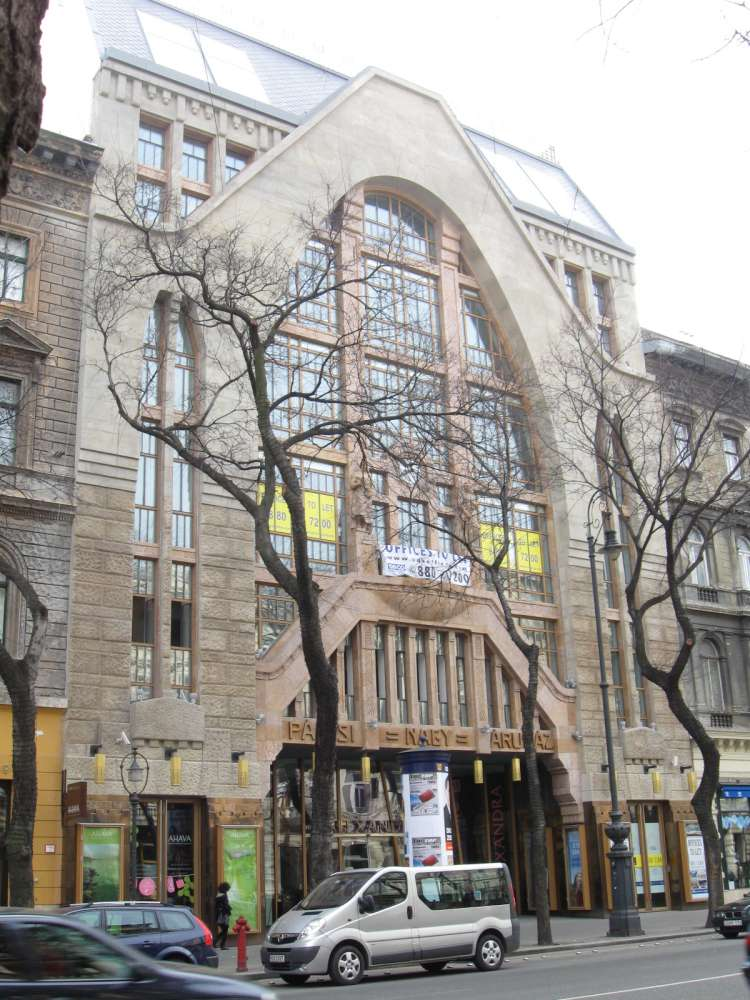
Az Andrássy úti Párizsi Nagy Áruház

A századforduló új kereskedelmi épületei részben a 19. század eleje óta jelen lévő fedett passzázsok kialakítását folytatják. Ilyen a keleties stílusban épülő, majolikával díszített budapesti Párizsi udvar (Schmahl Henrik, 1912–1913 körül), vagy a nagyváradi Fekete Sas-palota (Komor Marcell és Jakab Dezső, 1907–1909). Előbbi eredetileg bankszékházként és lakóépületként is funkcionált, az utóbbiban az üzletek mellett lakások, szálloda és színházi- és mozielőadásokra használt termek kaptak helyet.
A kisebb üzletházak kialakítására mindinkább az utcaszinthez közeli, kereskedelmi célú szintek nyitott, átlátható kialakítása és az ezek feletti lakószintek tiszta elkülönítése lesz a jellemző. A műfaj úttörője a Lechner Ödön által tervezett Thonet-ház (1890) a budapesti Váci utcában, amelynek Zsolnay-kerámiával burkolt homlokzata és flexibilis vázszerkezete már a modern üzletházakat előlegezi meg. Hasonló példa a közeli Szervita téren álló három épület, a Török Bankház (Hegedűs Ármin–Böhm Henrik, 1905), Szénássy és Bárczai Áruháza (Jónás Dávid és Zsigmond, 1908), és a Rózsavölgyi-ház (Lajta Béla, 1911), valamint a Dohány utcában található Árkád Bazár (Késmárky és Illés Játékáruháza, Vágó József–Vágó László, 1912). A funkció kivételes, egyedi példája a kétszintes, díszes homlokzatú nagyváradi Deutsch-ház (valószínűleg Sztarill Ferenc, 1906 körül).
Az első önálló áruházi épület Magyarországon a Sziklai Zsigmond tervei alapján emelt Párisi Nagy Áruház volt a budapesti Andrássy úton. A Goldberger Sámuel megbízásából 1909–1911 között épített, a környezettől elütő stílusa és magassága miatt komoly rosszallást kiváltó ház a kor nagy nyugati áruházépületeinek mintáját követte hatemeletes belső átriumával és lapostetejével, amelyen télen korcsolyázni is lehetett. A homlokzatot egyetlen hatalmas „boglyaív”, a kor népszerű építészeti motívuma uralja.
Mivel a kisebb üzletek funkciója, kialakítása gyorsan avul, a századfordulóból kevés eredeti üzletbelső- és portál maradt fenn. Budapesten a legszebb, ma is eredeti állapotát mutató bolt a Philanthia virágbolt (Váci utca 9.), amely Kőrössy Albert tervei alapján készült, 1906-ban. Az eredeti bútorzatot Márk Lajos falképei egészítik ki; a portált a harmincas években a Haas és Somogyi cég némileg átalakította. Nem messze, a Szent István tér 15. alatt a szecessziós kereskedelem másik, kivételesen igényes emléke található: Hecht Jónás és Fia férfiruha-nagykereskedésének portálját Lajta Béla tervei alapján építették, 1907-ben. A rézlemezzel és eozinmázas kerámialapokkal burkolt földszinti homlokzat a korszak legszebbjei közé tartozik. Vidéken a legszebb, épségben megmaradt kisebb kereskedelmi épületek közé sorolható a szolnoki Kádár-cukrászda (Jánszky Béla, 1912 körül).

### Fürdők, szállodák
A századfordulón gyorsan növekvő és az utazók körében is egyre népszerűbbé váló Budapesten természetes igény mutatkozott új szállodákra. A Duna-korzón és a Belvárosban álló, historizáló stílusú meglévő szállók után újabbak épültek a város egyik főútjának számító Rákóczi úton. Az 1914-ben megnyitott, Hikisch Rezső és Ágoston Emil tervei alapján épült 145 szobás Astoria Szálló alapvetően elegánsan klasszicizáló épület, csak részleteiben mutatja a szecesszió hatását. Néhány száz méterrel arrébb három évvel korábban adták át a 150 szobás Palace Szállót. Komor Marcell és Jakab Dezső alkotása ízig-vérig lechneri munka, amelyen a jellegzetes kerámiadíszek mellett népi ihletésű fatornác is megjelenik, a hetedik emelet magasságában. A ma is működő szálloda értékes belső tere, akárcsak az Astoriánál, a földszinten elhelyezkedő étterem. A Palace a második szinttől U alaprajzú – ez a kor lakóházainál is bevett elrendezés azt segítette elő, hogy minél több utcai szobát lehessen elhelyezni az épületben. Hasonló alaprajzzal épült fel a 173 szobás Park Szálló a Rákóczi út végén, a Keleti pályaudvar szomszédságában 1912-re, Gondor Rezső tervei alapján.
A főváros mellett a vidék is számos értékes szállodaépülettel gazdagodott a korban. A Pannónia (ma Dacia) Szálloda Szatmárnémetiben 1899–1902 között épült Bálint Zoltán és Jámbor Lajos tervei alapján, akiknek ez volt az első nagyobb közös munkájuk. Gazdagon díszített (az Iparművészeti Múzeum hatását mutató) homlokzatai, mázas cserépteteje, igényes belső kiképzése a Lechner-iskola legjobb munkái közé emelik az épületet, amely ma is eredeti funkciójában működik. Sajnos nem mondható el ugyanez a szentesi Petőfi Szállóról, amely 1896–1899 között épült Komor Marcell tervei alapján, ugyancsak Lechner hatása alatt. A két- és háromszintes épület homlokzatait, mivel a kerámia drágának bizonyult, vakolatból és gipszből kialakított növényi ornamentika és a Lechnertől ismerős sávok díszítik, a kupolákat mázas cserép helyett dombormintás bádoggal borították. A szállóban, amely az 1990-es évek óta üresen áll, színházterem is épült.
Magyarország egyik legpatinásabb szállodája az 1699-ben alapított debreceni Aranybika, amely jelenlegi főépületét 1915-ben kapta. A Hajós Alfréd tervei alapján emelt épület főbejárata a hosszú Piac utcai homlokzat szélére, két finoman kiugró rizalit közé került – ez a korban jellegzetes, U alakú belsőudvaros szállodák felépítését idézi. A késő szecessziós, gazdagon tagolt homlokzatot a sarkon nagyméretű torony zárja le.
Mint a fenti példák is mutatják, a nagyobb vidéki építkezéseket gyakran fővárosi építészek nyerték el, nyílt pályázatokon. A pécsi Király utcában álló Pannónia (ma Palatinus) Szálloda kivételnek számít a jó minőségű épületek között: a helyi szecessziós építészet meghatározó mestere, Pilch Andor tervei alapján épült fel 1913–1915 között. Ugyancsak U alaprajzú, de a szokásostól eltérő módon udvara teljesen nyitott az utcaszintre. Nem messze, a Széchenyi téren ugyancsak ekkortájt épült fel a Nádor Szálloda, rendhagyó, három szintjén loggiákkal tagolt homlokzattal.

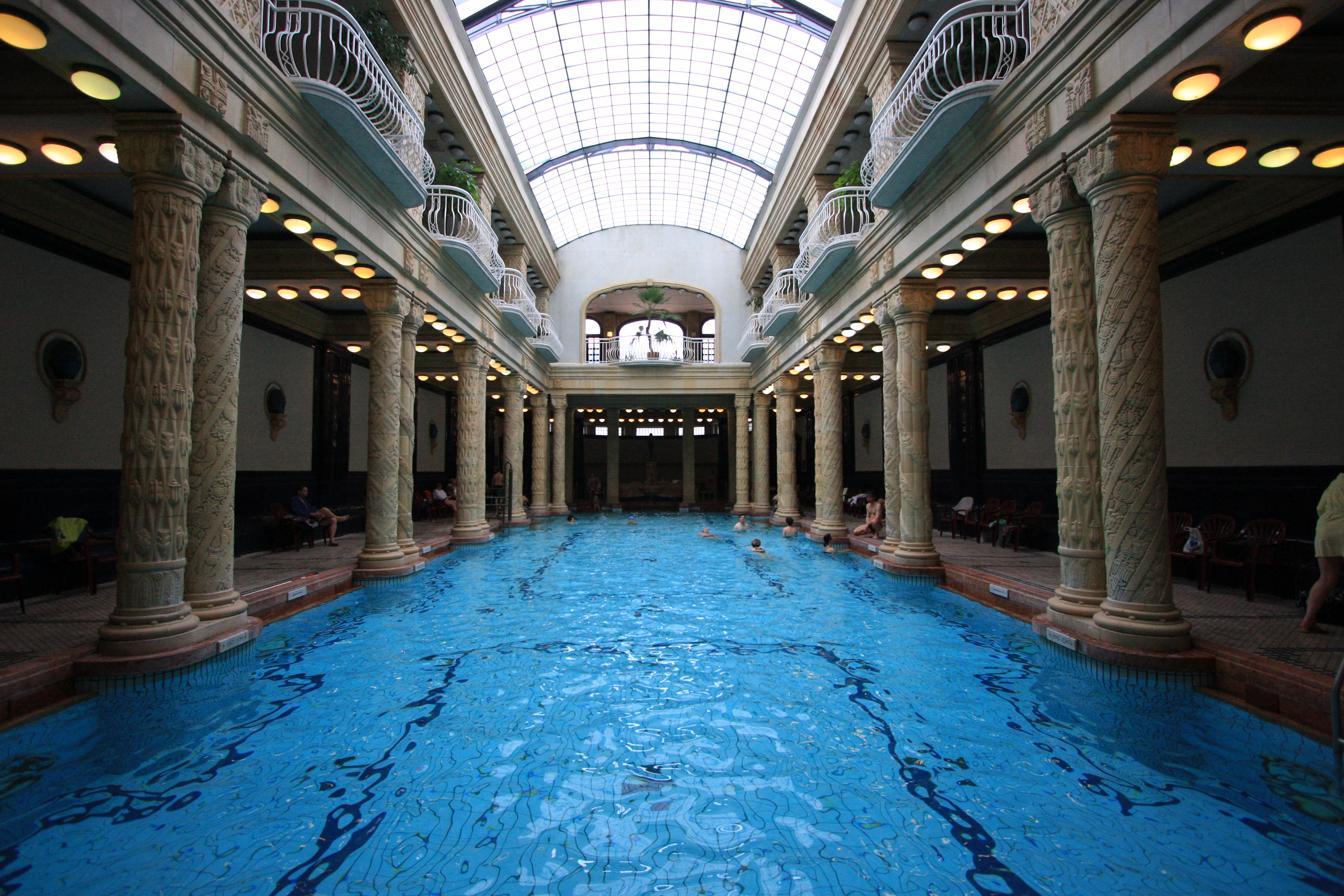
A Gellért gyógyfürdő 2009-ben

Egyik legkésőbbi szecessziós szállóépületünk a budai Gellért Szálló a Gellért gyógyfürdővel, amely a tervezésére kiírt pályázat két első díjazott munkájának vegyítéseként, Hegedűs Ármin–Sebestyén Artúr–Sterk Izidor kollaborációjában épült fel. A két funkció ötvözése a korban egyáltalán nem szokatlan, de itt a legegységesebb és reprezentatívabb. Az 1909-től épített, de a háború miatt csak 1918-ban átadott, nagyméretű tömbön kupolás rizalitok jelölik a szálloda és a fürdő szobordíszes bejáratait. A fürdő belsejét gazdagon díszítették színes ólomüvegekkel és Zsolnay-kerámiadíszekkel. A női részleg a második világháború alatt, egy belövésben megsemmisült, ám a férfi termálrészleg kék alaptónusú csempe- és mozaikburkolata a mai napig eredeti képét mutatja.

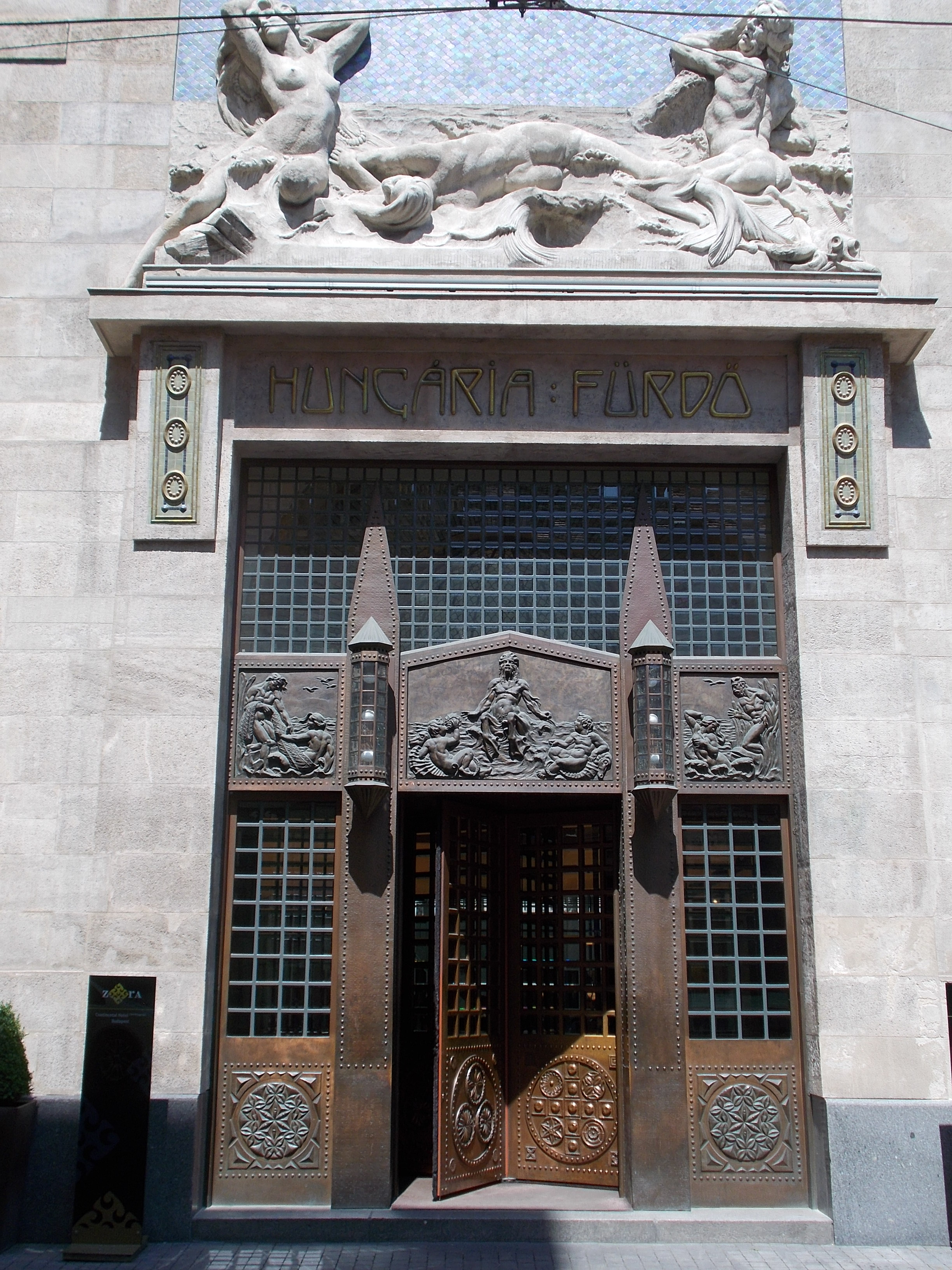
Dohány utcai Hungária fürdő

A főváros másik nevezetes szecessziós fürdőépülete a Dohány utcai Hungária fürdő, amely a már meglévő Continental Szállodát kiegészítve épült fel Ágoston Emil tervei alapján, 1908–1909 között. A magasba törő rizalitok és ablakok által uralt, kővel borított homlokzat a Jugendstil hatását mutatja, e nemben a legszebbek közé tartozik Budapesten. Az ugyancsak igényesen kiképzett, széttolható üvegkupolával fedett fürdőcsarnok mára teljesen lepusztult, a homlokzatot a tönk széléről rekonstruálták eredeti formájára 2010-re, amikor az épület hotelként nyílt meg újra.
A kor vidéki fürdőépületei közül említést érdemel az 1905-re felépült Árpád Fürdő Székesfehérváron. Földszintes, cour d’honneurös tömbjét pavilonszerű tömegek tagolják, homlokzata historizáló és szecessziós jegyeket ötvöz.
A századforduló legszebb városi léptékű együttesei közé sorolható a vajdasági Palics üdülőterülete, amelynek meghatározó épületei, a Vigadó, a víztoronnyal kombinált bejárat és a Női fürdő Komor Marcell és Jakab Dezső tervei alapján készültek.

## Lakóépületek

### Városi lakó- és bérházak
|  | „ A modern stílus lényege nem a díszítmény, épp ellenkezőleg, a mozgalom vezető elméi mindinkább kezdenek a díszítmény lenyűgöző hatása alól teljesen felszabadulni. Ők ma is buzgón követik az egyszerű és helyes elvet: keresik a teljes igazságot éppúgy az elrendezésben, mint a anyagkezelésben, azután a logikus szerkezet és fölépítés által elért esztétikus hatást. Ezek a modern házak legkiválóbb ismertetői.” |
|  | – Spiegel Frigyes, 1902 |

A historizáláshoz képest a szecesszió kevés újdonságot hoz a lakóépületek építészetében a funkció terén. A körfolyosós bérház alaptípusa továbbra is jellemző volt, de jelentős változást hozott a felvonók megjelenése a 20. század elején; ennek következtében a legfontosabb lakószintekké az addigi első-második emelet helyett a házak felső szintjei váltak. Mind Budapesten, mind a vidéki nagyvárosokban számos lakó- és bérházat emeltek a korban; egyes építészirodák kifejezetten erre a műfajra specializálódtak, mint például Fodor Gyula, a Román testvérek, Kármán és Ullmann, vagy Révész és Kollár műhelyei. A főváros bérházépítészetére kifejezetten jellemző volt a változatos, igényes, reprezentatív forma- és anyaghasználat; ennek következtében a szecessziós lakóépületek máig nagy népszerűségnek örvendenek, és nem egy közülük örökségünk megbecsült és védett emléke.

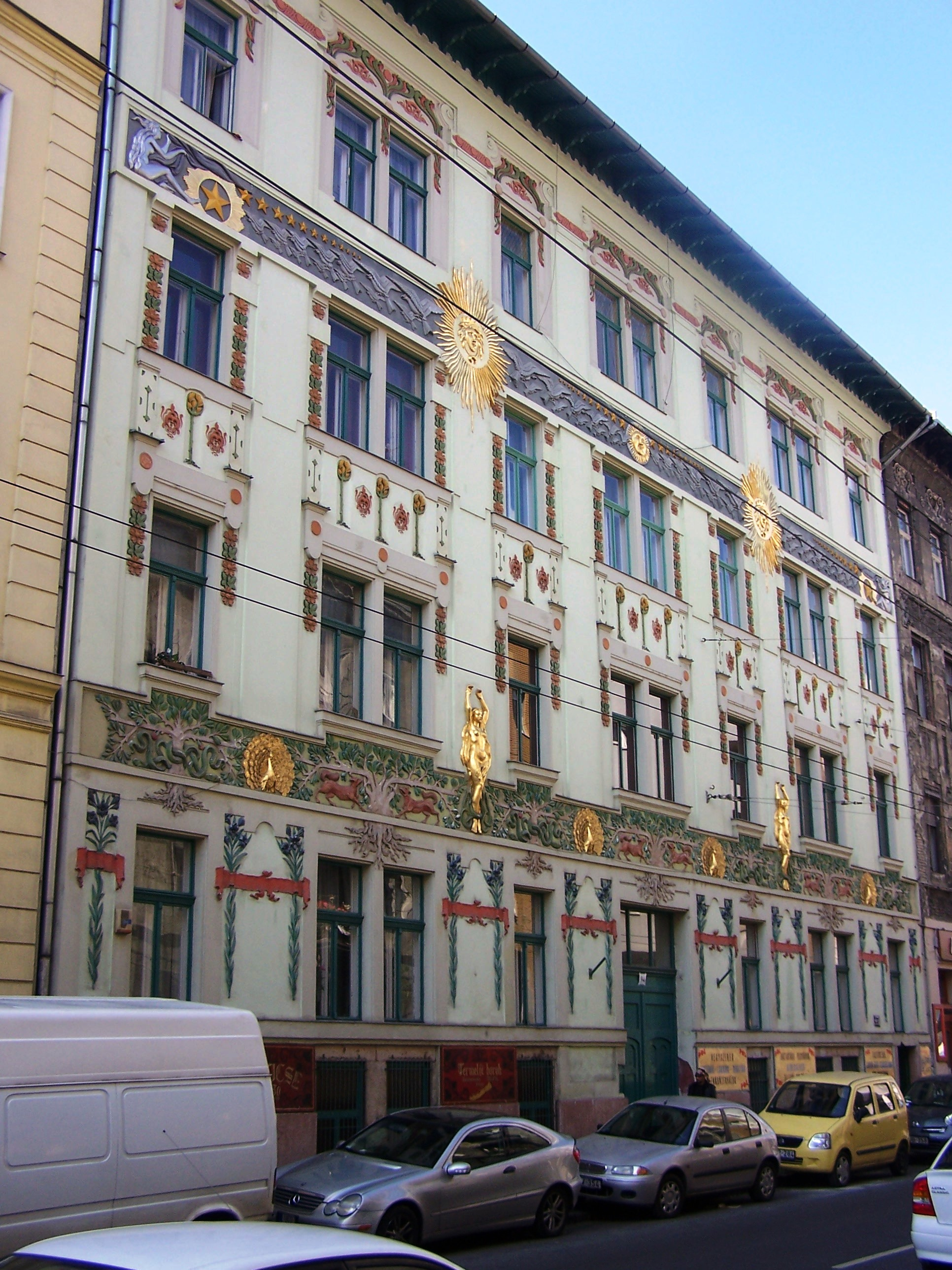
Lindenbaum-ház, Budapest (Spiegel Frigyes–Weinréb Fülöp, 1896–1897
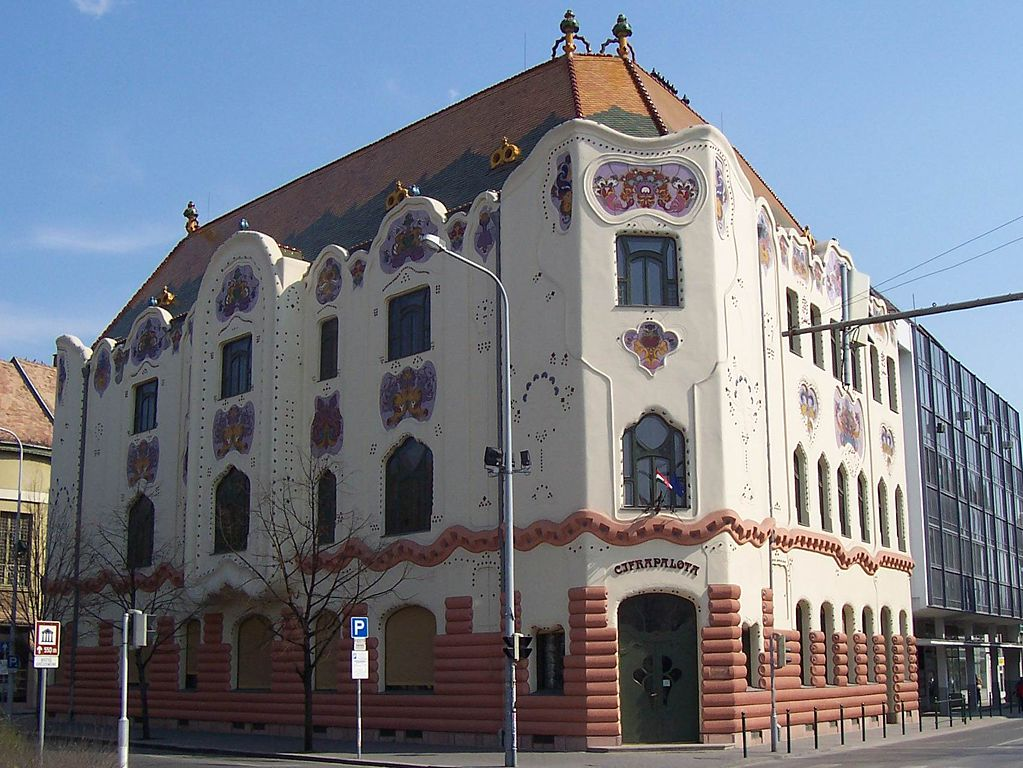
Városi bérház és kaszinó („Cifrapalota”), Kecskemét (Márkus Géza, 1902)
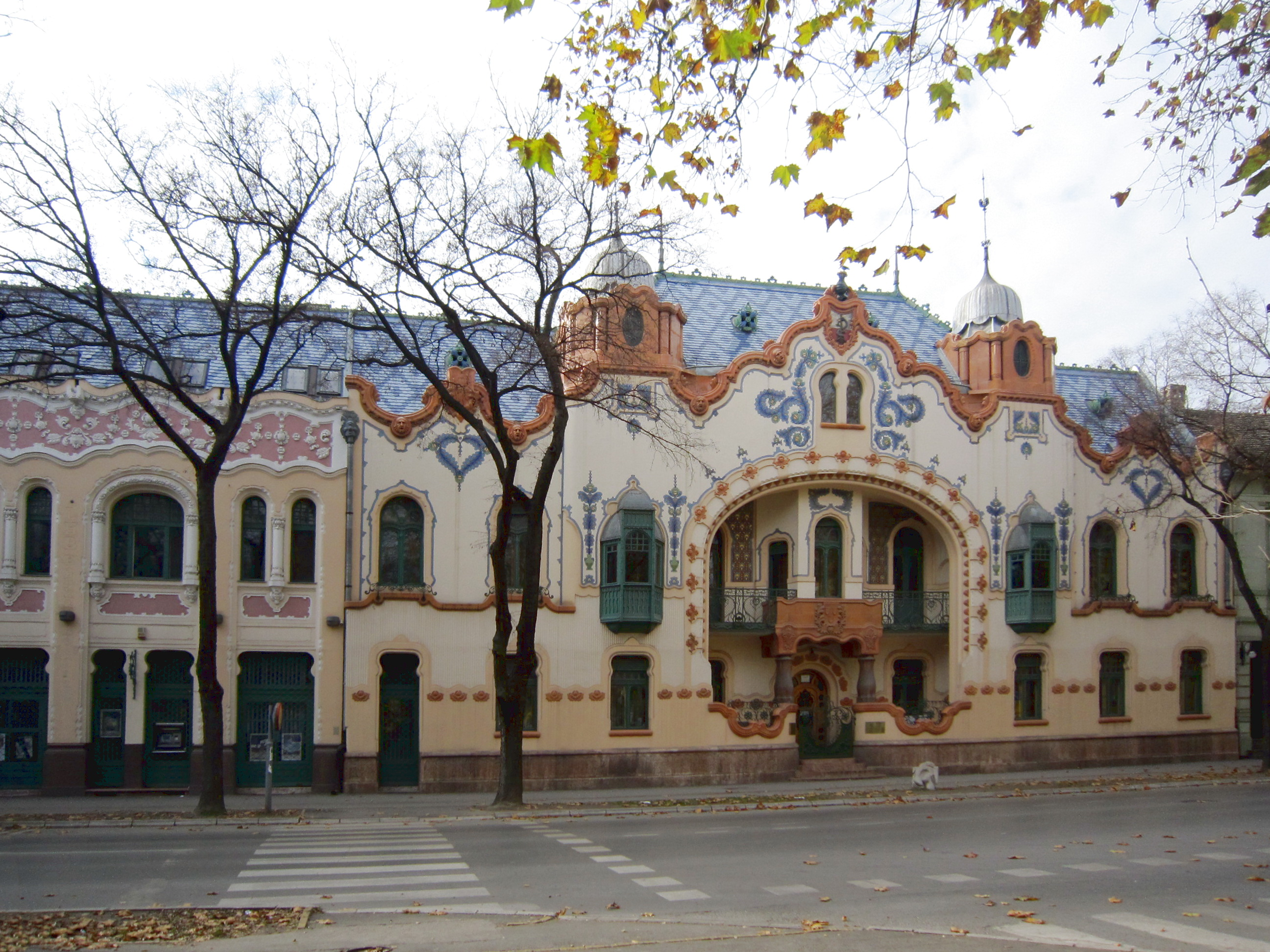
Raichle-palota, Szabadka (Raichle J. Ferenc, 1903)
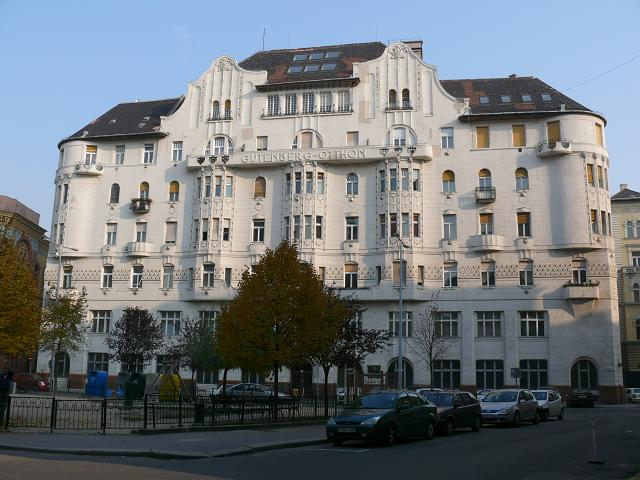
Gutenberg-otthon, Budapest (Vágó József–Vágó László, 1907)
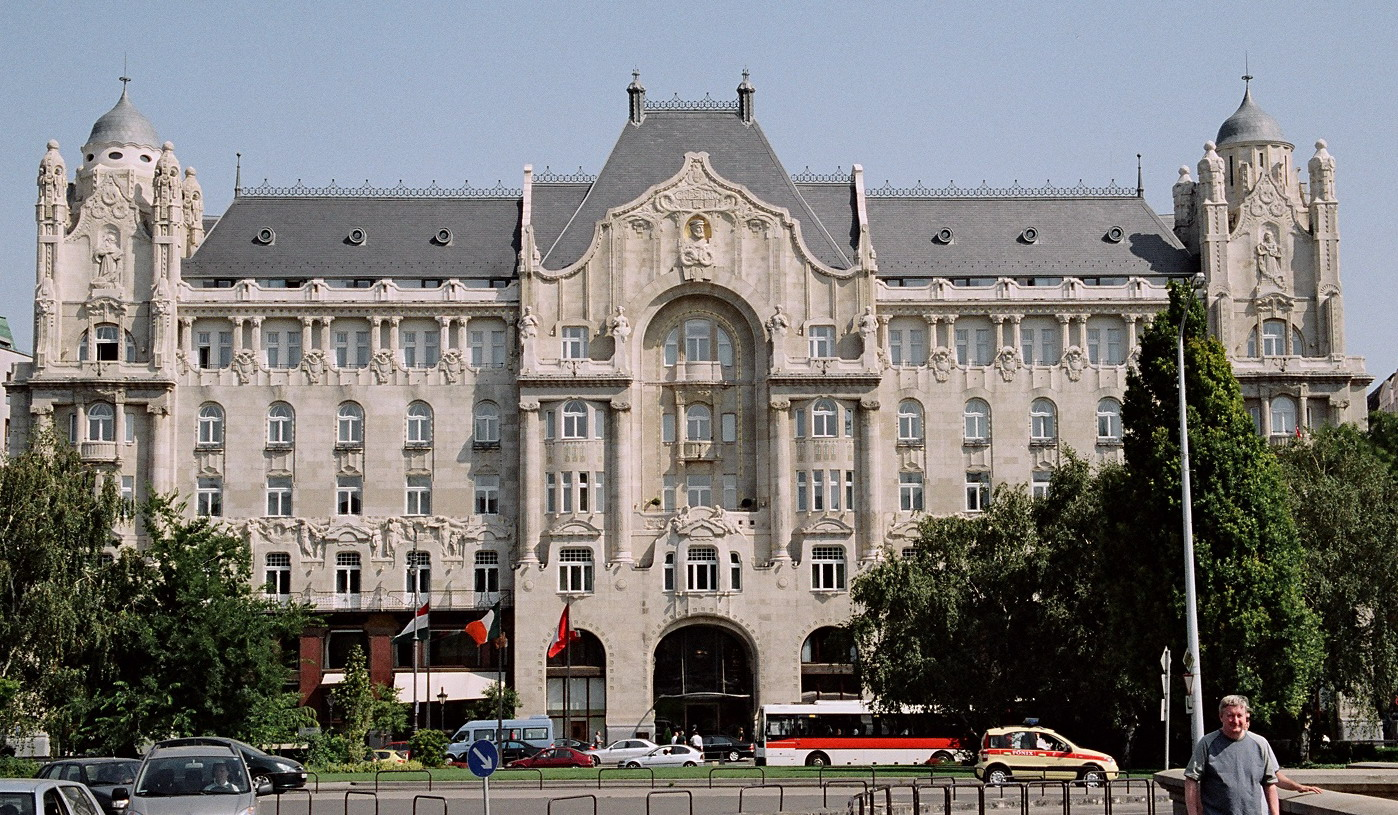
Gresham-palota, Budapest (Quittner Zsigmond–Vágó József, 1907)
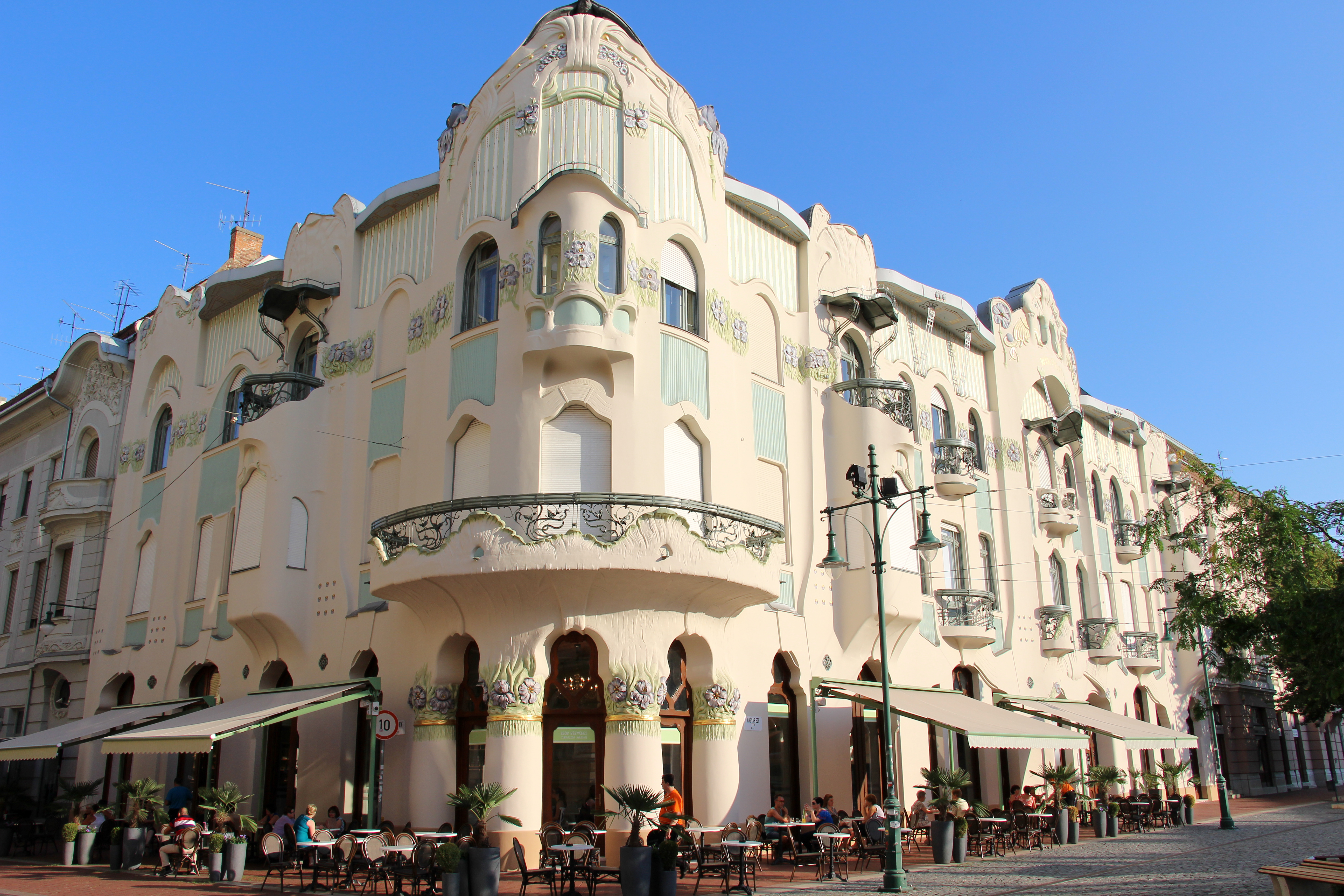
Reök-palota, Szeged (Magyar Ede, 1907)
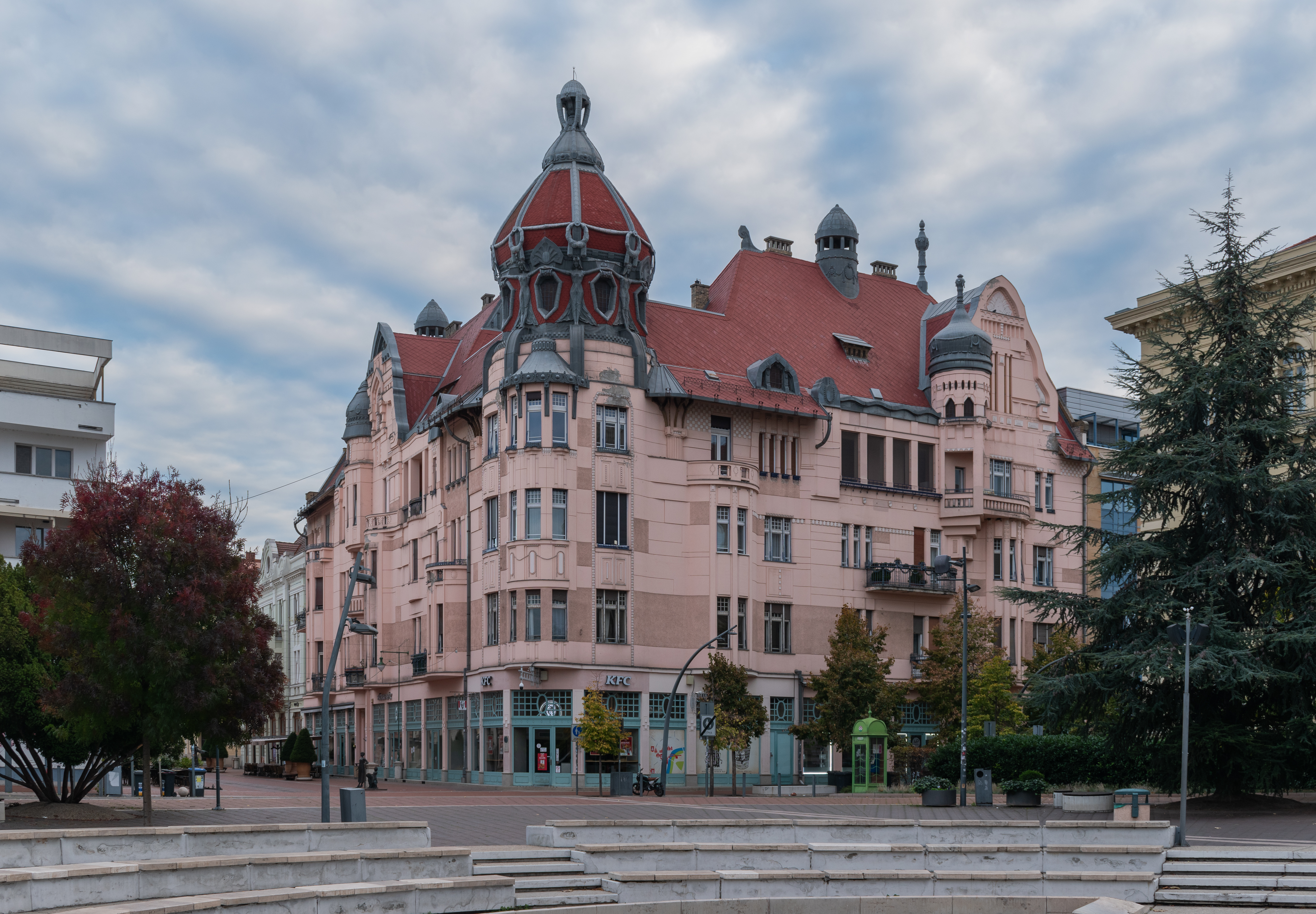
Ungár–Mayer-palota, Szeged (Magyar Ede, 1910-11)
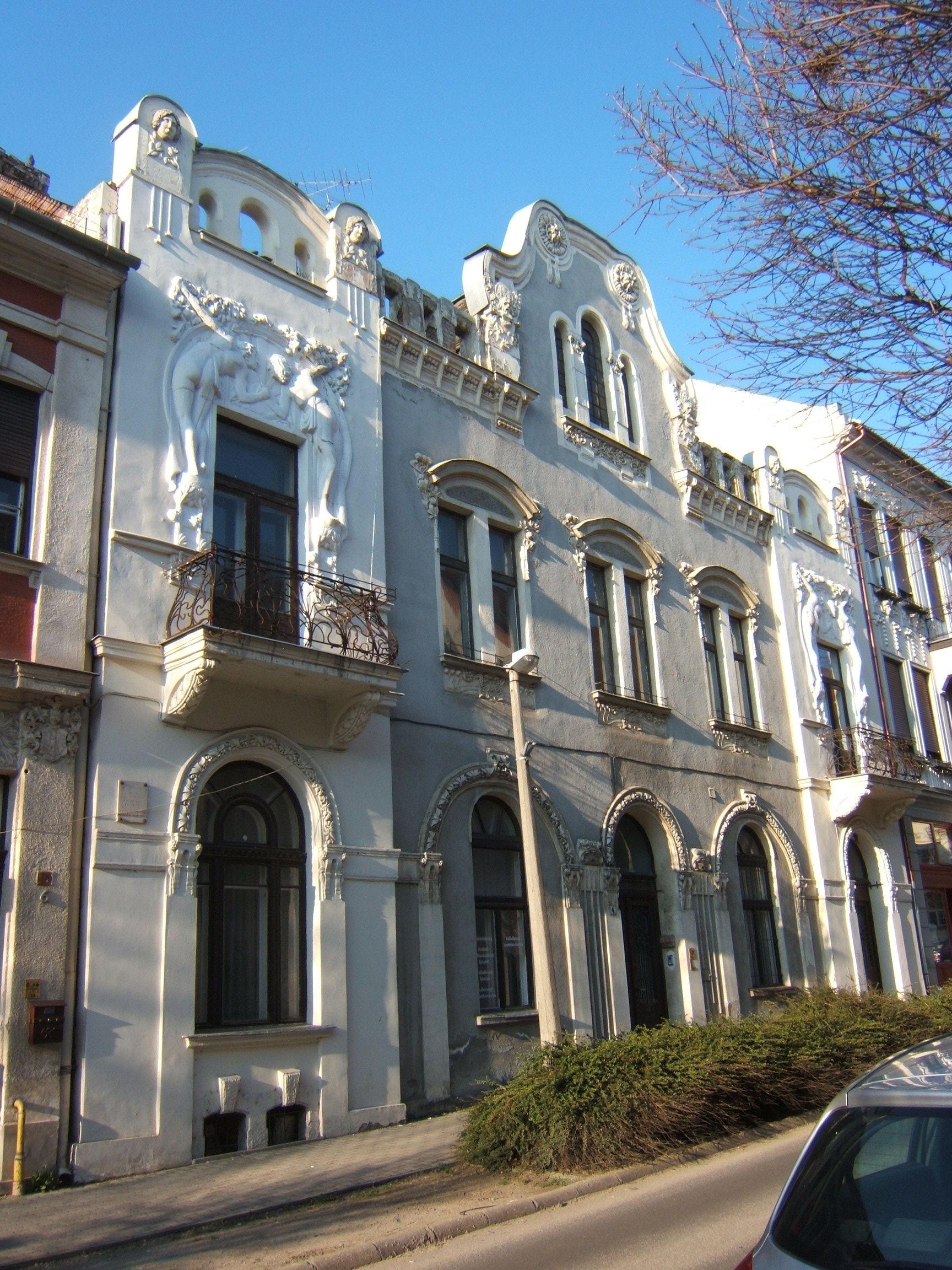
Ádám–Éva-ház, Kaposvár (1904)
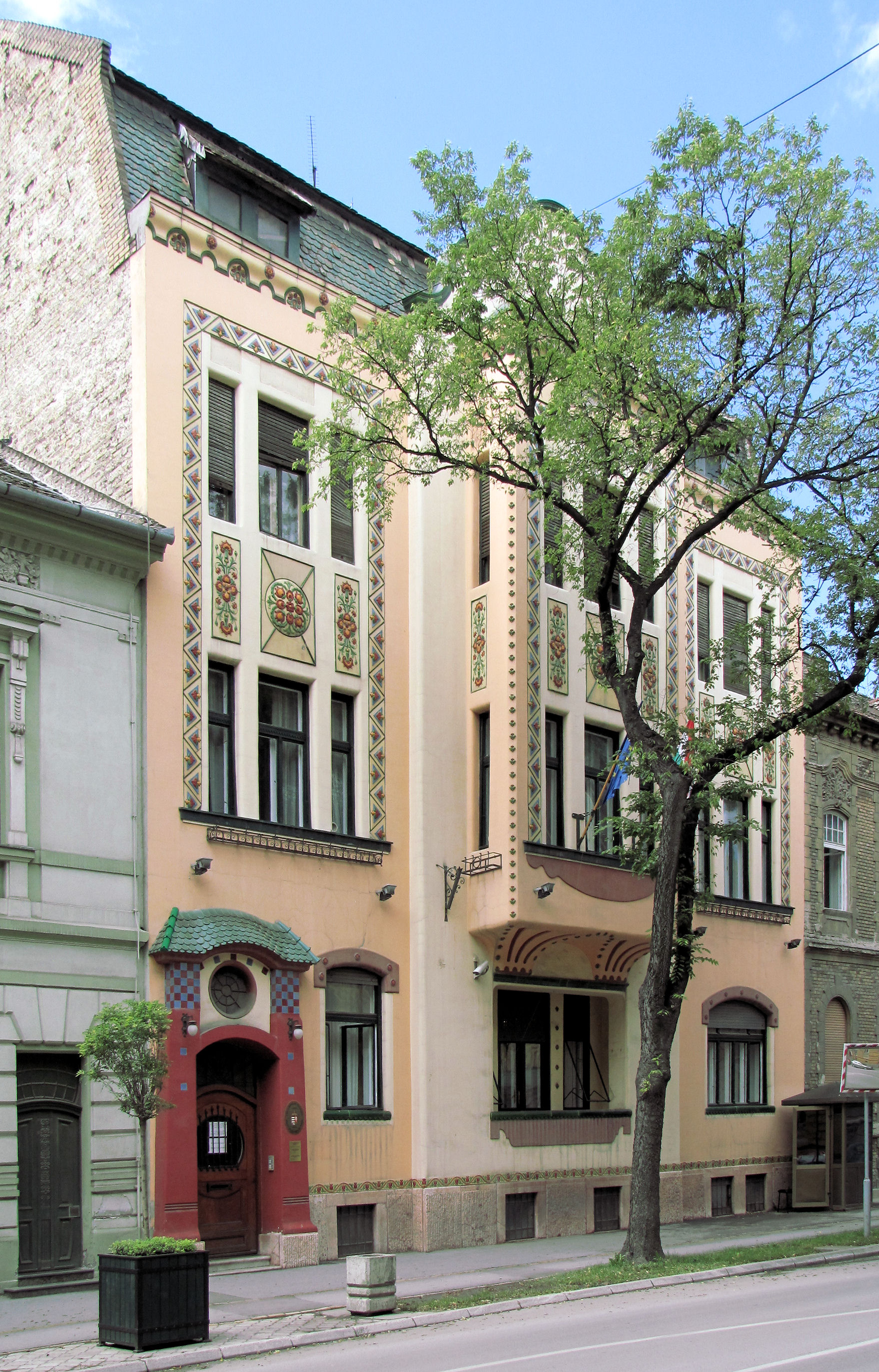
Sonnenberg-ház, Szabadka (Strassburger Izidor és Gombos Lajos, 1909–1910)
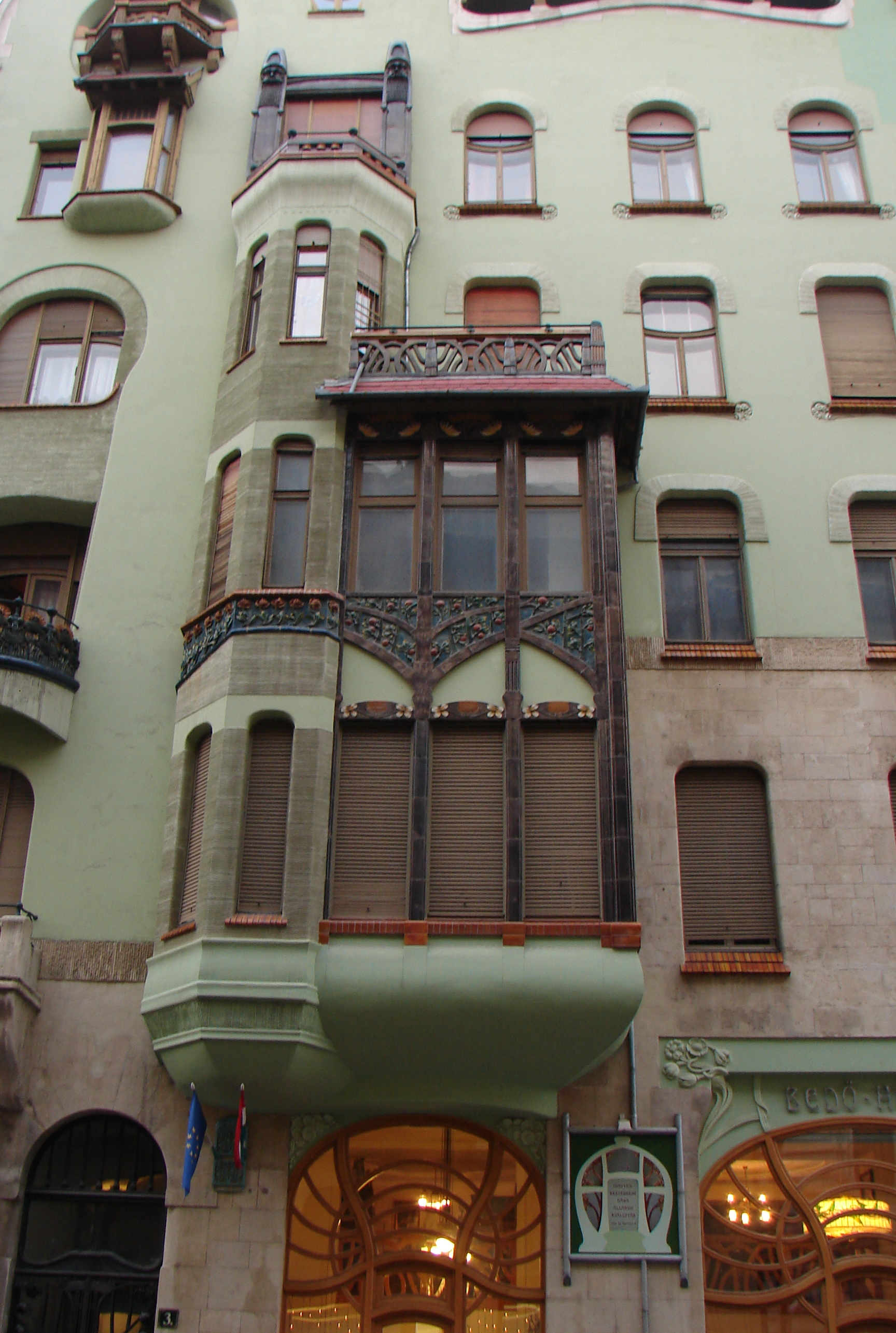
Bedő-ház, Budapest (Vidor Emil, 1903)

A telepes lakásépítés a századfordulón egyre nagyobb jelentőségre tett szert. A kor legismertebb példája a budapesti Wekerletelep. Területét Wekerle Sándor pénzügyminiszter kezdeményezésére 1908-ban vásárolta meg az állam, tízezer munkáslakás építésének céljára. A területrendezés Győri Ottmár tervei alapján valósult meg, a főtér tervezésére kiírt pályázatot pedig Kós Károly nyerte meg, aki több más építészt is bevont a munkába. Az épületeket többek között Györgyi Dénes, Zrumeczky Dezső, Schodits Lajos és Eberling Béla, valamint Wälder Gyula tervezték; a terület 1084 lakóházának java földszintes és egyemeletes. A tömeges lakásépítések közül építészeti színvonala kiemeli az Óbudai Gázgyár tisztviselő- és munkáslakótelepeit; az előbbi Reichl Kálmán, az utóbbi Almási Balogh Loránd tervei szerint valósult meg.

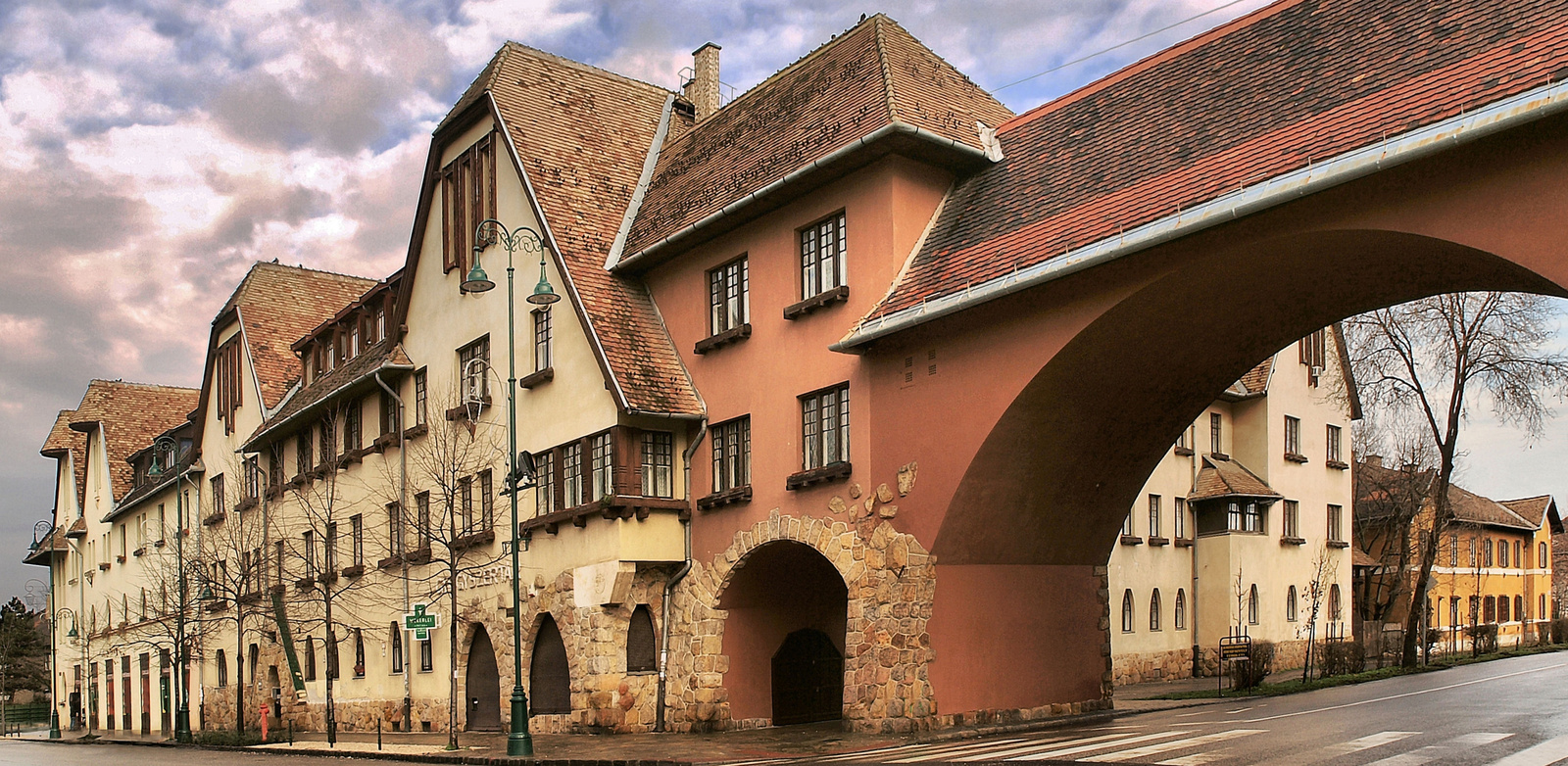
Wekerletelep, Budapest
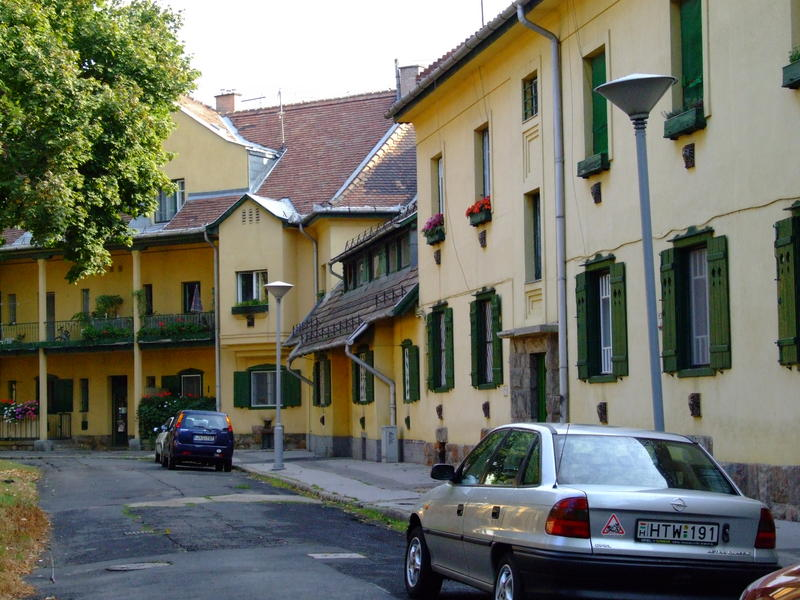
Az Óbudai Gázgyárhoz tartozó Almási Balogh Loránd tervezte munkáslakótelep

A telepes lakásépítés speciális kategóriáját képviselik a művésztelepek, ebben az időben például Kecskeméten, Zebegényben és Gödöllőn.

### Villák, lakóházak, kastélyok, kúriák

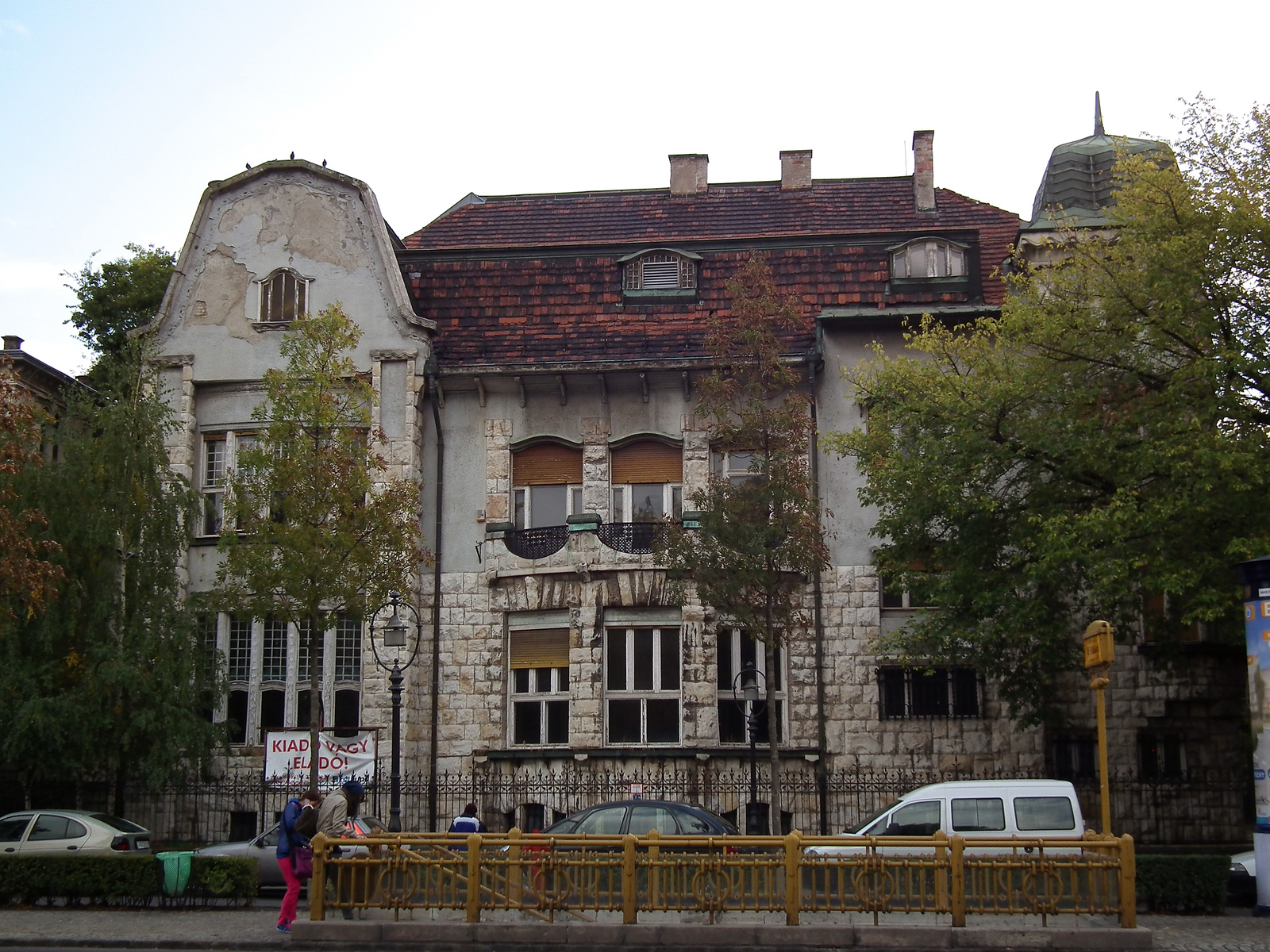
A Schanzer-villa az Andrássy úton

A kastélyépítészet évszázados hagyománya a 20. század elejére Magyarországon a múlté. A családi otthonok már kevésbé a reprezentativitást szolgálják, mint inkább a hétköznapi életet. A kivételek közé tartoznak a városi villák, például a Lechner Ödön által tanítványaival, Komor Marcellel és Jakab Dezsővel közösen tervezett budapesti villa Sipeki Balás Béla Zala vármegyei főispán számára. A nem túl nagyméretű, de látványos épület szinte teljes földszintje a kétszintes közlekedővel, az egybenyitható szobákkal és a télikerttel a család társasági életét szolgálta, míg a privát helyiségek az emeleten helyezkedtek el. Lechner lakóépületei közül kiemelkedik még a testvére, az orvos Károly számára tervezett kolozsvári Lechner-ház, amely homlokzati kompozíciójában több párhuzamot mutat a Balás-villával.
A korban emelt kastélyépületekre jellemző, hogy a szecessziós stílusjegyeket historizáló elemekkel keverik. Ilyen például a Lechner által tervezett mozsgói Biedermann-kastély, vagy a budapesti Sacelláry-kastély.
A reprezentatív városi villák közé sorolhatjuk a Spiegel Frigyes tervei alapján 1907–1908 között emelt budapesti Schanzer-villát, amely a historizáló stílusú Andrássy úti villák sorát folytatja. Az 1941-től sokáig a Magyar Újságírók Országos Szövetségének székházaként szolgáló épület belső díszítéséből is sokat megőrzött. Nem messze tőle áll a Léderer-palota (Bálint Zoltán és Jámbor Lajos, 1907), amely két funkció sajátos egyvelege: az utcával párhuzamos, díszes frízzel és eltérő ablakosztással kiemelt épületrészben kapott helyet a „palota”, azaz a család lakóhelyiségei, míg a mellékutcára néző hátsó szárnyba bérlakásokat telepítettek.

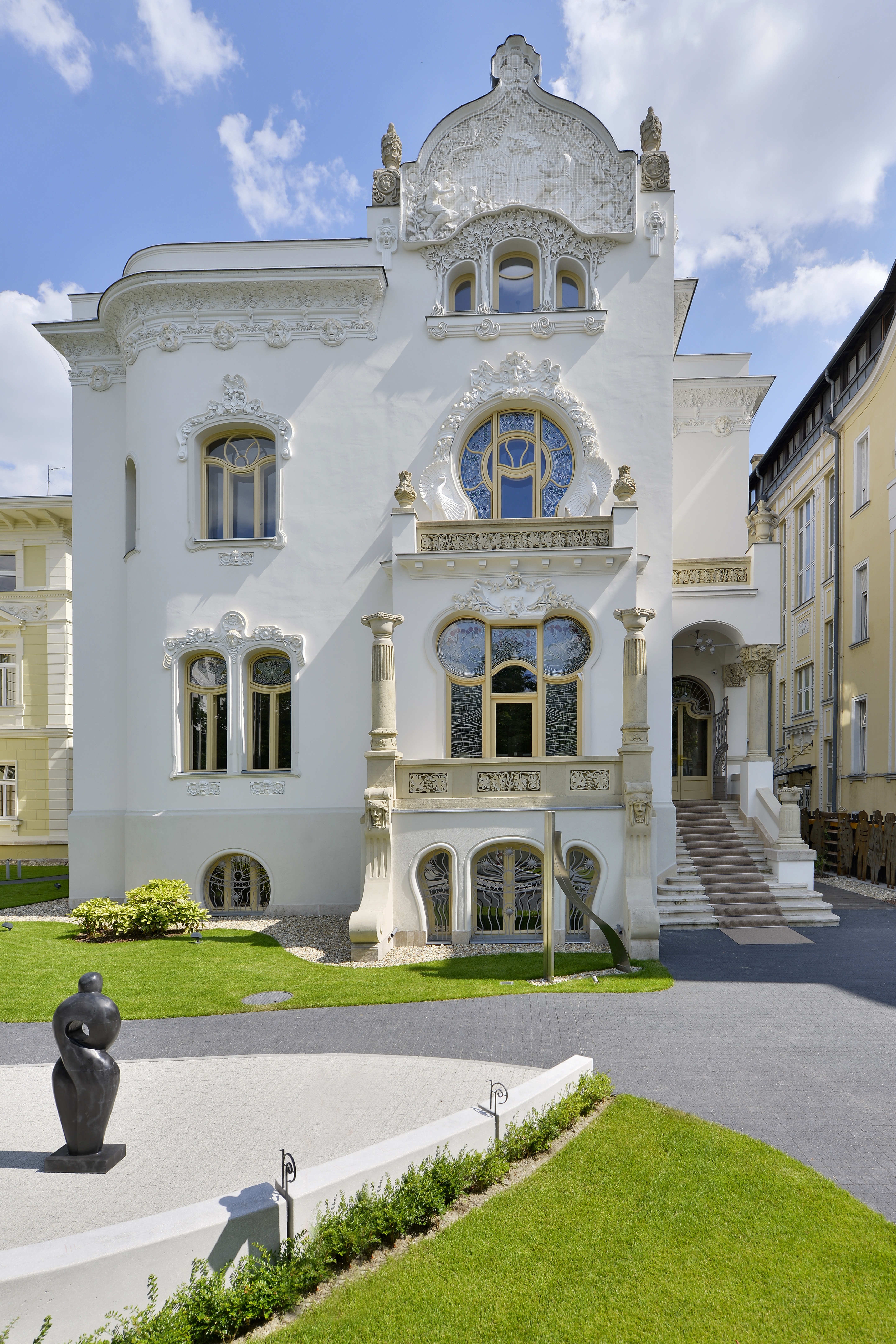
Kőrössy-villa (ma: ResoArt Villa)

A 19. század végére a Városliget közvetlen szomszédságában egy elegáns polgári negyed fejlődött, egyik kiemelkedő szecessziós villaépülete, a Kőrössy-villa (ma ResoArt Villa) Budapest VII. kerületében, ami a Városligeti fasor 47. szám alatt található. A villát Kőrössy Albert Kálmán 1899-ben tervezte saját családja számára, amibe 1900-ban költözött be a család. A szecesszió magyaros irányvonala elegyedik a francia art nouveau és a német Jugendstil stílusjegyeivel. A látványos ornamentika harmonikus kombinációja a hullámzó és a geometrikus mintáknak. Homlokzatát dús, realisztikus ornamentika díszíti, valamint megmozgatott falsíkok tagolják, amelyekben változatos ablakformákat figyelhetünk meg. A különleges alakú ablakokat pávák, oroszlán fejek és burjánzó növény indák szegélyezik, az oromfalon a festészet, a szobrászat és a műépítészet allegorikus figurái láthatók.

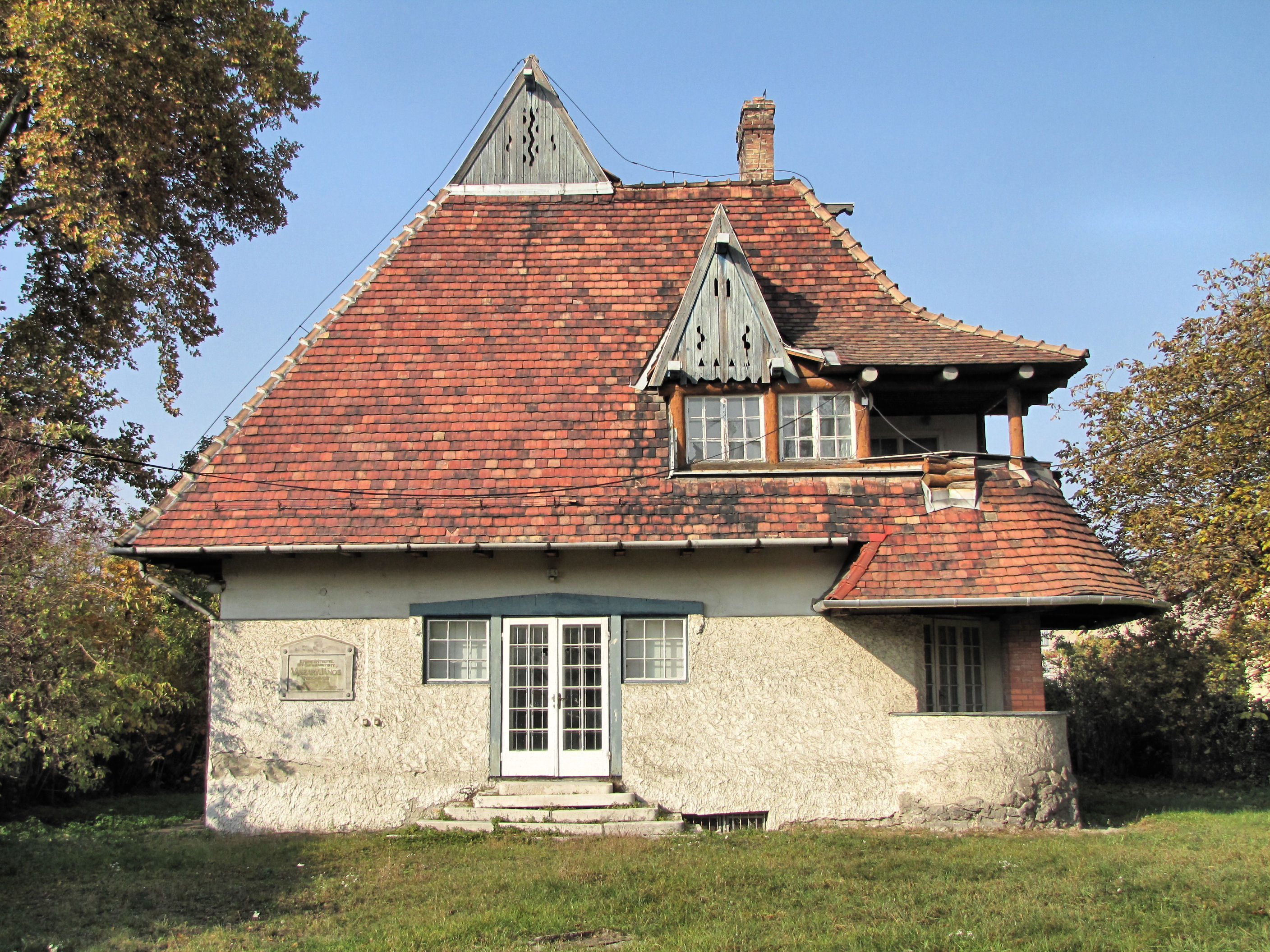
A Toroczkai Wigand Ede tervei szerint, Vaszary János számára épített tatai villa

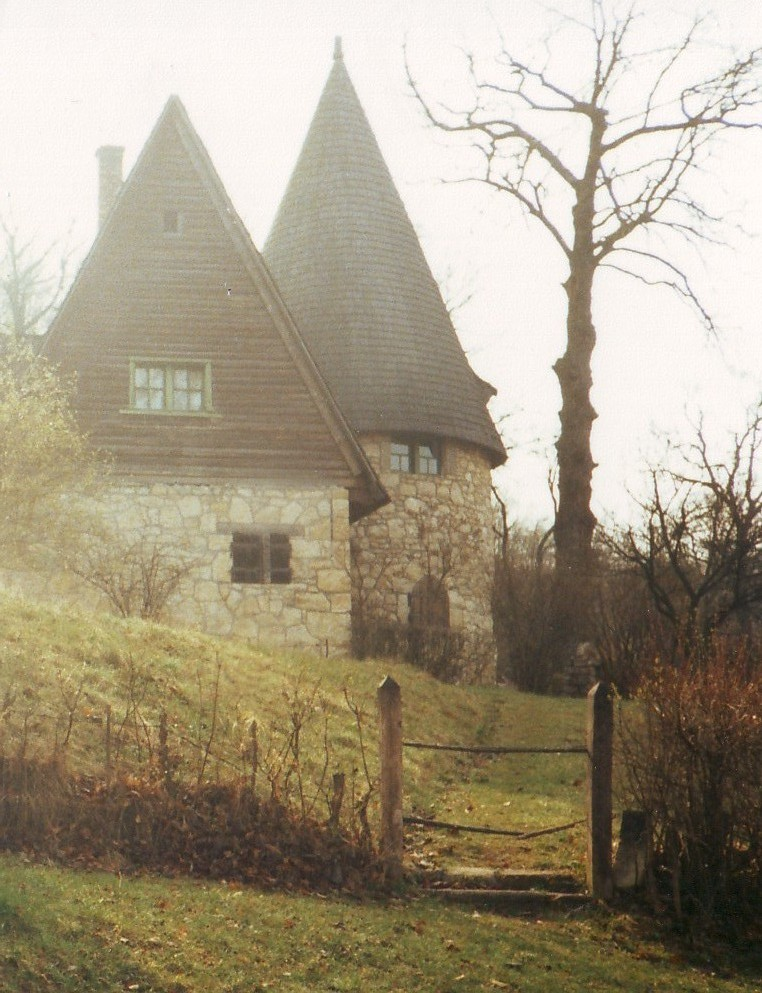
Kós Károly saját, sztánai lakóháza, a Varjúvár

A Fiatalok körébe tartozó építészek a reprezentativitásnál jellemzően többre tartották a népi építészetre utaló formajegyeket, lakóházaik pedig többnyire a brit Arts and Crafts movement hatását tükrözik. Fontos előkép a William Morris által tervezett, az 1860-as években emelt Red House, amelynek hatása érezhető például a Toroczkai Wigand Ede által Vaszary János számára tervezett tatai villánál, de akár Kós Károly saját, sztánai lakóházánál, a Varjúvárnál is.
Országosan egyedülálló szecessziós villaegyüttes található Budán, a Kissvábhegyen. Az eredetileg negyven épület mindegyikét Árkay Aladár tervezte az Országos Bírói és Ügyészi Egyesület megbízására, 1911–1913 között. Az egy-kétemeletes, különféle stílusokban tervezett, így változatos utcaképet adó villákba az egyesület tagjai költöztek be, de készült egy 80 személyes kollégium és egy 15 lakásos bérház is (utóbbiak a második világháborúban elpusztultak). Árkay saját lakóházát is a közelben építette fel ugyanekkor, az Alma utca 1. szám alatt.

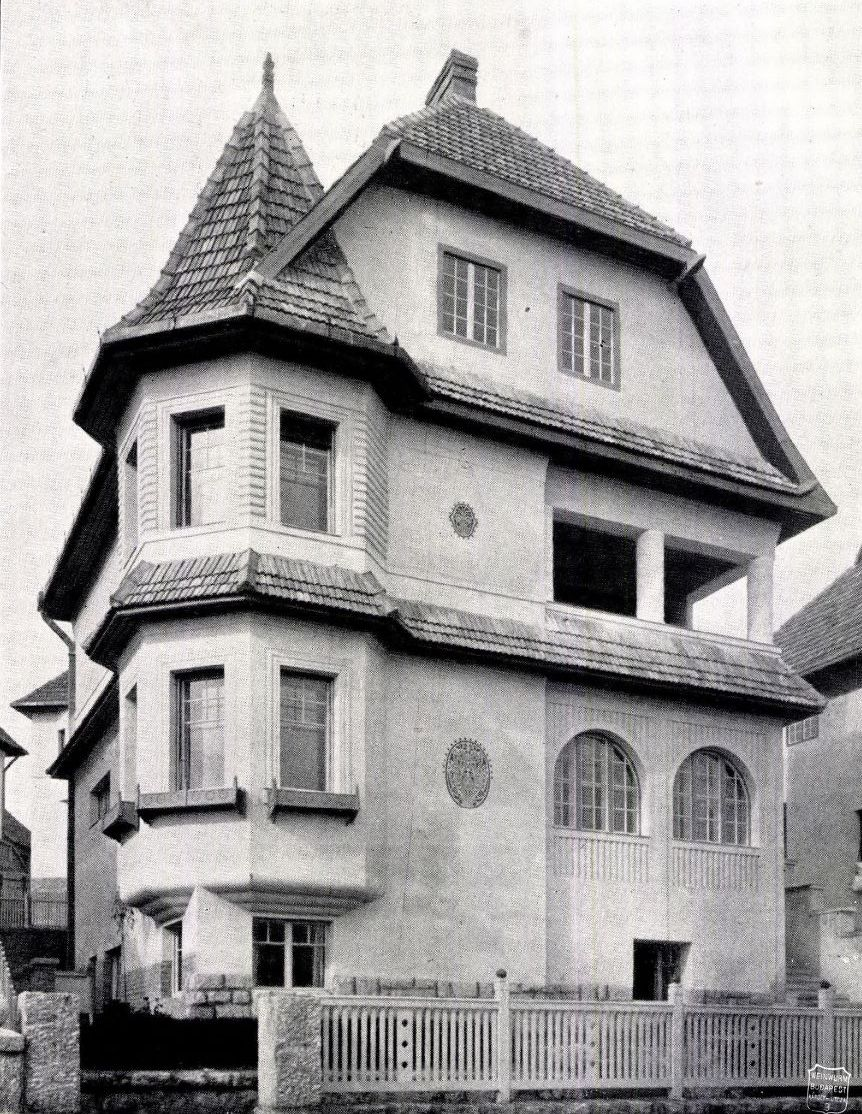
Dr. Berger Dezső villája (Árkay Aladár) Kissvábhegy Ráth György utca
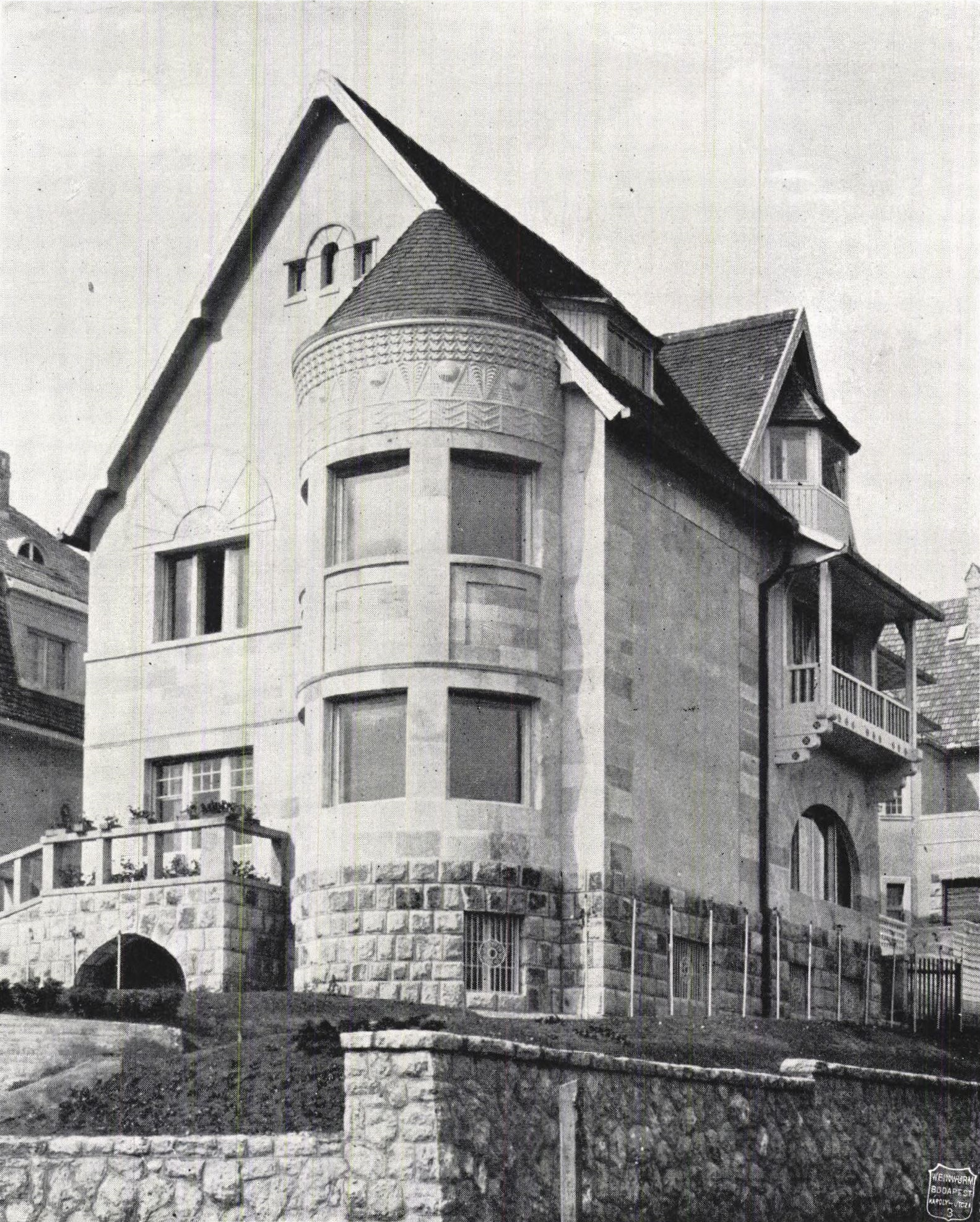
Ráth-Végh István-villa (Árkay Aladár) Kissvábhegy Ráth György utca

A szecessziós építészet változó megítélésére jó példa Árkay Aladár egy másik munkájának, az Andrássy út 129. alatt 1910-re elkészült Babocsay-villának a sorsa. Babocsay Hermann építési vállalkozó kétszintes háza a maga korában építészeti szenzációnak számított Budapesten. Lázár Béla így írt róla 1910-ben: „Aki aztán a műalkotást megillető érdeklődéssel közeledik az Andrássy út utolsó villájához, az Árkay Aladár tervezte Babocsay-villához, hirtelen egy sajátos hatás rabja lesz. Azonnal megérzi, hogy itt egy finoman, sőt magyarosan érző, eredeti képekben gondolkozó művész alkotásával került szembe. Halk, de derűs, élénk és kecses ritmusba fogott dallamok szállnak felénk. Megérezzük, hogy itt harmónia keletkezett, mert egy modernül gondolkodó építtető került össze egy a modern embert megértő építésszel, s e harmóniából szépségek fogantak.” A kerámiával gazdagon díszített, változatosan tagolt külsejű épületben a nyilvánosságnak szánt helyiségek a kétszintes hall köré kerültek, az emeleten pedig hét hálószoba kapott helyet. A Babocsay-villa az első világháborút követő évekre elvesztette az újdonság erejét, és számos szecessziós villához hasonlóan átépítették, leegyszerűsítve formavilágát. Ma Szerbia budapesti nagykövetségének ad helyet.

## Egyházi építészet

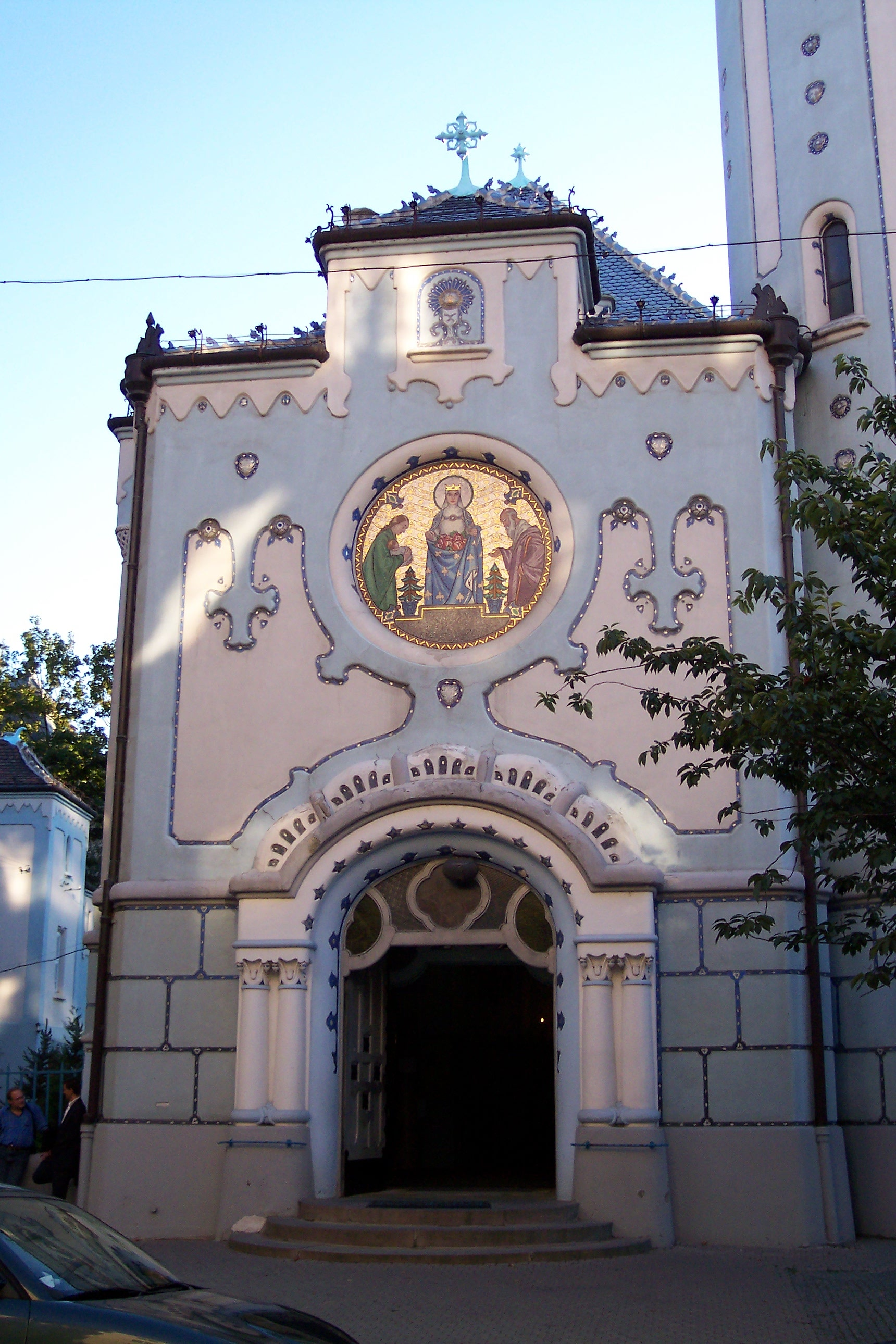
A Lechner Ödön tervezte pozsonyi Kék templom bejárata

A 19–20. század fordulóján folytatódott a korábbi tendencia, és az egyházak egyre kevesebb szerepet vállaltak építtetőként, illetve beruházói tevékenységük áttevődött a szakrális épületekről a közösségi, szolgáltató, egészségügyi funkciókra. A kor kiemelkedő templomépületei nem jellemezhetők egységes stílussal, inkább egy-egy építész (Lechner Ödön, Kós Károly, Medgyaszay István) életművébe illeszkednek szervesen. A templomépítészetben a szecesszió (olykor neostílusokkal vegyítve) tovább élt, mint más területeken; jó példa erre az elhúzódó építkezés miatt csak 1941-ben befejezett pápai református templom, Dudás Kálmán munkája. Magyarország szakrális építészetére igazán hosszan tartó hatást Kós Károly és a Fiatalok munkássága gyakorolt. A két világháború között az ő hatásukat mutatja Szeghalmy Bálint számos munkája, például az 1938-ban felszentelt miskolci Deszkatemplom, a 20. század második felében pedig a magyar organikus építészet alkotói folytatták hagyományaikat.

### A kor fontosabb templomépületei (az építés időrendjében)
- Szent László-templom, Budapest-Kőbánya, 1894–1899. – A számos stíluselemet ötvöző templom Lechner Ödön tervei alapján épült, az 1881-ben önállóvá vált kőbányai plébánia számára. A hatszögű középtornyot két kisebb fiatorony kíséri, a templom gótikus tömegarányait nem csak ez, de a hajó és a szentély tagolása is erősíti. A színes, vidám összhatású külsőt tégla és a Zsolnay-gyárban készült kerámia borítja. A berendezés Tandor Ottó munkája.[64]
- Havas Boldogasszony templom, Zebegény, 1908–1909. – A magyar szecessziós templomépítészet egyik legismertebb és legkiemelkedőbb példája. Kós Károly és Jánszky Béla tervei alapján épült, a Fiatalok csoportjának egyik első eredményeként. Az aszimmetrikus homlokzatú, tömegtagolásával és egyes részletmegoldásaival a román kori templomok misztikus hangulatát idéző épületben Körösfői-Kriesch Aladár és tanítványai készítették a belső falfestését, a berendezést Kós tervezte, a keresztelőmedence Györgyi Dénes munkája.[65] A főhomlokzat vakolatdíszítése az eredeti, de meg nem valósult tervek alapján 2010-re készült el.[66]
- Szent Erzsébet templom, Rárósmúlyad, 1909–1910. – A Medgyaszay István tervezte szerkezet az első, vasbeton technológiával emelt templom volt Magyarországon. A nyolcszög alaprajzú, merész kupolával fedett hajóhoz nyaktaggal kapcsolódik a különálló, az erdélyi népi építészetet idéző harangtorony (eredetileg a mainál magasabb sisakkal). A hajó sarkainál a főpárkány felett Sidló Ferenc angyalszobrai állnak, a bejárati rizalitot falfestmény emelte ki. Az épület néhány részlete Otto Wagner steinhofi templomát idézi. Ugyancsak Medgyaszay tervezte a püspökladányi katolikus templomot is.
- Árpád-házi Szent Erzsébet-templom (Kék templom), Pozsony, 1909–1913. – Apponyi Albert miniszter felkérésére Lechner Ödön egyik utolsó munkájaként épült ez a templom, amelyet Árpád-házi Szent Erzsébet mellett az 1899-ben meggyilkolt Erzsébet királyné emlékét is őrzi. A játékos tömegformálású épületet jórészt világoskék vakolat borítja, az építészre jellemző vakolatmezőkkel és kerámiabetétekkel tagolva. A templombelsőt a kék és a sárga uralja.
- Fasori református templom, Budapest, 1913. – A 20. századi templomépítészet meghatározó mestere, Árkay Aladár egyik legfontosabb alkotása német, skandináv és amerikai hatásokat ötvöz. Az aszimmetrikus homlokzat bizonyos jegyeiben a zebegényi templomra emlékeztet, a görögkereszt alaprajzú, centrális belső tér pedig Otto Wagner steinhofi épületére. A bejáratot kerámiadíszes, középkorias tömeg emeli ki. A belső díszítés ugyancsak Árkay munkája.[67]
- Kakasos templom, Kolozsvár, 1913–1914. – A Kós Károly tervezte templom homlokzata és alaprajza a román kori bazilikákat idézi, az erdélyi középkori és reneszánsz építészet néhány jellegzetes elemével, elsősorban a fiatornyos toronnyal bővítve. Az egyszerű, díszítés nélküli homlokzat jellegzetes barna vakolatához mélyzöld mázas kerámiatető párosul. A templomhajó kazettás mennyezetét festett népi motívumok díszítik. Közismert nevét a templom a torony csúcsát díszítő kakasról, a reformátusok egyik jelképéről kapta.[68]
- A lipótmezei Országos Tébolyda kápolnája, Budapest (épült: 1863, a kápolna kialakítása: 1913) – A Ludwig Zettl tervei alapján emelt elmegyógyintézet kápolnáját 1913-ban Nagy Sándor festette ki. Az új ablakok bibliai témájú ábrázolásai szintén az ő kartonjai alapján, Róth Miksa műhelyében készültek, és a magyarországi üvegfestészet egyik csúcspontjának számítanak.[69] Az 1970-es években előadóteremmé alakított kápolna freskóit levakolták, a kétezres években megkezdett helyreállítás pedig félbeszakadt.[70] Az épület jelenleg zárva, üresen áll.[71]

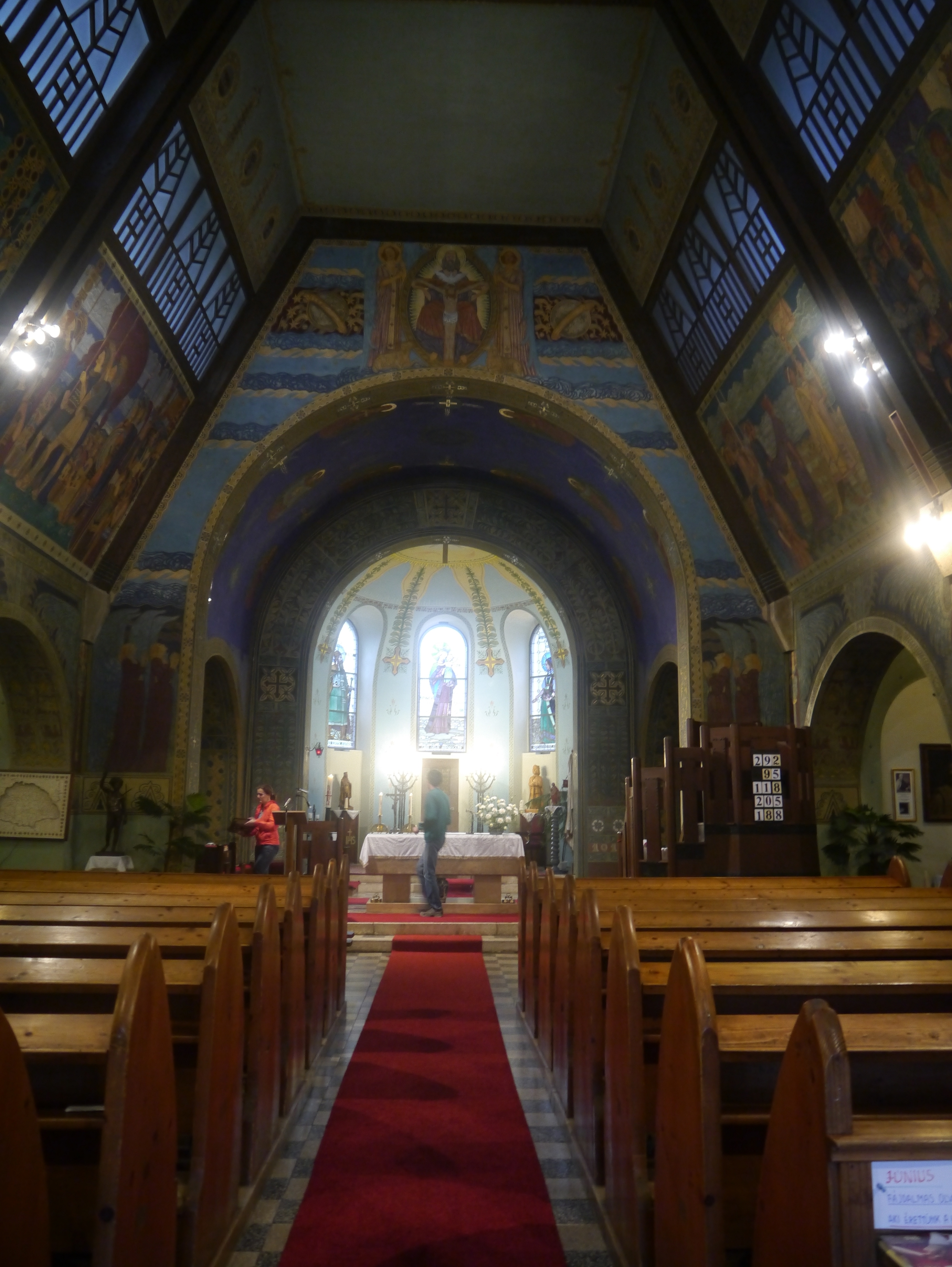
Kós Károly – Jánszky Béla: Katolikus templom, Zebegény (1908–1909)
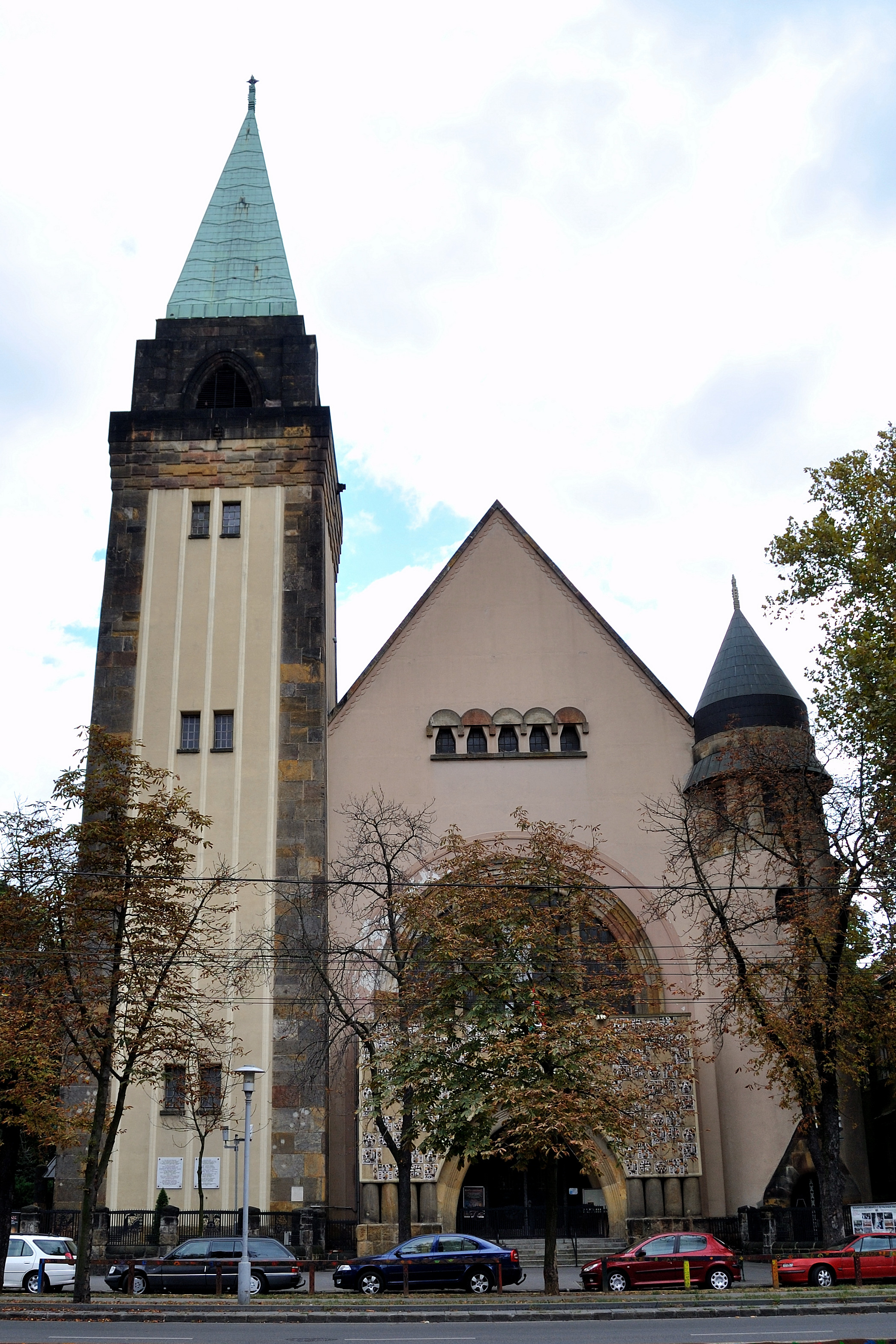
Árkay Aladár: Fasori református templom (1913)
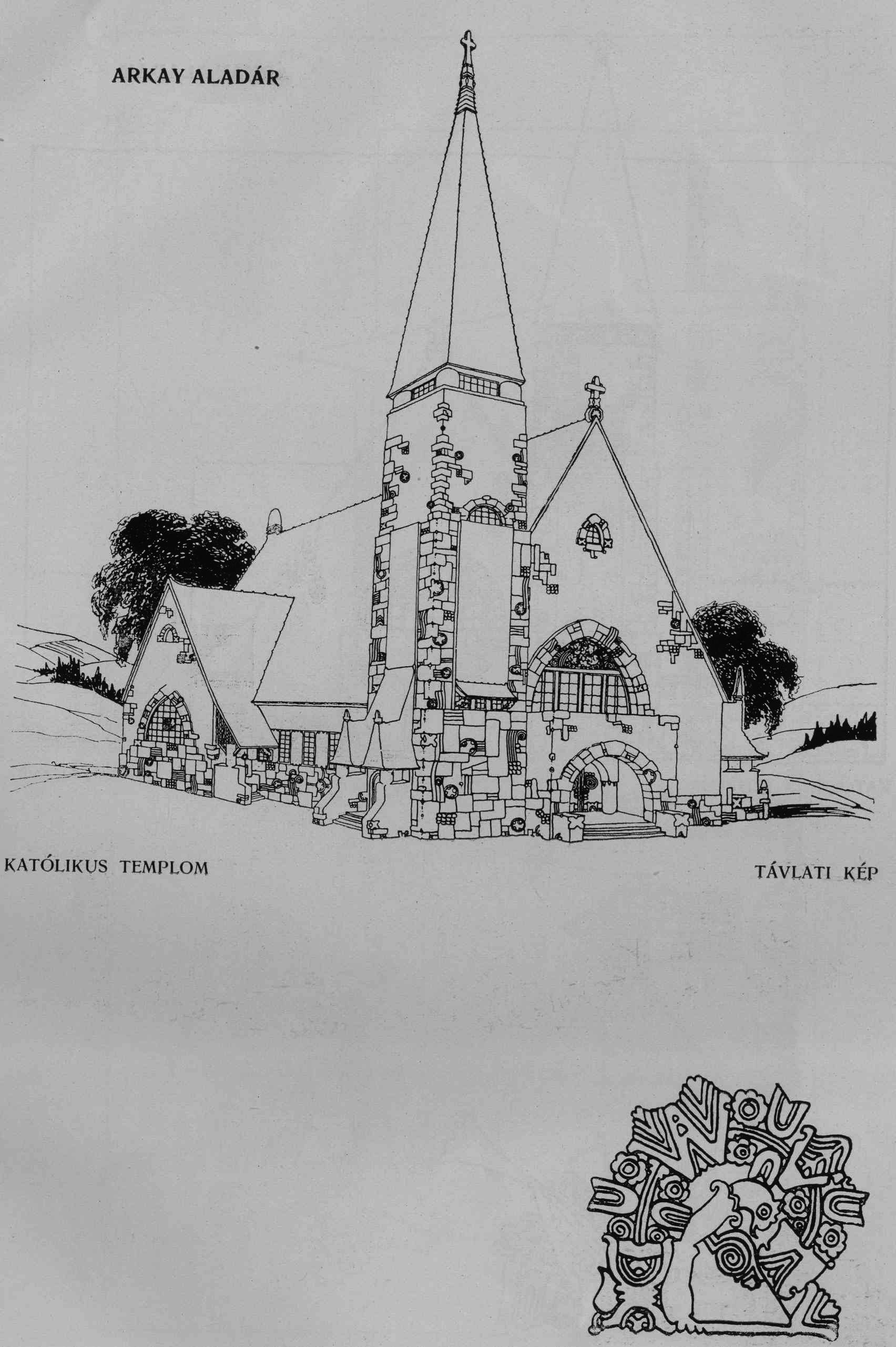
Árkay Aladár: Katolikus templom terve (1917)
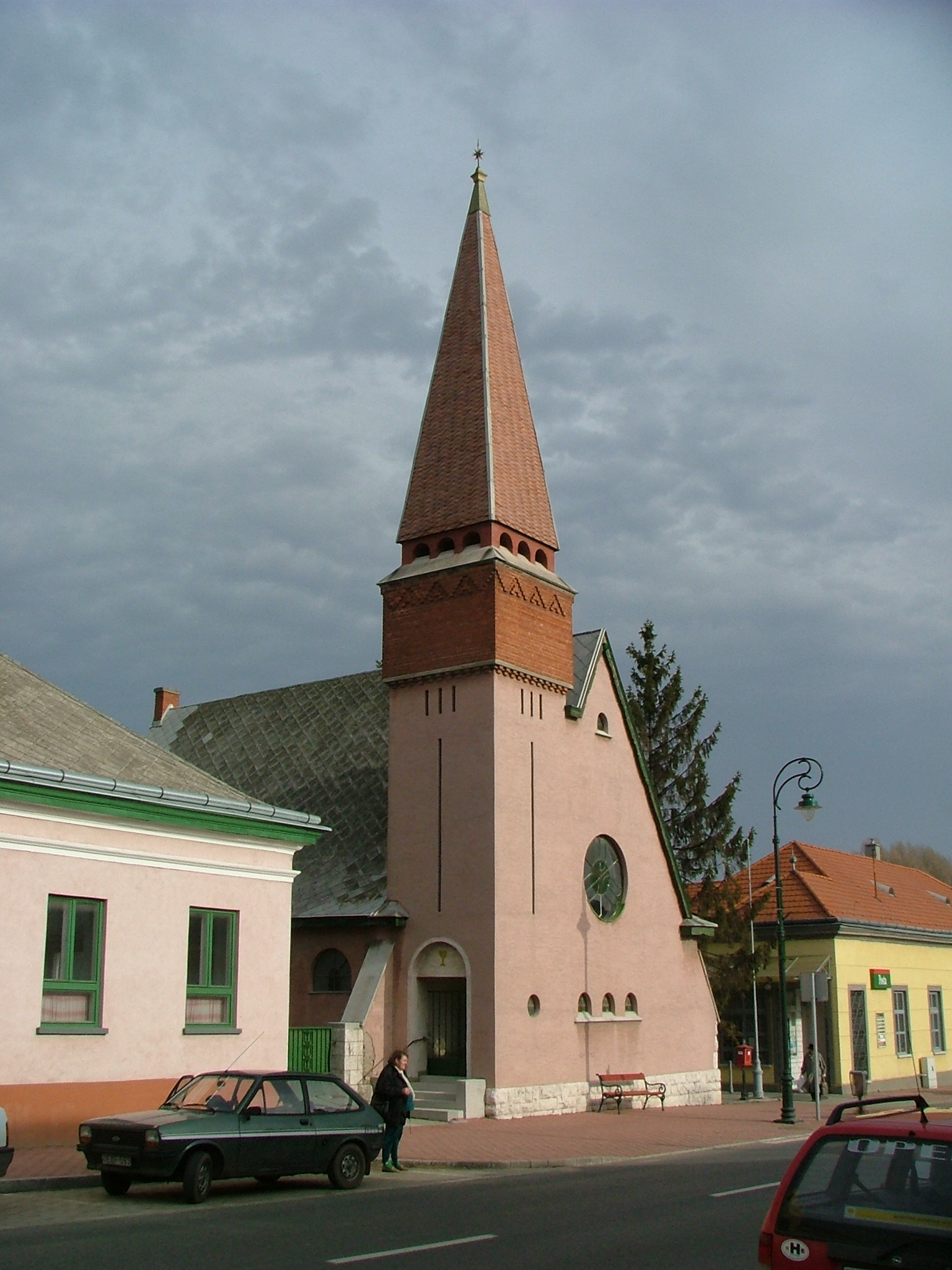
Szeghalmy Bálint: Református templom, Kisbér
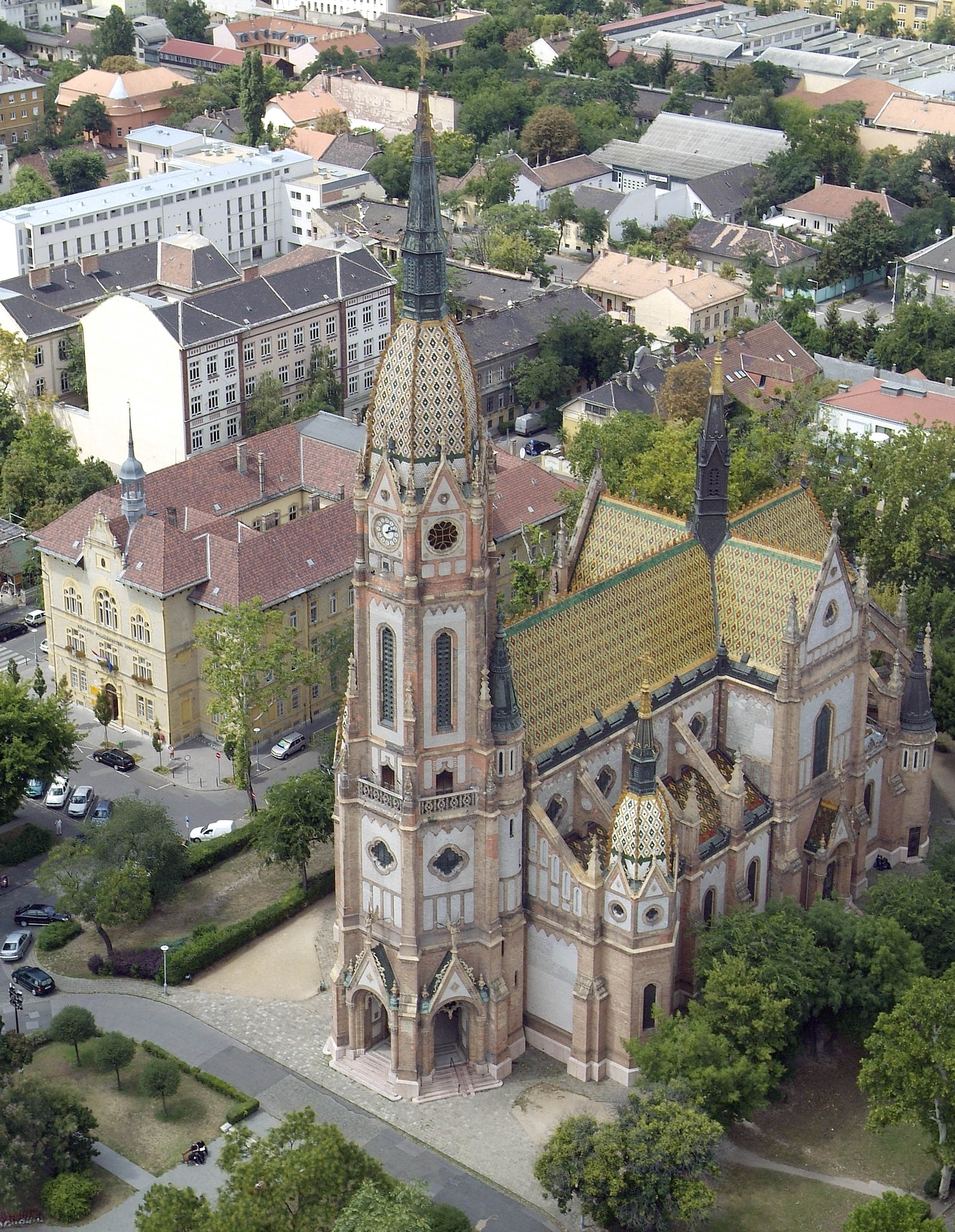
Lechner Ödön: Szent László-templom, Budapest-Kőbánya
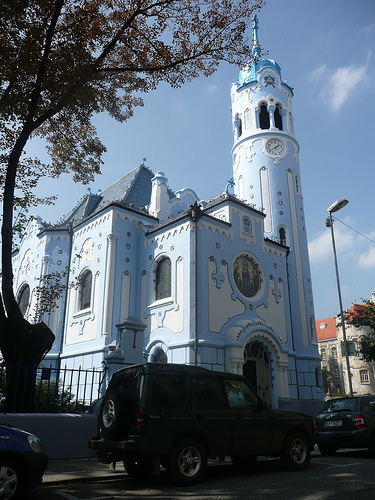
Lechner Ödön pozsonyi Kék temploma
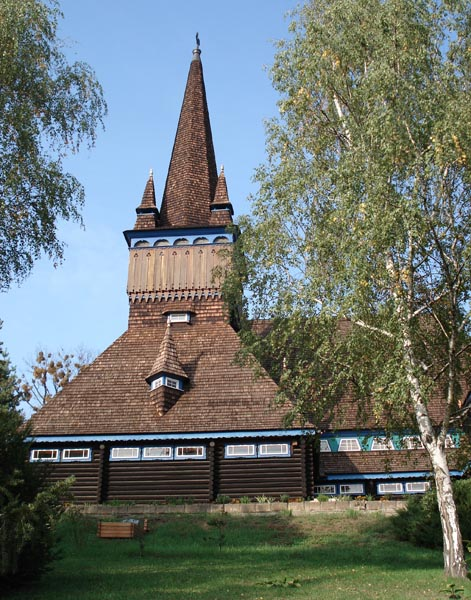
Szeghalmy Bálint: Deszkatemplom

## Zsinagógák
A századforduló zsinagógaépítészete a korábban egységesen jellemző, orientalizáló-historizáló irányból többfelé indult el, új utakat keresve. Az épületek alapvetően centrális, kupolás felépítése nem változott, bár erre is van példa: a Löffler testvérek budapesti, Kazinczy utcai ortodox zsinagógája (1912–1923), amely Lajta Béla és a kor bécsi építészetének hatását mutatja. A pártázatos homlokzatot természetes és műkő, tégla és kerámia használatával alakították ki, az összhatás mégis puritán és emelkedett.
A századforduló zsinagógaépítészetének nagymestere, Baumhorn Lipót kései munkáin nyilvánvalóan érződik a szecesszió és Lechner Ödön hatása. Ide sorolhatóak a párhuzamosan épült újvidéki és a Budapest–Aréna úti (ma Dózsa György út) zsinagógák, illetve a már az 1910-es években elkészült nyitrai, egri, liptószentmiklósi és nyíregyházi imaházak. Az 1920-as években emelt Budapest–Páva utcai és gyöngyösi zsinagógái a már kissé nehézkessé vált késő szecesszió példái. Baumhorn hatását sok kevésbé ismert építész munkáin lehet felfedezni; jó példa erre a változatosan, gazdagon formált tömegű, diadalívszerű bejárattal ellátott hódmezővásárhelyi zsinagóga, Müller Miksa munkája (1906–1908).
A Lechner Ödön legtehetségesebb tanítványai közé sorolható Komor Marcell–Jakab Dezső páros a legfontosabb munkáik közé sorolható szabadkai zsinagógán is a mester formanyelvét fejlesztették tovább. A földszinten 850, a karzaton 550 ülőhelyes épület kupolája 40 méter magasra nyúlik. A belső dekoráción eredetileg hangsúlyosan jelentek meg a népművészeti motívumok (a berendezés jelentős része elpusztult).
Meglepő és kivételesnek nevezhető épület a kunszentmártoni zsinagóga, Dobovszky József István 1911–12-ben emelt műve. A századfordulós előképekkel szakító, kéttornyos épületet a vakolatba süllyesztett minták díszítik, amelyek elsősorban a Fiatalok építészetére jellemzőek.

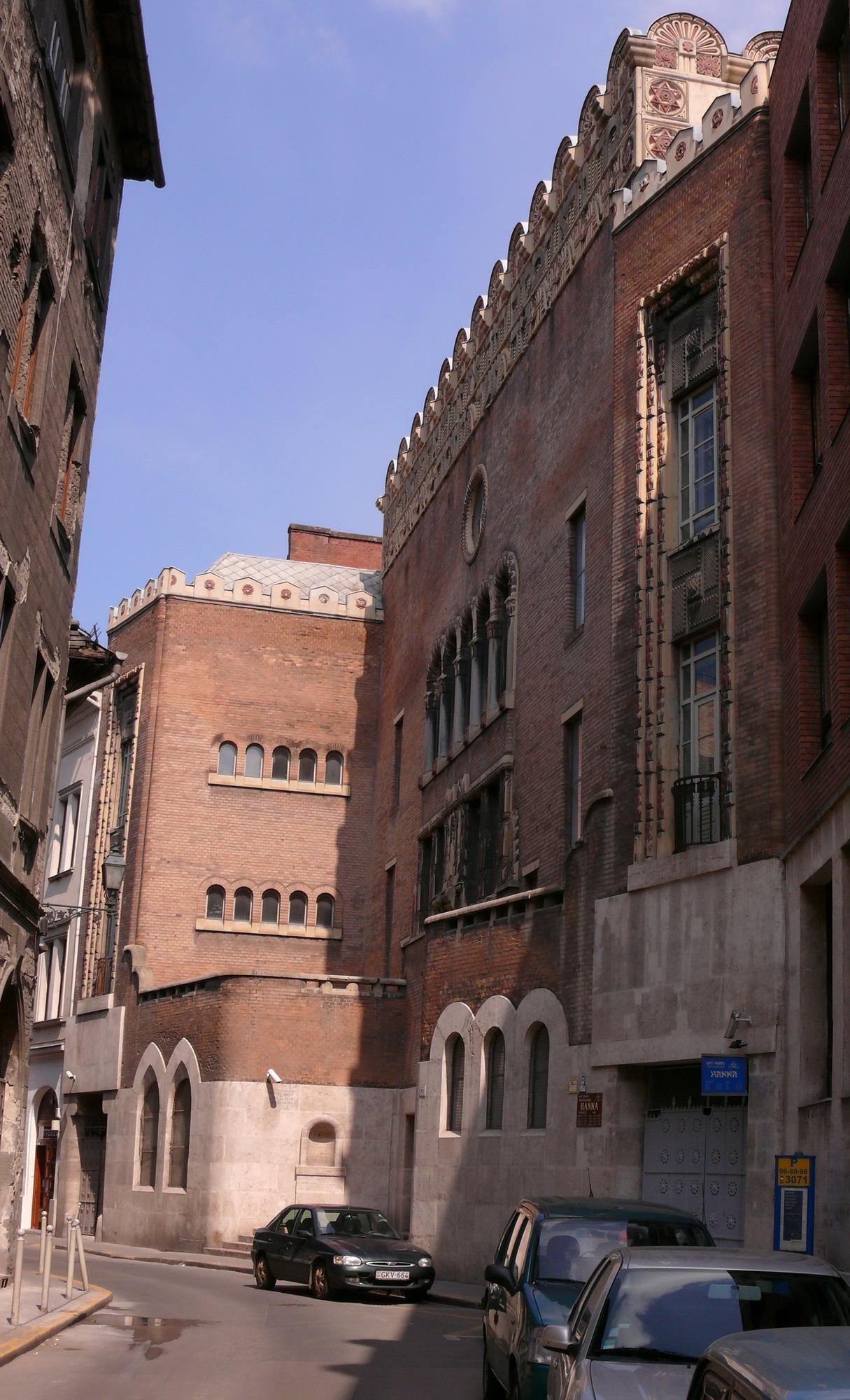
A Kazinczy utcai zsinagóga Budapesten
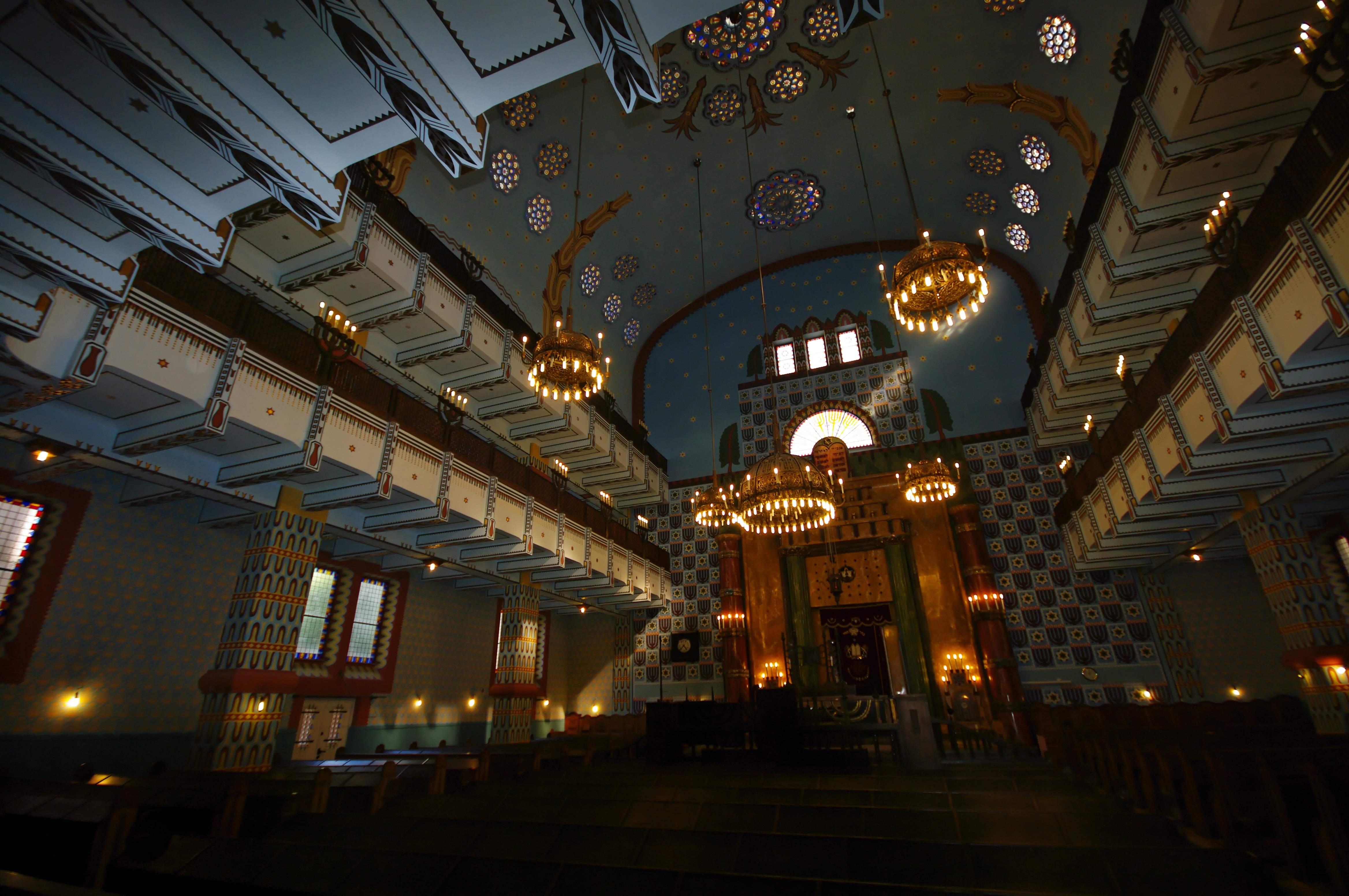
A Löffler testvérek tervezte Kazinczy utcai zsinagóga belső tere
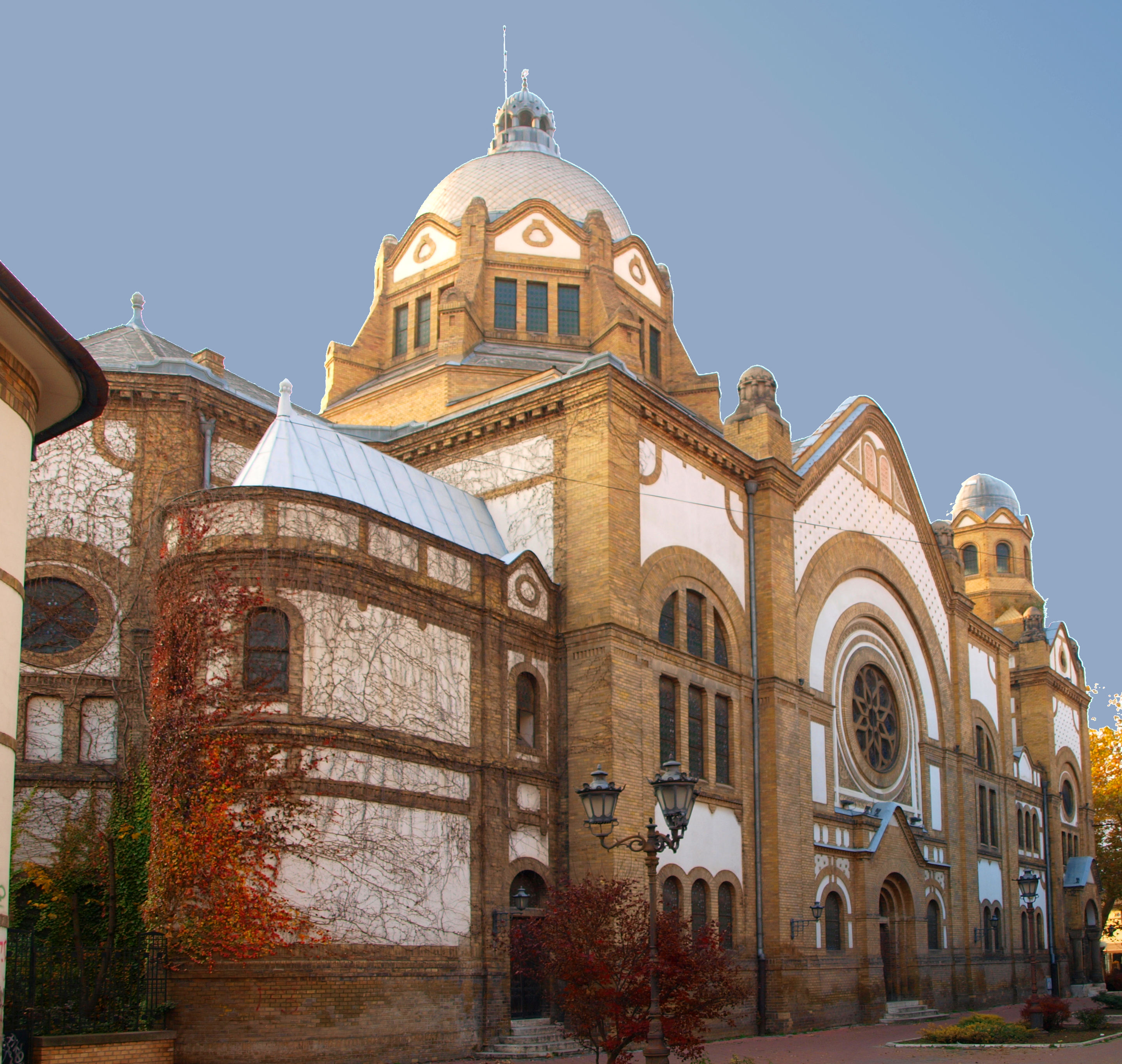
Baumhorn Lipót újvidéki zsinagógája
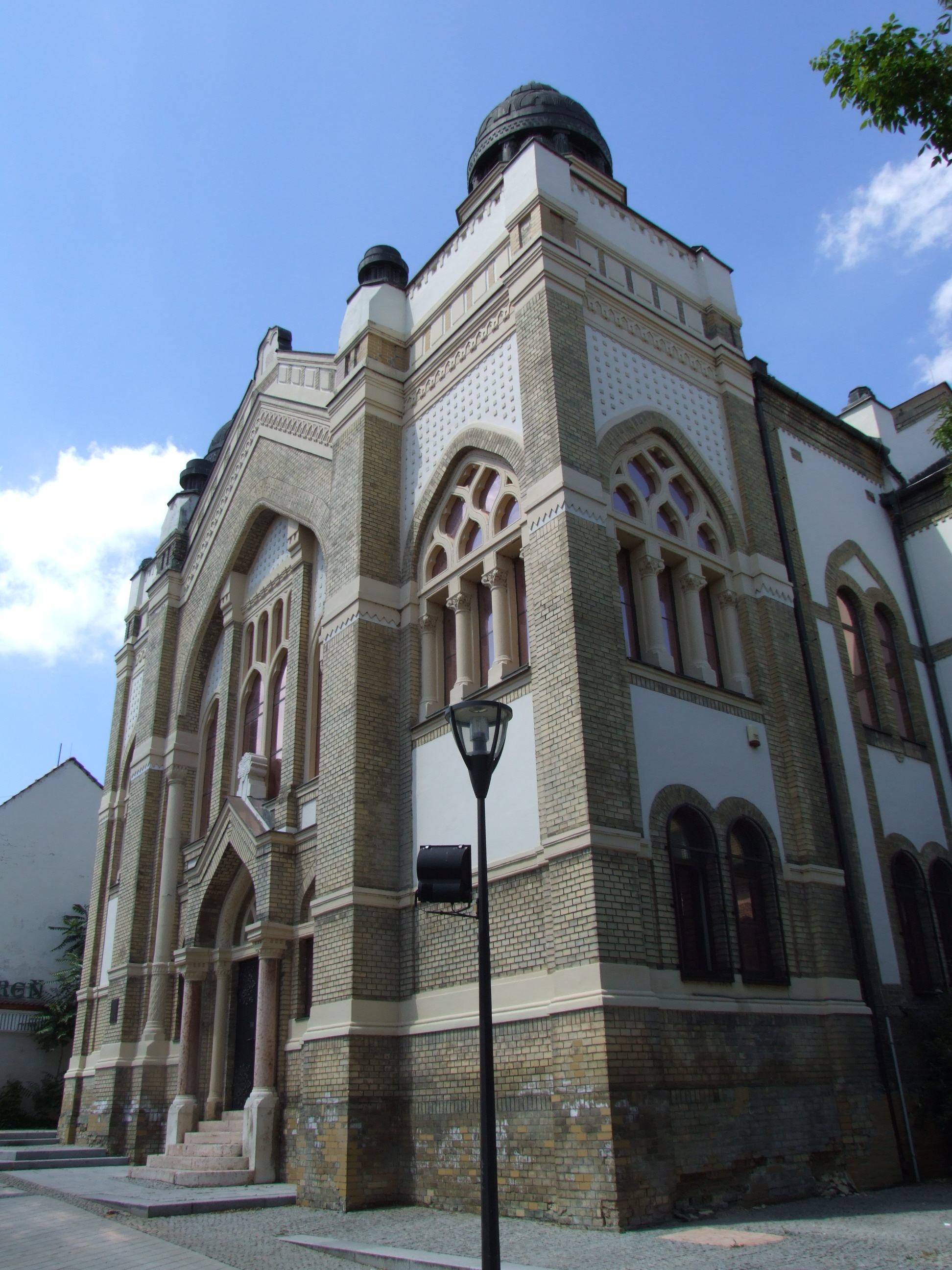
A Baumhorn tervezte nyitrai zsinagóga
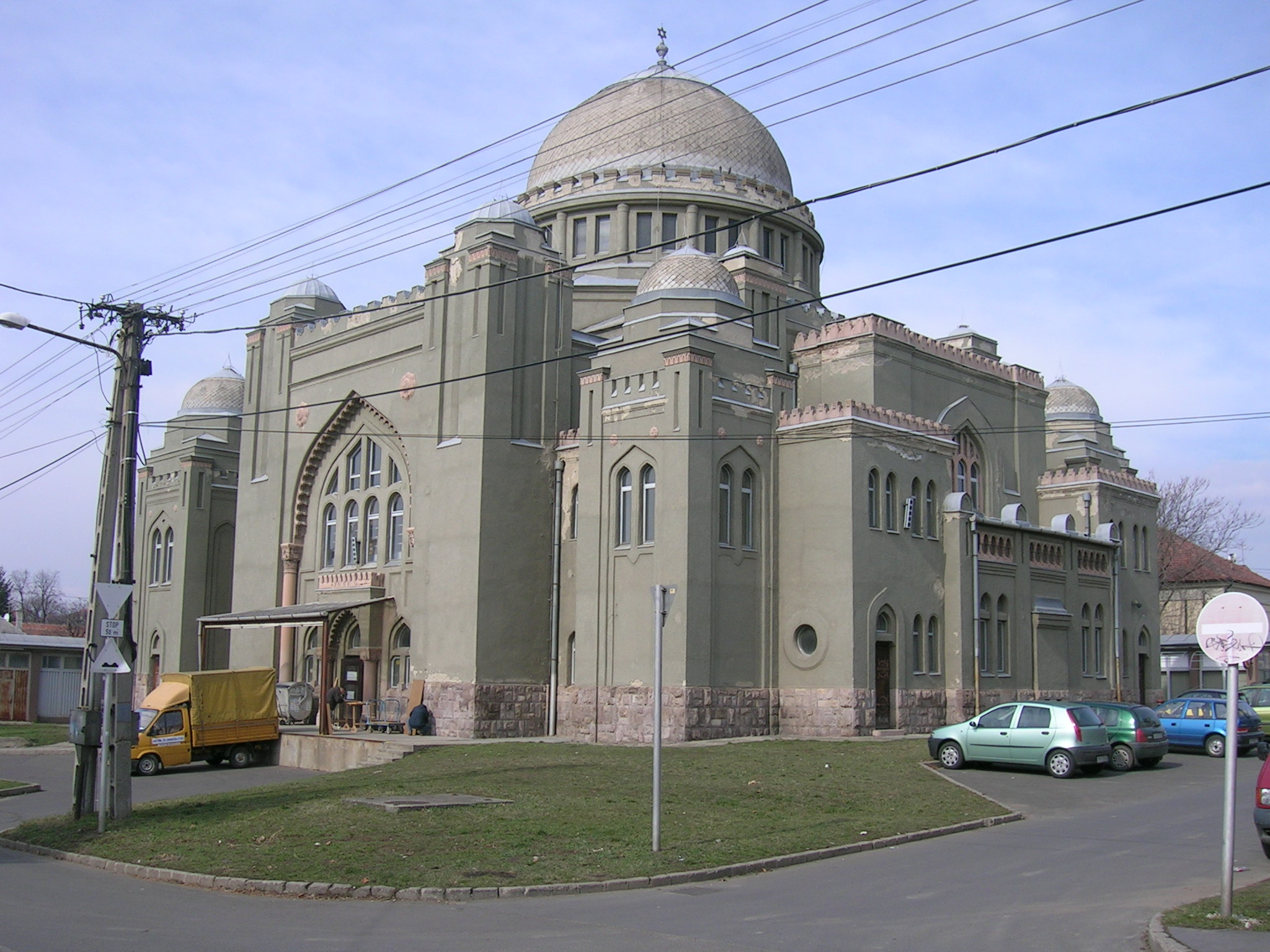
A ma használaton kívül álló gyöngyösi zsinagóga is Baumhorn munkája
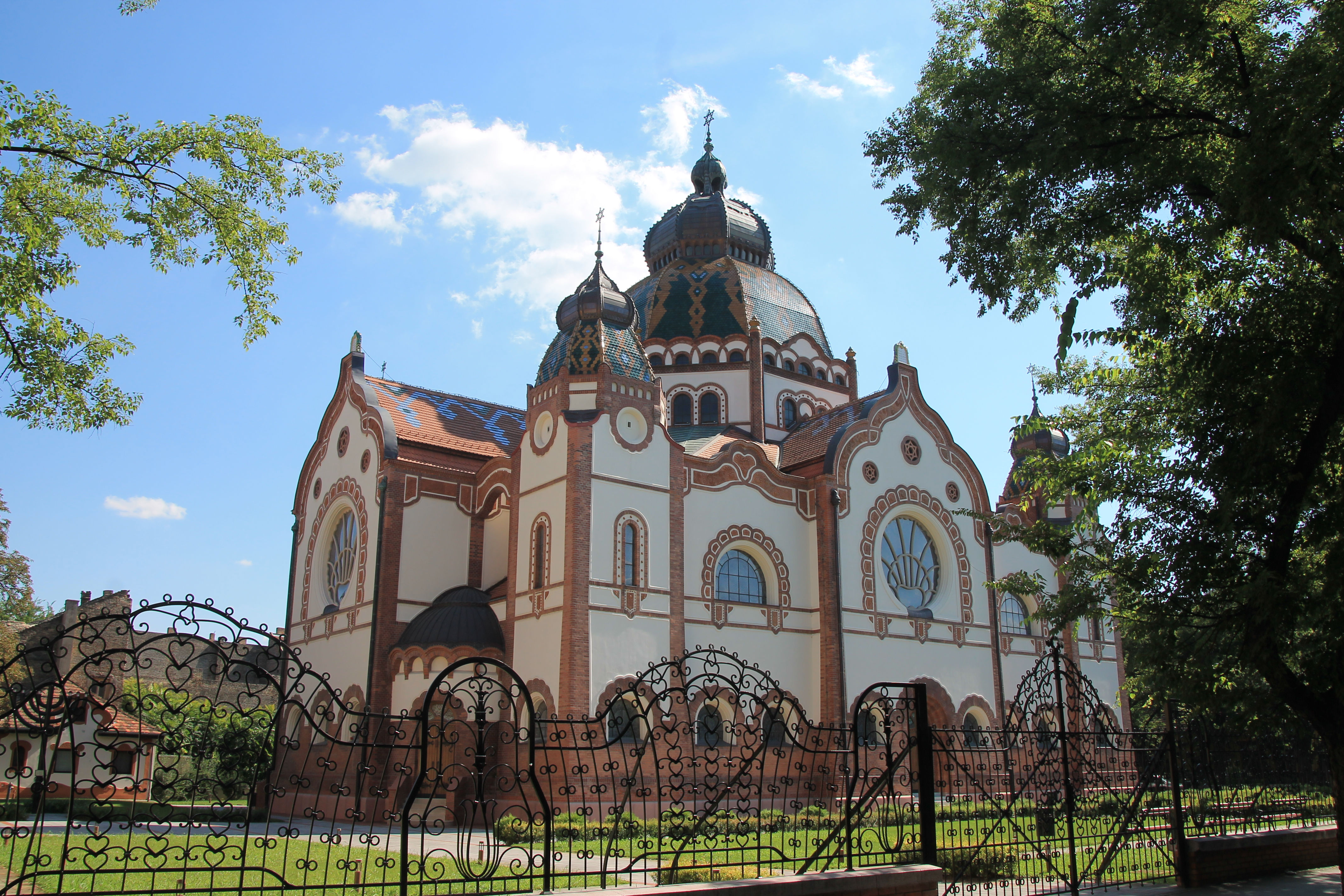
A Komor–Jakab tervei alapján emelt szabadkai zsinagóga
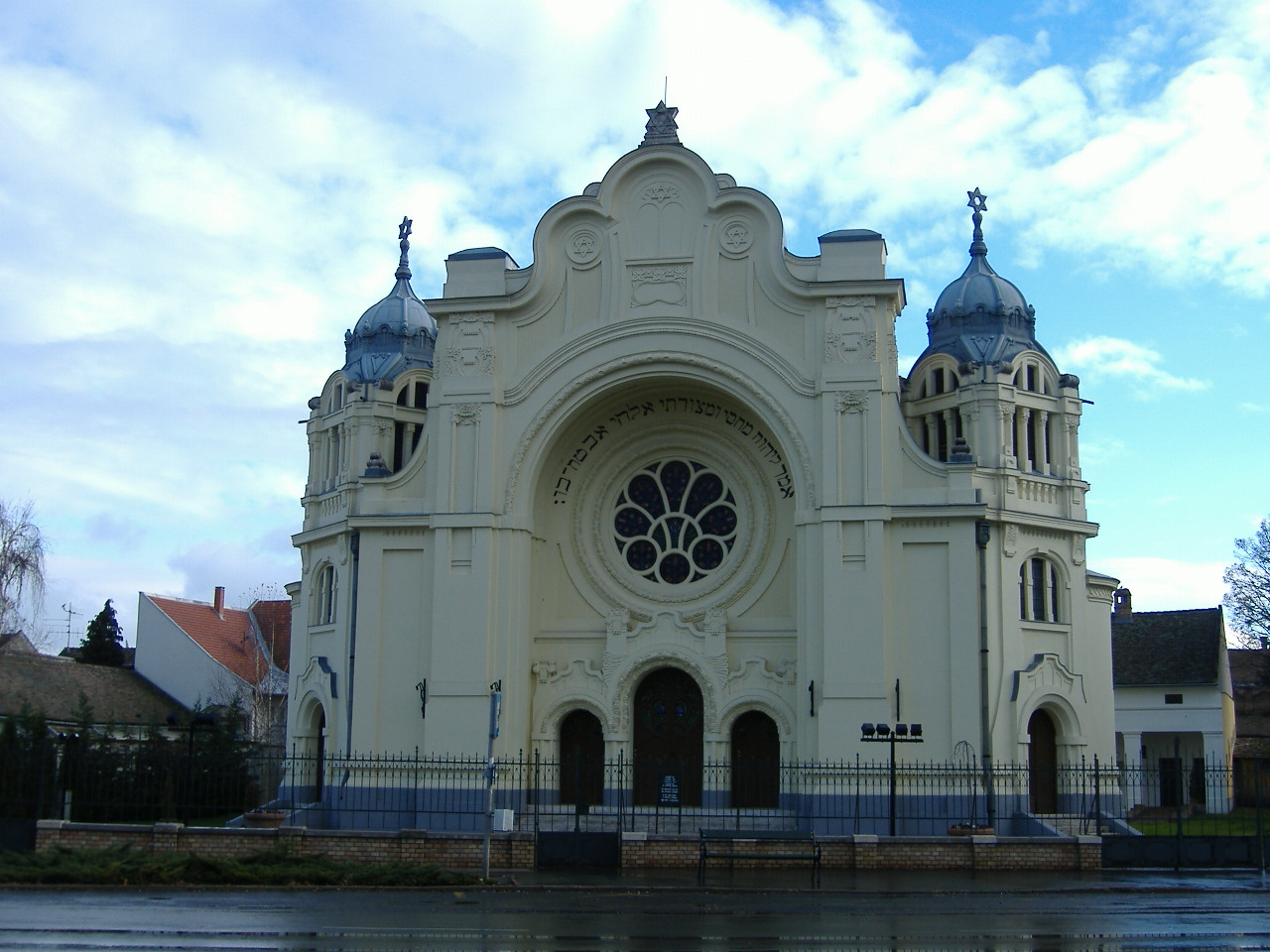
A hódmezővásárhelyi zsinagóga

## Sírépítmények

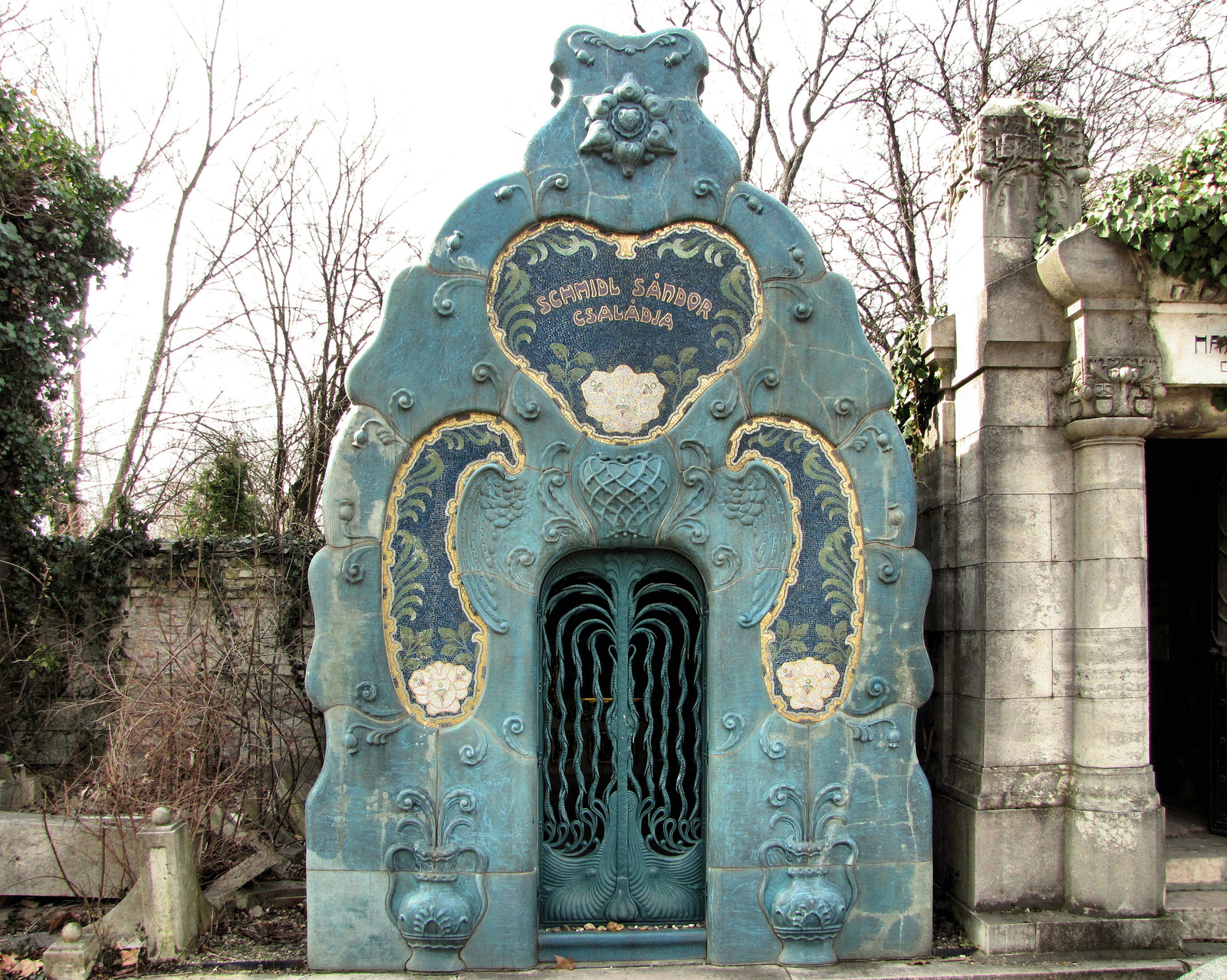
A Lajta Béla tervezte Schmidl-síremlék a Kozma utcai izraelita temetőben

A századfordulós síremlékművészet igen gazdag és változatos részét alkotja a kor építészetének. Gerenday Antal és fia, Gerenday Béla Budapesten működő, a síremlékek piacát meghatározó cége mellett számos építész és szobrász maga is tervezett síremlékeket. Lajta Béla több tucatszor tervezett a budapesti zsidó temetőkbe, megbízásai személyes és családi síremlékektől az épület léptékig terjednek; a Salgótarjáni úti temetőben a ravatalozó és a kapuépítmény is az ő munkája. Léptékben és minőségben hasonló a Fiumei úti sírkertben emelt árkádsor, Gerle Lajos és Hegedűs Ármin műve (1904–1908), amelyet Róth Miksa, Körösfői Kriesch Aladár, Dudits Andor, Stein János és Vajda Zsigmond mozaikjai díszítenek.
Jelentős síremlékek a korból:
- Zsolnay-mauzóleum, Pécs (Sikorszky Tádé–Zsolnay Miklós, 1901–1913, historizáló stílusú, szecessziós belső díszítéssel
- Schmidl-síremlék, Budapest, Kozma utcai izraelita temető (Lajta Béla, esetleg Lechner Ödön közreműködésével, 1904)[78]
- Gries-sírbolt, Budapest, Kozma utcai zsidó temető (Lajta Béla, 1906–1907).[79]
- Malosik-mauzóleum, Budapest, Fiumei úti sírkert (Wachtel Elemér, 1908).[80]
- Törley-mauzóleum, Budapest-Budafok (Ray Rezső Vilmos, 1909)
- Ernuszt-kripta, Szombathely (Rauscher Miksa, 1910 körül).[81]
- Schossberger-mauzóleum, Aszód (Baumhorn Lipót, 1913)[82]
- Balatoni Farkas-kripta, Kecskemét, Szentháromság temető (Márkus Géza)[83]

## Ideiglenes épületek, pavilonok
A korra igen jellemző országos és nemzetközi kiállításokon az építészeknek vezető szerep jutott, és nemegyszer előfordult, hogy az itt készült, ideiglenes építmények komoly, a határokon túlívelő sajtóvisszhangban részesültek. A magyar szecessziós építészet egyik első nemzetközi sikere Maróti Géza és Fischer József 1906-os, a milánói nemzetközi kiállításra emelt pavilonja, amely (a benne kiállított képző- s iparművészeti tárgyakkal) annak dacára hozott el számos díjat, hogy egy nappal a zsűrizés előtt leégett. Gyors újjáépítése ugyancsak elismerést váltott ki.
Az 1906-os Milánói Nemzetközi Kiállítás magyar pavilonjának sikere nyomán Maróti Gézát kérték fel, hogy tervezze meg az állandó magyar pavilont a Velencei Nemzetközi Képzőművészeti Kiállításra (Velencei Biennálé). Az 1909-ben elkészült épület főhomlokzatát bélletes kapu uralja, színes Zsolnay-kerámiával díszítve, amely felett ötosztatú üvegablak látható. A hun-magyar mitológiai témájú dekoráció elkészítésében Nagy Sándornak és Körösfői-Kriesch Aladárnak jutott főszerep, a belső dombormű-díszeit Telcs Ede készítette.
Az 1910-es Torinói Világkiállítás magyar pavilonjának pályázatán Györgyi Dénes alkalmilag társult Tőry Emil és Pogány Móric irodájával, és nyertek. A nagyméretű magyar pavilon a címer hármas halmát, a kiemelkedő, piramidális középső tető egyben Attila sátrát is idézte. A bejárat feletti rézfedésű félkupola ősi harci sisakok formájára emlékeztetett. A dekorációban többek között Róth Miksa, a Zsolnay-gyár és Maróti Géza is közreműködött. A pavilont, amely komoly sikert aratott a nemzetközi sajtóban is, a kiállítást követően elbontották.

## Mérnöki konstrukciók

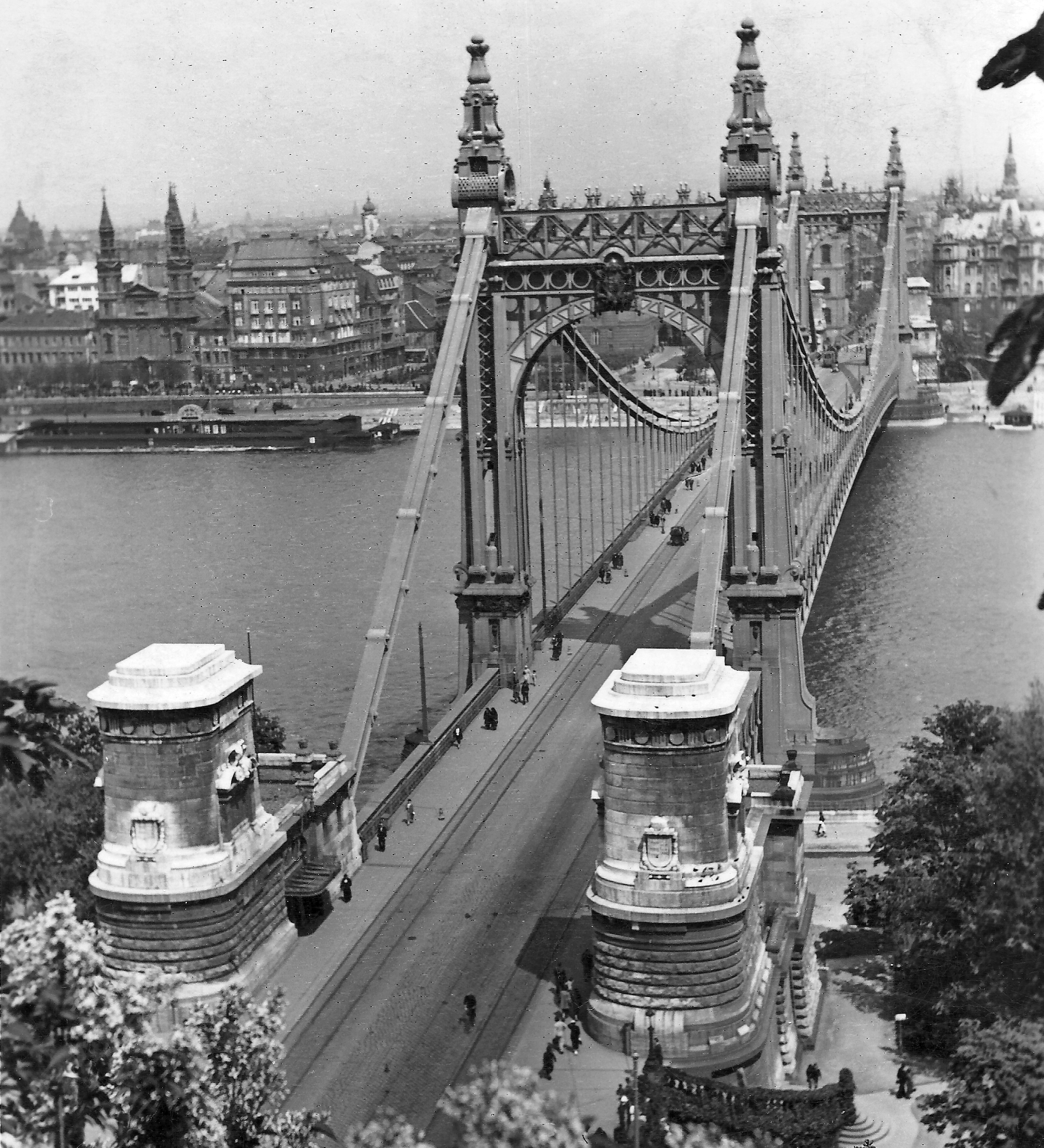
Nagy Virgil tervei szerint épült, 1903-ban átadott Erzsébet híd 1935-ben

A mérnöki szerkezeteknél elsősorban a dekorációban jelenhettek meg szecessziós formajegyek; ez is inkább a kiemelt városképi szerepet betöltő alkotásokra jellemző.
A kor építészetét valósággal forradalmasító találmány volt a vasbeton. Első számú magyarországi elterjesztője Zielinski Szilárd, akinek tapasztalatát többek között a Zeneakadémia és a margitszigeti víztorony tervezésénél vették igénybe.
A magyar vasbetonépítés korai úttörői közé számít Medgyaszay István és Mihailich Győző is. Medgyaszay veszprémi színházának vasbetonból alakított előregyártott konzolelemei és műkőfinomságú ablakelemei bemutatásával ismertette Bécsben az új építőanyag esztétikai formálhatóságát. A tervei szerint épített, szecessziós részletformákkal kiképzett Liget úti Béga-híd Temesváron elkészültekor, 1909-ben a világ legnagyobb nyílású vasbeton gerendahídja volt (építészeti kiképzését Kőrössy Albert Kálmán tervezte).
Szecessziós részletformákkal gazdagon ellátott hídjaink közé sorolható az 1903-ban befejezett budapesti Erzsébet híd (építésztervező: Nagy Virgil), amely a maga korában ugyancsak rekordernek, a világ legnagyobb egynyílású lánchídjának számított.

## A magyar szecesszió továbbélése az első világháború utáni építészetben
A szecesszió egyes vonásai a magyaros formatörekvésekkel keveredtek (aszimmetrikus épületkompozíció, sajátos ornamentika, polikrómia, romantikus térhatás), amelyek olyan erős elemeknek bizonyultak, hogy az előretörő neobarokk eklektika még a húszas években sem tudta egészen kiszorítani, habár ez idő tájt a szecessziót már elvetették, sikertelen divatnak, sőt, sokszor nevetséges kísérletnek minősítették. A századforduló nagy építészeti stíluskísérletét a magyar népi építészet ismert formajegyeivel való keveredése miatt tekintjük magyaros szecessziónak, s ezt az irányzatot különféle rendeltetésű és nagyságrendű épületeknél is megtaláljuk. Gyakran keveredik újbarokk elemekkel vagy éppenséggel neobiedermeier vonásokkal is.
Sebestyén Artúr Lechner-követő volt, Hegedűs Ármin – Böhm Henrik tervezőtársaként – a bécsi hangvételű szecessziós stílus művelője (pöstyénfürdői és más épületek). A lechneri örökség zászlóvivője maradt a húszas években a mester unokaöccse, Lechner Jenő. Életművének jellemző alkotásaiban a magyaros szecessziót a szepességi reneszánszot idéző, historizáló motívumok kísérik. Érdekesképpen a pártázatos reneszánszot tekintette mintaképének Sándy Gyula is, holott alkotásai a szecessziótól egyébként távol esnek. A századforduló magyar építészetének egyik vezéregyénisége, Medgyaszay István most sem tért le saját elképzelései megvalósításának útjáról, alig tett engedményt a neobarokknak, és tovább folytatta a vasbeton szerkezetek hangsúlyos megjelenítésére irányuló kísérleteit, egészen a negyvenes évekig. Sok vonatkozásban a magyaros szecesszió népi építészetet követő irányzatához sorolható Kertész K. Róbert és Sváb Gyula nagyszabású falusi és tanyai iskolaépítő tevékenységének legtöbb alkotása is.
Lechner Ödön életművének példája mellett talán még hatásosabbnak bizonyult az a mintakép, amelyet Komor Marcell és Jakab Dezső szolgáltattak marosvásárhelyi, nagyváradi és szabadkai épületeikkel, Vas József és Morbitzer Nándor a kiskunfélegyházi városházával. Bizonyára ennek hatása mutatkozik meg több alföldi városunk központjában. Ezt idézi Csongrádon, a Kossuth Lajos tér 1. szám alatti, Ybl Lajos tervezte Batsányi Gimnázium is.
- Lásd még: Magyar építészet a 20. század első felében – A magyar szecesszió továbbélése c. fejezetben.

### Általános, összefoglaló művek
- Bede Béla: Magyar szecessziós építészet 225 kiemelt épülettel, Corvina Kiadó, Budapest, 2012, ISBN 978-963-136-055-4
- (szerk.) Rozsnyai József: Építőművészek Ybl és Lechner korában, Terc Kereskedelmi és Szolgáltató Kft. Szakkönyvkiadó Üzletága, Budapest, 2015, ISBN 978-615-5445-12-5
- (szerk.) Rozsnyai József: Építőművészek a historizmustól a modernizmusig, Terc Kereskedelmi és Szolgáltató Kft. Szakkönyvkiadó Üzletága, Budapest, 2018, ISBN 978-615-5445-52-1
- Ludmann Mihály: A magyar építészet mesterei (I.), L'Harmattan Kiadó, Budapest, 2014, ISBN 978-963-236-845-0 (Kossuth Klub-sorozat)
- Ludmann Mihály: A magyar építészet mesterei II., L'Harmattan Kiadó, Budapest, 2017, ISBN 978-963-414-292-8 (Kossuth Klub-sorozat)
- Gottdank Tibor: A magyar zsidó építőművészek öröksége – Lajtán innen és Lajtán túl, K.U.K. Kiadó, Budapest, 2018, ISBN 9786155361715
- Déry Attila: Nemzeti kísérletek építészetünk történetében. Budakeszi, 1995.
- Fucskár Ágnes - Fucskár József Attila: Magyar szecesszió, Kossuth Kiadó, Budapest, 2021, ISBN 9789635445417
- Bagyinszki Zoltán: Szecesszió - Art Nouveau, WLWYB Global, Budapest, 2021, ISBN 9786150122458
- Brunner Attila: Felfedező utak – A szecessziós épületornamentika a vidéki Magyarországon, Holnap Kiadó, Budapest, 2023, ISBN 9789633494295

### Egyes városok, területek szecessziós építészete
- Gerle János - Lugosi Lugo László: A szecesszió Budapesten, Magyar Könyvklub, Budapest, 1999, ISBN 9635489609
- K. Pintér Tamás: Századeleji házak Budapesten, Magyar Építőművészek Szövetsége, Budapest, 1987, ISBN 963-01-7504-5
- Szegő György: Teremtés és átváltozás. Budapest szecessziós építészete a századfordulón, HG & Társa Kiadó, Budapest, 1996, ISBN 963-85174-4-1
- Maczó Balázs: A rejtelmes Népszínház utca - és egykori lakói, Athenaeum Kiadó, Budapest, 2023, ISBN 9789635433223
- Maczó Balázs: Terézvárosi barangolás - Szecessziós házak a Nagykörúton túl, Athenaeum Kiadó, Budapest, 2022, ISBN 9789635431885
- László Miklós - Pál Emese: Szecesszió Kolozsváron, KOMP-PRESS, Kolozsvár, 2012, ISBN 9786067730111
- Bela Duranci: A vajdasági építészeti szecesszió, Forum Könyvkiadó, Újvidék, 1983
- Ifj. Gyergyádesz László: Kecskemét szecessziós építészete - I. Modern és magyaros, Kecskeméti Lapok Kft., Kecskemét, 2019, ISBN 9789639947429

### Egyes alkotók szecessziós építészete
- Gottdank Tibor: Vidor Emil, a műépítész, Balassi Kiadó Kft., Budapest, 2022, ISBN 9789634561248
- Halász Csilla - Ludmann Mihály - Viczián Zsófia: Lechner összes. 12 település, 36 épület, Látóhatár Kiadó, Budapest, 2017, ISBN 978-615-5444-06-7
- Bakonyi Tibor - Kubinszky Mihály: Lechner Ödön, Corvina Könyvkiadó, Budapest, 1981, ISBN 963-13-0902-9
- Csáki Tamás: Lajta Béla 150 – budapesti épületsorsok. Béla Lajta 150 – Fates of Budapest Buildings (A Lajta Béla 150 – Budapesti épületsorsok kiállítás kísérő kiadványa), Budapesti Történeti Múzeum, Budapest, 2024, ISBN 978-615-6667-07-6
- Gerle János – Csáki Tamás: Lajta Béla, Holnap Kiadó, Budapest, 2013, ISBN 9789633490402 (Az Építészet Mesterei-sorozat)
- szerk. Gerle János: Lechner Ödön, Holnap Kiadó, Budapest, 2003 (Az Építészet Mesterei-sorozat)
- Lambrichs, Anne: Vágó József, Holnap Kiadó, Budapest, 2006 (Az Építészet Mesterei-sorozat)
- Várallyay Réka: Komor Marcell és Jakab Dezső, Holnap Kiadó, Budapest, 2006 (Az Építészet Mesterei-sorozat)
- Gerle János: Korb Flóris és Giergl Kálmán, Holnap Kiadó, Budapest, 2010 (Az Építészet Mesterei-sorozat)
- Vámos Ferenc: Lajta Béla, Akadémiai Kiadó, Budapest, 1970
- Dercsényi Balázs: Árkay Aladár, Akadémiai Kiadó, Budapest, 1967 (Architektúra-sorozat)
- Bakonyi Tibor: Magyar Ede, Akadémiai Kiadó, Budapest, 1989 (Architektúra-sorozat)
- Gaál Gyöngyi: Magyar Ede - A szegedi szecesszió legeredetibb alkotója, Magánkiadás, 2016, ISBN 9789631258493